# Urbino
Urbino (; Urbìn in dialetto gallo-piceno) è un comune italiano di 13 831 abitanti, capoluogo della provincia di Pesaro e Urbino nelle Marche.
Fu uno dei centri più importanti del Rinascimento italiano, di cui conserva appieno l'eredità architettonica. Dal 1998 il suo centro storico è patrimonio dell'umanità UNESCO. Data la sua importanza artistica, la città è ricordata nella serie di sculture del Vittoriano, dedicate alle quattordici città nobili dell'Italia unita.

## Geografia fisica

### Territorio
(Michel de Montaigne, Journal de Voyage en Italie / Giornale di Viaggio in Italia, 1581)
Il territorio si estende in area collinare, sulle ultime propaggini dell'Appennino settentrionale, nella zona meridionale del Montefeltro. Il territorio comunale, il secondo più esteso della regione Marche dopo Fabriano, include anche un'isola amministrativa, identificabile nella via Fosso del Razzo, compresa tra i comuni di Vallefoglia, Pesaro, Montefelcino, Petriano e l'exclave di Montelabbate.

### Clima
| Urbino                             | Mesi   | Mesi   | Mesi   | Mesi   | Mesi   | Mesi   | Mesi   | Mesi   | Mesi   | Mesi   | Mesi   | Mesi   | Stagioni | Stagioni | Stagioni | Stagioni | Anno |
| Urbino                             | Gen    | Feb    | Mar    | Apr    | Mag    | Giu    | Lug    | Ago    | Set    | Ott    | Nov    | Dic    | Inv      | Pri      | Est      | Aut      | Anno |
| ---------------------------------- | ------ | ------ | ------ | ------ | ------ | ------ | ------ | ------ | ------ | ------ | ------ | ------ | -------- | -------- | -------- | -------- | ---- |
| T. max. media (°C)                 | 6,6    | 7,4    | 10,9   | 14,6   | 19,6   | 24,2   | 27,1   | 26,2   | 22,1   | 16,2   | 11,3   | 7,8    | 7,3      | 15,0     | 25,8     | 16,5     | 16,2 |
| T. min. media (°C)                 | 0,4    | 1,1    | 3,6    | 6,4    | 10,2   | 14,4   | 16,9   | 16,5   | 13,5   | 9,0    | 4,8    | 1,6    | 1,0      | 6,7      | 15,9     | 9,1      | 8,2  |
| Precipitazioni (mm)                | 54     | 59     | 69     | 67     | 70     | 58     | 46     | 69     | 69     | 88     | 99     | 66     | 179      | 206      | 173      | 256      | 814  |
| Giorni di pioggia                  | 8      | 8      | 9      | 9      | 9      | 7      | 4      | 6      | 6      | 9      | 9      | 9      | 25       | 27       | 17       | 24       | 93   |
| Eliofania assoluta (ore al giorno) | 3,2    | 3,7    | 4,4    | 5,9    | 7,2    | 8,4    | 10,5   | 9,0    | 7,2    | 4,6    | 2,9    | 2,8    | 3,2      | 5,8      | 9,3      | 4,9      | 5,8  |
| Vento (direzione-m/s)              | SW 4,9 | NE 4,5 | SW 4,8 | SW 4,5 | SW 4,2 | SW 4,0 | SW 4,0 | NE 3,6 | SW 3,7 | NE 3,9 | SW 4,7 | SW 5,1 | 4,8      | 4,5      | 3,9      | 4,1      | 4,3  |

### Sismicità
L'intero territorio comunale di Urbino si sviluppa in un'area classificata a rischio sismico medio-alto. Nel database dei terremoti elaborato dall'Istituto Nazionale di Geofisica e Vulcanologia, sono segnalati ben 65 eventi sismici che hanno interessato il comune di Urbino tra il 26 marzo 1511 e il 26 marzo 1998. Tra essi, le scosse più forti sono state quella dell'VIII grado della Scala Mercalli del 24 aprile 1741 che ebbe l'epicentro nel fabrianese (dove raggiunse i 6,08 della Scala Richter e il IX grado della Mercalli), quella del VII grado della Scala Mercalli del 23 giugno 1781 che ebbe l'epicentro nel cagliese (dove raggiunse i 6,23 della Scala Richter e il IX-X grado della Mercalli), quella del VII grado della Scala Mercalli del 21 settembre 1897 che ebbe l'epicentro in mare nell'Adriatico centrale e quella del VI-VII grado della Scala Mercalli del 12 marzo 1873 che ebbe l'epicentro nelle Marche meridionali (dove raggiunse i 5,88 della Scala Richter e l'VIII grado della Mercalli); sono state inoltre registrate nello stesso periodo analizzato ben nove diverse scosse telluriche che a Urbino hanno raggiunto il VI grado della Scala Mercalli.
- Classificazione sismica: zona 2 (sismicità medio-alta), Ordinanza PCM 3274 del 20/03/2003.

## Origini del nome
Il nome Urbino (Urvinum Metaurense o Mataurense in latino) è d'incerta origine: secondo alcuni Urvinum (o Urbinum) deriverebbe dal sostantivo Urvum (o Urbum), che designava il manico dell'aratro, alla cui forma assomigliava la collina del Poggio (sulla quale vi era il primitivo nucleo della città); mentre il termine Metaurense deriva ovviamente dal fiume Metaurus (o Mataurus), per distinguerla da un'altra città omonima nella medesima regione augustea, Urvinum Hortense, il cui nome pare che derivasse anch'esso dalla conformazione del terreno su cui era stata eretta quest'ultima città. Secondo un'ipotesi alternativa il toponimo Urbino deriverebbe invece dal latino urbs-urbis ('città') e farebbe riferimento alla sua natura di città doppia (urbs bina), perché sviluppatasi su due colli. Un'altra ipotesi sostiene che il nome abbia un'origine preindoeuropea.

## Storia

### Antichità e Medioevo

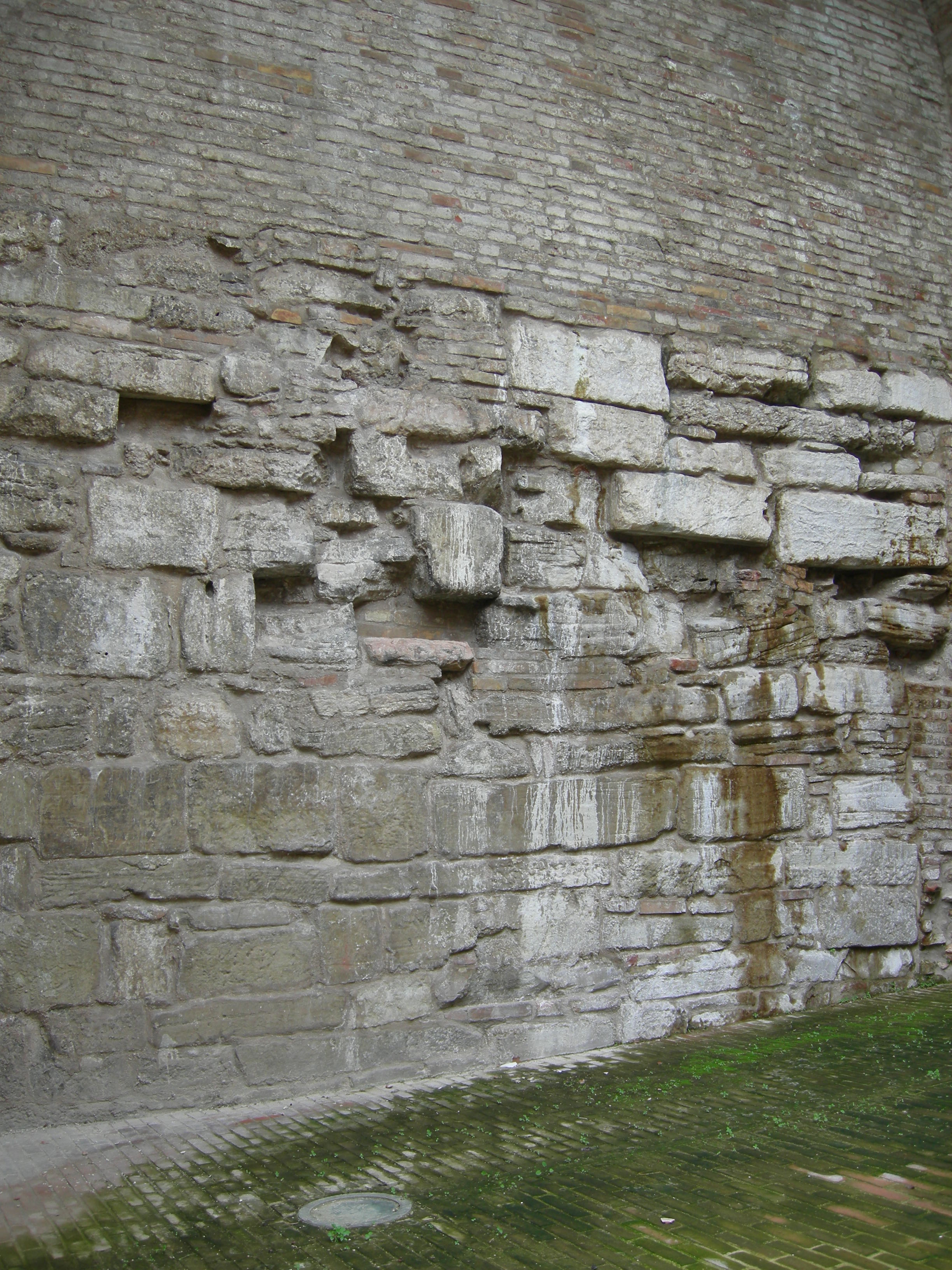
I resti delle mura romane in via F. Budassi

Nel 90 a.C. la lex Julia concesse la cittadinanza romana agli Umbri, uno tra i pochi popoli alleati a non aver aderito alla Lega italica; fu in quel periodo che, per consentire ai nuovi cittadini di poter beneficiare dei diritti acquisiti, i principali centri umbri al di qua degli Appennini vennero trasformati in municipia: Urvinum Metaurense venne aggregato alla cittadinanza con l'iscrizione alla tribù Stellatina. Pur citata da diversi autori latini, la città non è stata protagonista di alcun episodio storico importante nell'età antica (se si esclude l'esecuzione di Fabio Valente nel 69 d.C., che contribuì a indebolire ulteriormente il fronte vitelliano). Il primo avvenimento storicamente rilevante risale a dopo la caduta dell'Impero romano d'Occidente, quando, durante la guerra gotica del VI secolo, venne conquistata dalle truppe imperiali comandate da Belisario nell'inverno del 538, costringendo alla resa la guarnigione ostrogota guidata da un certo Moras. Nel 542 la città fu però riconquistata dai Goti, che con il re Totila erano passati alla riscossa, salvo poi tornare in mani imperiali con la definitiva sconfitta gota.
In età bizantina (dal VI all'VIII secolo) fece parte della Pentapoli annonaria (o montana), suddivisione dell'Esarcato d'Italia. Dovette diventare sede vescovile molto presto, ma il primo vescovo di cui conosciamo il nome (Leonzio) visse all'epoca di Gregorio Magno. Fu brevemente occupata dal re longobardo Liutprando e poi nuovamente da Astolfo; il re dei Franchi Pipino il Breve incluse Urbino fra i territori sottratti ai Longobardi da lui ceduti nel 754 al Patrimonio ecclesiastico (Promissio Carisiaca). Comunque, il dominio pontificio fu per diversi secoli puramente formale e non effettivo, e per di più fu contrastato dall'Impero, anch'esso rivendicante (e detenente) il controllo della zona (malgrado gli imperatori avessero più volte riconfermato - nel 781, 817, 962 - la donazione dell'area alla Chiesa). Nel corso del XII secolo le tradizioni indipendenti e autonome dell'antico municipio si espressero nell'istituzione della forma di governo comunale, come avvenuto nel resto dell'Italia centro-settentrionale. Secondo alcune fonti, nel 1155 il Barbarossa concesse brevemente Urbino in vicariato imperiale al conte Antonio di Montefeltro; tuttavia, gli storici attuali ritengono che tale Antonio non sia mai esistito e che la sua figura sia stata inventata nel XIV secolo (durante il governo di Antonio da Montefeltro) per dare un fondatore alla casata e giustificare il dominio feretrano su Urbino (proiettandolo quasi un secolo prima del suo effettivo inizio).

### La signoria dei conti di Montefeltro
Nel 1202 il comune cadde sotto l'influenza di Rimini, che perseguiva una politica di espansione e di egemonia nella zona; prova di questa dipendenza è che Urbino mandò milizie in aiuto dei Riminesi nella loro guerra contro Cesena (1216). Nel 1226 (ma secondo alcune fonti già nel 1213) l'imperatore Federico II concesse Urbino in vicariato ai conti di Montefeltro (Buonconte e Taddeo) ma, vista l'ostilità degli Urbinati, tale ingiunzione imperiale rimase momentaneamente lettera morta. Per sbloccare la situazione, i due feretrani si sottomisero, coi loro feudi, al comune di Rimini, ottenendone la cittadinanza (1228); con ciò speravano di ottenere l'appoggio riminese nelle loro pretese su Urbino. Quest'ultima, già sottomessa all'egemonia di Rimini, doveva contemporaneamente affrontare (oltre ai conti di Montefeltro) anche l'espansione tifernate nella Valmetauro, che gradualmente stava annettendo parti del contado urbinate. L'impotenza e la scarsa importanza di Urbino in quest'epoca è provata dal fatto che Rimini e Città di Castello siglarono un accordo con cui si spartivano il contado urbinate in aree di egemonia. Nel 1234 i Riminesi e i Montefeltro riuscirono a ottenere l'appoggio del rettore imperiale di Romagna, Carnevalario di Pavia, costringendo Urbino ad accettare finalmente la signoria feltresca. Salvo alcune interruzioni (nel 1285-1294, 1322-1324, 1368-1375 e 1502-1503) tale signoria sarebbe durata fino all'estinzione della dinastia (nel 1508).
Nei secoli XIII e XIV i Montefeltro continuarono a mostrarsi fedeli alleati della parte imperiale. Il conte Guido fu capo dei ghibellini di Romagna (e in questo periodo comincia la secolare lotta coi Malatesta), diede a due dei suoi figli nomi in omaggio agli imperatori Hohenstaufen (Federico e Corrado), fu vicario regio nella Marca per conto di re Manfredi (anche se si ritirò a Urbino al momento della discesa angioina in Italia), sostenne la spedizione in Italia di Corradino (di cui fu vicario a Roma) e poi quella aragonese in Sicilia contro Carlo I d'Angiò (in quest'occasione sconfisse gli angioini a Forlì, nel 1282). Per tale motivo fallì il tentativo di pacificazione della Romagna voluto da Niccolò III e il nuovo papa Martino IV si decise a farla finita col conte di Montefeltro: Guido dovette affrontare le milizie papali e guelfe, che assediarono Urbino nel 1284. La città si arrese e Guido perse perciò il controllo di Urbino nel 1285 (la città per punizione fu privata del suo contado), venendo esiliato. Nel 1289 il conte Corrado di Pietrarubbia (capo di un ramo guelfo della famiglia feltresca, rivale di quello principale ghibellino), deluso per il fatto che dopo la cacciata di Guido non fosse stato nominato signore della città, cambiò schieramento e occupò per breve tempo Urbino, prima di essere rapidamente sconfitto dal rettore pontificio della Marca. Nel 1294 Guido riuscì a riottenere la signoria sulla città, sfruttando una ribellione scoppiata quattro anni prima contro il rappresentante papale e sventando un successivo assalto malatestiano; l'anno successivo ebbe dal nuovo pontefice Bonifacio VIII il riconoscimento del fatto compiuto, istituendo in città una sorta di codominio tra il potere papale e quello comitale.
Malgrado questa riconciliazione con la Santa Sede, la politica ghibellina fu ben presto ripresa dal figlio di Guido, Federico (uno dei principali capi della lega ghibellina degli Amici della Marca), tanto che papa Giovanni XXII bandì una crociata contro di lui; nel 1322 gli Urbinati (esasperati dalle distruzioni e dalle difficoltà causate dalla politica del loro signore) si ribellarono e uccisero il conte. L'anno seguente Nolfo, figlio di Federico, riprese però la lotta e nel 1324 riuscì a recuperare il controllo della città con un colpo di mano e a sconfiggere sanguinosamente le truppe guelfe malatestiane. Nel 1334 Nolfo fece espellere da Urbino Speranza da Montefeltro, accordatosi segretamente coi Malatesta per divenire signore della città e passare dalla loro parte; sei anni dopo fallì un tentativo malatestiano di porre Speranza a Urbino come signore.
Nel 1355 i fratelli Nolfo ed Enrico (dopo aver assistito alla sconfitta inflitta alla ben più potente signoria malatestiana dal cardinal legato Egidio Albornoz) fecero atto di sottomissione a quest'ultimo, a Gubbio. Ricevettero in cambio la conferma della signoria feltresca su Urbino e Cagli (non in forma di vicariato, ma di "custodia", il che dava al legato pontificio un ampio potere nell'amministrazione cittadina, tra cui il diritto di nominare il podestà), ma dovettero rinunciare al castello di San Marino (di cui il legato riconobbe l'autonomia comunale dai conti di Montefeltro) troppo importante strategicamente. Impossibilitati a condurre una politica autonoma come all'inizio del secolo per via della presenza di un solido potere, i Montefeltro si mantennero fedeli al legato, conducendo anche, per conto di questo, alcune campagne contro dei riottosi signorotti dell'entroterra alto-marchigiano. Ma appena qualche anno dopo, ormai morto Albornoz, il nuovo legato Anglico de Grimoard soppresse la custodia civitatis feltresca, tramite il podestà da lui nominato, Enrico da Sessa. A nulla servirono le lamentele dei Montefeltro, che col conte Paolo si erano mantenuti sempre fedeli e che ora si vedevano sottrarre il potere. Scoppiata una nuova rivolta nell'Italia centrale (Urbano V aveva nel frattempo posto nuovamente la sede pontificia a Roma), alcuni nipoti di Nolfo (tra cui Antonio) tentarono di recuperare Urbino nel 1369, senza successo. Riuscirono in ogni modo a ottenere il perdono del nuovo papa Gregorio XI.
L'opera albornoziana (che era consistita nella restaurazione del dominio pontificio nell'Italia centrale e nelle Romagne in vista di un ritorno della sede papale a Roma) andò in gran parte distrutta negli anni seguenti, quando molti signori spodestati rientrarono in possesso dei loro vecchi domini. Le ribellioni e i disordini nei territori pontifici furono causate dall'esoso malgoverno ecclesiastico e favorite dai Fiorentini e da Bernabò Visconti, timorosi di un potere troppo forte del papa in Italia che avrebbe sconvolto gli equilibri (guerra degli Otto Santi).
Il 24 dicembre 1375 il conte Antonio da Montefeltro (nipote di Nolfo) con le armi della lega fiorentino-viscontea rientrò in Urbino (da cui era fuggito il vicario Filippo Corsini), venendone acclamato signore. Qualche tempo dopo occupò anche Cagli, venendo anche qui acclamato signore. Nell'alleanza del febbraio 1376 le città di Urbino e di Cagli partecipavano al patto col signore su piede di uguaglianza come compartecipi agli impegni e agli oneri stipulati da lui, mentre egli agiva a nome delle terre che gli ubbidivano quale dominus e capo delle milizie. Il conte Antonio inflisse una serie di sconfitte a Galeotto Malatesta, alleato del papa, riuscendo, nel 1379, a ottenere il riconoscimento da parte di Urbano VI della sua signoria su Urbino e Cagli, in forma nuovamente di vicariato e perciò con una sostanziale indipendenza. Negli anni successivi aggiunse al suo dominio anche Gubbio (1384) e Cantiano (1393), sempre a prezzo di scontri con i Malatesta e anche con la Repubblica fiorentina, ma potendo contare sul sostegno di Gian Galeazzo Visconti, poi duca di Milano. Con il governo di Antonio può ormai dirsi pienamente nato lo Stato di Urbino, attore importante nello scenario italiano del secolo successivo.
Alla morte di Antonio nel 1404, il figlio Guidantonio (ormai da diversi anni reggente in vece del padre, residente stabilmente alla corte viscontea) gli subentrò nello Stato urbinate (Bonifacio IX gli confermò il vicariato) e nel consiglio di reggenza milanese. Essendo crollato momentaneamente il potere visconteo (dopo la morte di Gian Galeazzo nel 1402), Guidantonio si alleò con l'emergente re di Napoli Ladislao d'Angiò-Durazzo, da cui fu fatto connestabile; poi, caduto anche Ladislao (ed egli aveva contribuito alla sua caduta, passando allo schieramento pisano avverso), instaurò buoni rapporti con papa Martino V, di cui sposò la nipote Caterina Colonna. Dal papa colonnese Guidantonio fu fatto duca di Spoleto e ottenne il vicariato su Casteldurante e la concessione della rosa d'oro (onorificenza solitamente concessa solo ai re). Nel 1434 Urbino fu visitata da Sigismondo, imperatore dei Romani, re d'Ungheria e di Boemia, che creò cavalieri Guidantonio e suo figlio.

### Il periodo di Federico da Montefeltro

Guidantonio ebbe due figli maschi: uno naturale (Federico) e uno legittimo (Oddantonio); fu quest'ultimo che succedette al padre dopo la sua morte nel 1443. Nello stesso anno papa Eugenio IV gli concesse il titolo di duca d'Urbino, mentre Federico otteneva il riconoscimento pontificio della contea dei Brancaleoni (da lui ottenuta tramite il suo matrimonio con l'ultima erede di tale casata, Gentile). Entrambi i feltreschi in questo periodo sostenevano (continuando l'atteggiamento del padre Guidantonio negli ultimi anni) la politica di Eugenio IV, rivolta contro Francesco Sforza (che dieci anni prima era riuscito ad impadronirsi delle Marche, strappandole al papa) alleato dei Veneziani, dei Fiorentini e di Sigismondo Pandolfo Malatesta, mentre il duca di Milano Filippo Maria Visconti, il re di Napoli Alfonso V e il papa costituivano la coalizione antisforzesca. Mentre Federico si trovava a Pesaro (governata da un ramo cadetto dei Malatesta nemico di quello riminese) per difenderla da Sigismondo Pandolfo, a Urbino il giovanissimo fratellastro Oddantonio cadeva vittima di una congiura (21 luglio 1444) causata dal suo malgoverno e dalle sue stranezze. Non è chiaro se Federico fosse a conoscenza di tale congiura, ma in ogni caso ne ricavò un grande beneficio immediato, visto che gli Urbinati lo proclamarono nuovo signore (dopo avergli fatto firmare alcune clausole, le quali tra l'altro prevedevano l'impunità per i congiurati).
Giunto al potere (senza il titolo ducale) Federico operò una decisiva svolta nella politica feltresca: approfittando del fatto che tra lo Sforza e Sigismondo Pandolfo i rapporti fossero tesi, abbandonò la coalizione antisforzesca per passare dalla parte dello Sforza (e il Malatesta di conseguenza passò all'altro schieramento). Grazie a questa svolta Federico riuscì subito (1445) a ottenere un importante guadagno territoriale per lo Stato urbinate, la città di Fossombrone (ceduta dal Malatesta di Pesaro). In questo periodo Urbino fu sicuro rifugio di Francesco Sforza, mentre i suoi domini marchigiani erano invasi dalle milizie nemiche. Nel marzo 1446 fu sventata una congiura contro Federico (i saccheggi posti in atto dalle milizie antisforzesche avevano infatti esasperato la popolazione).
Gli anni successivi videro nuovi intricati avvenimenti e ribaltamenti delle alleanze nella politica italiana (con lo Sforza che riuscì a ottenere il Ducato di Milano), ma in ogni caso Federico (militante sempre dalla parte sforzesca e per i Fiorentini) riuscì a ottenere dal nuovo papa Niccolò V (più incline alla pace d'Italia rispetto al predecessore) il riconoscimento del suo dominio come vicario pontificio (1447). Con la pace generale di Lodi nel 1454 Federico aveva notevolmente rafforzato la sua posizione e la sua reputazione nello scenario italiano, cui faceva da contraltare l'isolamento diplomatico in cui si era ritrovato l'avversario Sigismondo Pandolfo, inimicatosi il re di Napoli.
Fu proprio a quest'ultimo che Federico si rivolse per tentare di distruggere per sempre la potenza dell'odiato nemico. Fu stipulata un'alleanza e nel 1457-1459 le milizie urbinati e napoletane attaccarono con successo il dominio malatestiano; malgrado la guerra sembrasse sul punto di concludersi con la vittoria dei feltresco-aragonesi il nuovo papa Pio II si intromise come mediatore, riuscendo a imporre una tregua stipulata a Mantova. Ma Sigismondo Pandolfo mandò a monte anche questo tentativo di pacificazione, intervenendo a fianco di Giovanni d'Angiò nella sua spedizione in Italia contro il re Ferrante d'Aragona. In tal modo si inimicò definitivamente tutti gli Stati italiani (favorevoli a Ferrante) e il papa nel 1460 lo scomunicò e lo dichiarò decaduto da tutti i suoi domini (che erano pur sempre sotto la formale autorità della Chiesa). Tale guerra di successione napoletana si concluse, per ciò che concerne Urbino, con la vittoria di Federico (vincitore nella battaglia della Marotta e nell'assedio di Fano), l'ulteriore ampliamento del suo Stato (che inglobò la Valle del Cesano e altri territori di confine) e la riduzione del dominio malatestiano alla sola Rimini (1463). Si concludeva così la lotta, durata due secoli, tra lo Stato di Urbino a guida feretrana e la casa malatestiana.
Nel 1474 Federico ottenne da papa Sisto IV il titolo ducale (già concesso un trentennio prima al fratellastro Oddantonio) e continuò a rimanere un attore importante delle vicende italiane: infatti Urbino intervenne stabilmente in tutti i conflitti della Penisola dal 1463 in poi (la battaglia della Molinella, la battaglia di Mulazzano, la ribellione di Volterra, la guerra seguita alla Congiura dei Pazzi e quella di Ferrara), sempre col proposito di mantenere l'equilibrio e di evitare l'ingerenza di potenze transalpine. Desiderio di Federico negli ultimi anni di vita fu di poter condurre le forze della Lega Italica in una crociata contro i Turchi.
Il periodo di governo di Federico segna l'apice della città di Urbino. Egli mise mano ai problemi politici impellenti e incominciò una riorganizzazione dello Stato, che prevedeva anche una ristrutturazione della città secondo un'impronta moderna, confortevole, razionale e bella. Tutti i suoi sforzi, nei quasi quarant'anni di governo, furono tesi a questo scopo che, grazie alle sue straordinarie doti unite a una notevole fortuna, arrivò a un soffio dalla piena realizzazione. Alla sua corte, Piero della Francesca scrisse sulla scienza della prospettiva, Francesco di Giorgio Martini scrisse il suo Trattato di architettura (concludendo i lavori di ristrutturazione del Palazzo Ducale avviati da Luciano Laurana), e il padre di Raffaello, Giovanni Santi, scrisse il suo resoconto poetico dei principali artisti del periodo. La corte brillante di Federico, attraverso le descrizioni di Baldassarre Castiglione ne Il Cortegiano, introdusse i caratteri del cosiddetto "gentiluomo" in Europa, che rimasero pienamente in voga fino al XX secolo.

### L'ultimo Montefeltro e la parentesi borgiana
Dalla seconda moglie Battista Sforza (figlia di Alessandro, signore di Pesaro e fratello del duca di Milano) Federico aveva avuto Guidobaldo, che gli succedette alla sua morte nel 1482. La politica urbinate continua in questo periodo ad appoggiare quella pontificia e Guidobaldo I partecipò alle varie guerre in cui si ritrovò coinvolto papa Alessandro VI (nella battaglia di Soriano del 1497, contro gli Orsini, fu anche fatto prigioniero).
Ciò non impedì comunque al figlio di Alessandro VI, Cesare Borgia, nel corso delle sue campagne di conquista (1499-1503) per ritagliarsi un proprio Stato con l'appoggio pontificio e francese, di occupare anche il Ducato di Urbino. Dopo aver chiesto rinforzi al duca per le sue imprese, fece rapidamente occupare dalle sue truppe Cagli e Fossombrone, costringendo Guidobaldo a fuggire da Urbino (giugno 1502). Il Borgia assunse il titolo ducale (e Urbino in quest'occasione subì la prima delle sue numerose spoliazioni), ma la sua nuova conquista fu subito messa in pericolo da una rivolta dei suoi condottieri (i "congiurati della Magione"), la quale permise a Guidobaldo di rientrare brevemente in possesso di Urbino (ottobre-dicembre 1502). Dopo aver liquidato i capitani ribelli (uccisi a tradimento a Senigallia), Cesare Borgia poté riottenere il Ducato; questo andrà perduto, insieme a tutte le sue conquiste, con la morte del padre pontefice e la successiva fine della sua fortuna (estate-autunno 1503). Il nuovo papa Giulio II confermò il ducato a Guidobaldo (ritornato a Urbino nell'agosto 1503), lo fece gonfaloniere della Chiesa e lo ebbe a fianco nelle campagne di sottomissione di Perugia e Bologna (1506).
Dalla moglie Elisabetta Gonzaga Guidobaldo non ebbe figli: alla sua morte nel 1508 a ereditare il Ducato fu perciò suo nipote (figlio della sorella Giovanna) Francesco Maria I della Rovere, già signore di Senigallia.

### I Della Rovere e la parentesi medicea
Il giovane signore ereditò il Ducato di Urbino proprio nel periodo in cui era pontefice suo zio Giuliano della Rovere (Giulio II). Ciò indubbiamente costituiva un grande vantaggio sia per lui sia per lo Stato: il duca fu infatti nominato capitano generale delle milizie pontificie durante la guerra d'Italia scoppiata nel 1509, mentre lo Stato urbinate nel 1513 otteneva dal papa la cessione di Pesaro (il locale ramo sforzesco si era infatti estinto l'anno prima). Nel 1511, inoltre, il duca si macchiò dell'omicidio di un cardinale, Francesco Alidosi, con cui aveva litigato, ma grazie all'appoggio dello zio poté momentaneamente scampare alle gravi conseguenze del suo atto.
Con la morte di Giulio II e l'elezione di Leone X (figlio di Lorenzo il Magnifico), fortemente nepotista, Francesco Maria I si ritrovò però in una situazione molto difficile. Prendendo a pretesto l'uccisione del cardinale Alidosi, nel 1516 Leone X citò il duca a giudizio e, vista la sua renitenza a presentarsi a Roma, lo dichiarò decaduto dal Ducato, presto occupato dalle milizie papali. Dopo la fuga di Francesco Maria, Leone X nominò nello stesso 1516 duca di Urbino suo nipote Lorenzo de' Medici (figlio di Piero il Fatuo). Dal gennaio al settembre 1517 Francesco Maria tentò la riconquista del suo Stato con una composita armata e per mesi nel Ducato infuriò una feroce guerra. Questa sembrò inizialmente favorevole ai rovereschi (che riuscirono a recuperare quasi tutto il territorio, compresa Urbino), ma alla fine entrambi gli schieramenti (prostrati dalle spese belliche) addivennero a un accordo, con cui il Ducato rimaneva al Medici mentre Francesco Maria poteva ritirarsi con la libreria feltresca, l'artiglieria e le sue truppe (stipendiate dal papa) presso il suocero marchese di Mantova.
Alla morte senza eredi maschi del duca Lorenzo (che del resto aveva visitato il suo Stato pochissime volte, risiedendo altrove) nel maggio 1519 il Ducato di Urbino fu annesso direttamente allo Stato Pontificio. Ma fu un'annessione breve: Francesco Maria tentò infatti nel dicembre 1521 (alla morte di Leone X) una nuova spedizione per riconquistare il Ducato dopo che Urbino si era ribellata e stavolta ebbe pieno successo. Il nuovo papa, l'olandese Adriano VI (ostile alle politiche nepotistiche del suo predecessore mediceo), gli restituì ufficialmente nel 1523 tutto lo Stato.
Un nuovo pericolo si profilò per Francesco Maria qualche anno dopo, con l'elezione al soglio pontificio di un altro Medici (Clemente VII): questi nel 1525 investì del Ducato di Urbino Ascanio Colonna (figlio di Agnese di Montefeltro), ma alla fine preferì lasciar perdere, riconoscendo Francesco Maria. Nel 1530 il duca, in qualità di praefectus Urbi, fu responsabile della cerimonia d'incoronazione imperiale di Carlo V e nel 1538 lo stesso imperatore lo nominò comandante supremo delle milizie che si apprestavano a una crociata (mai effettuata) contro il sultano ottomano.
Alla morte di Francesco Maria I nel 1538 gli subentrò il figlio avuto da Eleonora Gonzaga, Guidobaldo II. L'inizio del regno di questi fu turbato dalla questione del Ducato di Camerino, su cui egli affermava di avere diritti per via del matrimonio con Giulia da Varano; papa Paolo III per tutta risposta lo scomunicò e lo dichiarò decaduto dallo Stato urbinate, per cui Guidobaldo alla fine preferì sottomettersi, rinunciando alla successione camerte. Nel 1548 il duca sposò una nipote del papa, Vittoria Farnese, e Paolo III estese l'investitura ducale di Urbino (che fino ad allora aveva compreso soltanto la città col suo contado) a tutto il territorio amministrato dal duca (fino ad allora gestito in forma di vicariato): con ciò fu portata a compimento l'unificazione amministrativa e statuale del territorio.
Il lungo ducato di Guidobaldo II trascorse sostanzialmente tranquillo e la pace fu turbata solo da una sedizione scoppiata a Urbino nel 1573: gravati da troppe imposte e gabelle e offesi per il fatto che la corte roveresca fosse ormai stabilmente situata a Pesaro, gli Urbinati inviarono ripetutamente ambascerie al duca, trattate con sufficienza da quest'ultimo. Gli Urbinati quindi si risolsero a chiedere aiuto al papa (di cui Guidobaldo II era pur sempre vassallo) o addirittura al granduca di Toscana, per deporre il duca; tutti i tentativi andarono male e nel marzo 1573 sulla città si abbatte l'ira del duca infuriato per la sedizione. La città fu sottoposta a un regime di "occupazione militare", fu privata di privilegi e furono arrestati e condannati i capi della rivolta.
L'anno successivo Guidobaldo II morì e gli succedette il figlio Francesco Maria II (veterano della battaglia di Lepanto), che aveva sempre avuto un rapporto teso col padre per via del matrimonio che quello gli aveva imposto con Lucrezia d'Este.
Il nuovo duca intraprese subito un'opera di risanamento finanziario (il padre aveva sperperato le risorse dello Stato e lasciato un ingente debito) e allontanò da corte alcuni dei più influenti membri dell'entourage di Guidobaldo II, a lui avversi. Il Ducato si trovava comunque in una situazione economica difficile, aggravata dalle periodiche carestie e dalla piaga del brigantaggio, e fu perciò un sollievo per Francesco Maria il trattato stipulato con la Spagna (grazie al quale numerose compagnie urbinati poterono combattere al soldo iberico nei Paesi Bassi).
Ma ancor più che dalle difficoltà finanziarie, Francesco Maria era preoccupato dalla questione della successione: dalla non amata Lucrezia d'Este (morta nel 1598 e da cui si era separato già da vent'anni) il duca non aveva avuto eredi e pertanto cominciava a profilarsi il rischio dell'annessione diretta allo Stato Pontificio. La questione preoccupava soprattutto i sudditi e perciò il duca si risolse di chiedere al popolo il decidere sul da farsi: i consigli comunali deliberarono di chiedere al duca di risposarsi. Forte di quest'appoggio popolare, Francesco Maria nel 1599 si sposò con Livia, figlia di suo cugino Ippolito Della Rovere (che a sua volta era figlio naturale del cardinale Giulio Feltrio, fratello di Guidobaldo II): da questa ebbe il sospirato erede, Federico Ubaldo.
Quest'ultimo si sposò con Claudia de' Medici ed ebbe una figlia, Vittoria, ma la sua vita sregolata e dissoluta lo portò alla morte precoce, nel 1623 (era stato duca per due anni a partire dal 1621, dopo l'abdicazione del padre). Ormai l'annessione non era più evitabile e il vecchio Francesco Maria II, tornato sovrano, dovette rassegnarsi a raggiungere un accordo con la Santa Sede per far sì che il passaggio di governo avvenisse senza incidenti. Nel 1624 fu stipulato un trattato, con cui Francesco Maria rimaneva duca ma si ritirava a vita privata, mentre il governo passava a un legato pontificio.

### Annessione allo Stato Pontificio

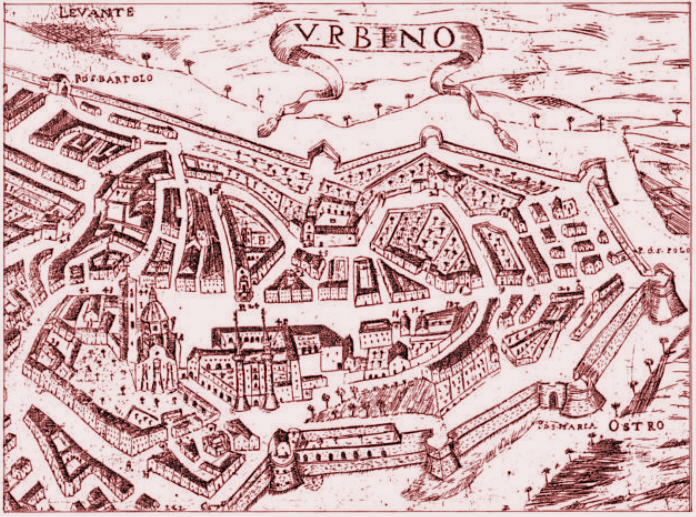
Antica pianta di Urbino
(Tommaso Luci, 1689)

A seguito della morte di Francesco Maria II nel 1631, papa Urbano VIII incorporò ufficialmente il Ducato di Urbino ai domini pontifici. Lo Stato fu governato, da allora, da un legato pontificio, generalmente appartenente all'alta gerarchia ecclesiastica. In seguito alla devoluzione del Ducato allo Stato Pontificio, il ricco patrimonio artistico (compresi i mobili) del Palazzo Ducale andò a costituire, in massima parte, la dote dell'ultima discendente diretta dei Della Rovere, Vittoria, andata in sposa a Ferdinando II de' Medici; successivamente queste opere costituiranno il nucleo della futura Galleria degli Uffizi. Tra le opere che furono portate a Firenze, vi fu il Dittico dei duchi d'Urbino di Piero della Francesca. Invece la celebre biblioteca fu assorbita interamente dalla Biblioteca Vaticana nel 1657. Inoltre a Roma vennero portate anche le Tavole Ex Barberini di Fra Carnevale, prelevandole dalla chiesa di Santa Maria della Bella.

### Gli Albani e l'occupazione francese
Il XVIII secolo si aprì con l'elezione al soglio pontificio (1701) del cardinale urbinate Giovanfrancesco Albani, col nome di Clemente XI. Per la città si aprì l'ultima grande stagione di splendore, soprattutto sotto il profilo artistico-culturale; grazie al finanziamento, da parte di papa Albani e dei suoi familiari, di importanti lavori di ristrutturazione di vari palazzi, chiese e monasteri della città; come: Palazzo Albani, parte della facciata del Palazzo Comunale, il Palazzo dell'Arcivescovado, la Cappella Albani (all'interno del convento di San Francesco), l'Oratorio di San Giuseppe, la ristrutturazione interna delle chiese di San Francesco, San Domenico e Sant'Agostino. Mentre furono costruiti nuovi edifici (Palazzo del Collegio Raffaello) e fu promossa la nascita di una rinomata manifattura artigiana (Fabbrica delle Spille). Inoltre il mecenatismo del Papa e della sua famiglia, si rifletté in ricche donazioni alla Cattedrale (come il nuovo altare) e agli altri enti religiosi della città. Questa nuova età di splendore per la città, terminò con la morte di Clemente XI (1721), riavviando la città a un lungo declino che si è esteso fino ai nostri giorni. Dopo la morte del papa, la famiglia Albani rimarrà la principale committente delle opere più significative, fino alla prima metà del XIX secolo, soprattutto nelle persone del cardinale Annibale Albani e del nobile Orazio Albani, quest'ultimo affiderà all'architetto Pietro Ghinelli la realizzazione del Palazzo Nuovo (sull'attuale piazza della Repubblica).
Nel 1789, a seguito del forte terremoto che aveva colpito Urbino, si verificò il crollo della cupola della Cattedrale, evento che portò al totale rifacimento della chiesa.
Nel 1798 quello che rimaneva dello Stato Pontificio dopo il trattato di Tolentino dell'anno precedente venne occupato dalle truppe francesi, che lo trasformarono in repubblica (la Repubblica Romana). Nel 1799, col ritiro francese dovuto al formarsi della Seconda Coalizione, la città tornò al restaurato Stato Pontificio. Nel 1808 quest'ultimo fu tuttavia nuovamente occupato dai francesi per ordine di Napoleone; le Marche furono di conseguenza annesse al Regno d'Italia napoleonico. Nel corso di questo periodo Urbino e il suo territorio subirono le requisizioni di importanti opere d'arte, con il loro spostamento verso Milano, nella nascente galleria di Brera. Questo evento fu un'ulteriore causa che impoverì il patrimonio artistico locale, già provato dalla perdita delle opere, a seguito della devoluzione del Ducato nel XVII secolo. Nel 1814 lo Stato Pontificio fu nuovamente restaurato; nella primavera del 1815 Urbino e tutta la restante parte dello Stato furono brevemente occupate dalle truppe napoletane, durante la fallimentare campagna del re Gioacchino Murat.

### Il rinnovamento urbanistico del XIX secolo

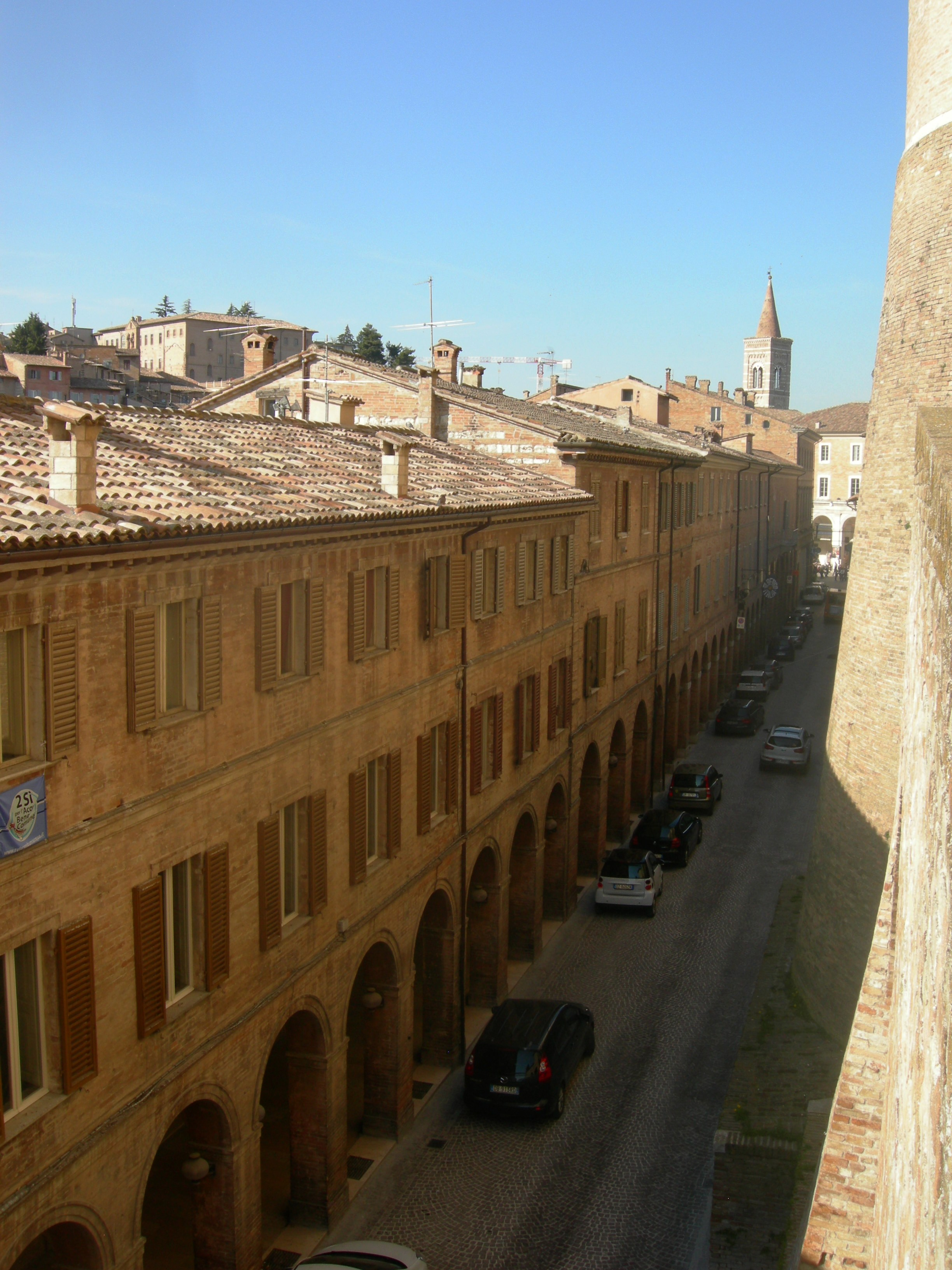
Veduta di Corso Garibaldi verso piazza della Repubblica

Il secolo si aprì con la consacrazione nel 1809 della nuova Cattedrale, secondo il progetto dell'architetto Giuseppe Valadier; che nella città feltresca restaurò importanti palazzi, come l'antico Seminario, adiacente alla chiesa di San Sergio, parzialmente occupato dal Hotel Raffaello. Un importante ruolo, in questa prima metà del secolo, lo avrà il nobile urbinate Fulvio Corboli, definito successivamente Padre della Patria, nell'ideare un primo progetto di rinnovamento urbanistico e a intuire la necessità di risolvere l'isolamento della città rispetto alla zona costiera.
In seguito alla costruzione del Palazzo Nuovo degli Albani (1831), progettato dall'architetto Pietro Ghinelli, che diede origine all'attuale piazza della Repubblica, si andò a costituire il primo tratto del futuro Corso Garibaldi; da questo momento avranno inizio una serie di interventi urbanistici destinati a cambiare il volto della città. Partendo dalla costruzione del Teatro Sanzio (1845 - 1853); alla realizzazione di Corso Garibaldi, porticato sul lato a valle, per garantire ai frequentatori del teatro un passaggio coperto e diretto dall'attuale piazza della Repubblica, costruzione che si protrasse fino ai primi anni del XX secolo. Inoltre un'altra importante innovazione urbanistica fu l'abbattimento, nel 1868, di un tratto delle mura per realizzare una barriera daziaria, denominata Porta Nuova o Barriera Margherita (in onore della principessa Margherita di Savoia), da cui si sviluppava una nuova strada che correva lungo un tratto delle mura e si congiungeva a Corso Garibaldi; conseguente a questa nuova disposizione urbanistica si ebbe la sistemazione dell'ampio terreno sottostante il Palazzo Ducale (sul lato a valle verso la Data), che verrà denominato Pincio.
Queste ultime trasformazioni urbanistiche determinarono un cambiamento nell'accesso alla città, perché se prima si doveva passare per strette e tortuose stradine, tramite le porte della cinta muraria, ora si attraversava la più agevole Porta Nuova e la comoda strada delle mura per giungere nell'attuale piazza della Repubblica o al Palazzo Ducale (il centro della città).
Questo rinnovamento urbanistico rispecchiava molte delle idee di Fulvio Corboli, ma la sua progettazione fu curata in gran parte dall'architetto Vincenzo Ghinelli.

### L'annessione al Regno d'Italia

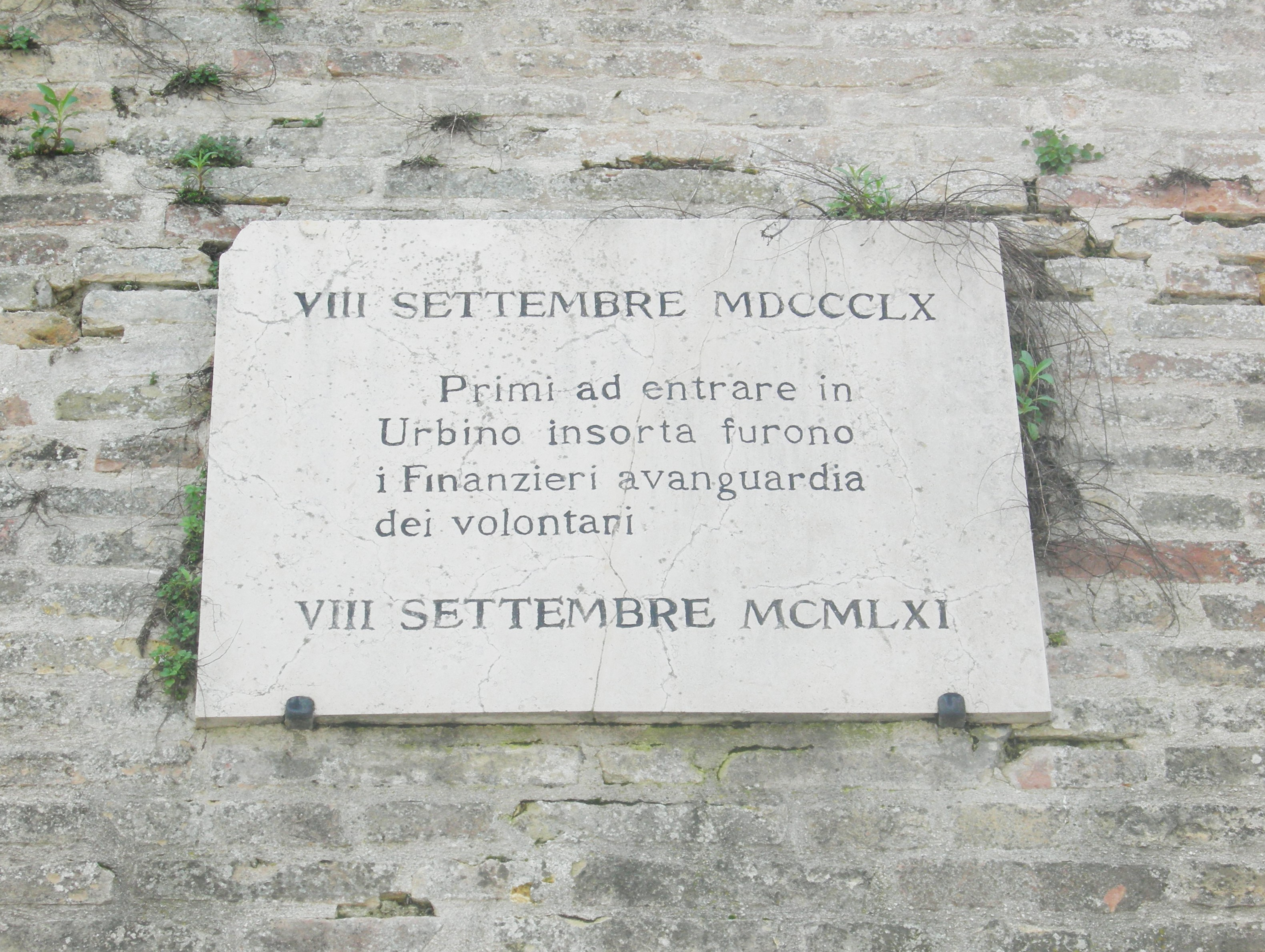
Epigrafe dedicata all'ingresso dei piemontesi, nei pressi della Porta di Santa Lucia

Il giorno 8 settembre 1860 le truppe piemontesi entrarono in Urbino da Porta Santa Lucia, costringendo alla resa le ultime resistenze dell'esercito pontificio sotto il porticato del Collegio Raffaello. Ma si dovrà attendere il 29 settembre, con la presa di Ancona, per la totale conquista della regione Marche, per opera dell'esercito piemontese.
Tra il 4 e il 5 novembre si tenne il plebiscito per l'annessione delle Marche al Regno di Sardegna, conclusosi con 133 783 voti favorevoli, 1 212 voti contrari e 260 voti nulli; in particolare nella provincia di Urbino (escludendo il territorio di Pesaro) i sì furono 21 111 contro 365 no e con 29 voti nulli. Successivamente, il 10 novembre, fu esteso anche alle Marche lo Statuto Albertino, per poi, il 17 dicembre, rendere ufficiale l'annessione della regione al Regno di Sardegna con l'emanazione di un regio decreto.
Il nuovo governo attuò la confisca di vari beni ecclesiastici, tra cui buon parte del convento di San Francesco (dove in una parte venne realizzato un orto botanico, su progetto di Vincenzo Ghinelli), il monastero di santa Chiara, quello di san Girolamo e tanti altri.

### La prima metà del XX secolo
Il secolo incominciò come si era svolto quello precedente, e perdurò così per quasi tutta la prima metà, senza particolari eventi significativi. In questo periodo è da segnalarsi la piena fioritura dell'attività artistica della Scuola del Libro (Istituto per la Decorazione e l'Illustrazione del Libro) che espresse notevoli talenti in ambito nazionale e internazionale. Oltre al grande sviluppo conosciuto dalla Scuola del Libro, in questo periodo si assiste alla crescita dell'ateneo cittadino, con l'elevazione a facoltà universitaria dell'ottocentesca Scuola di Farmacia e alla nascita della Facoltà di Magistero (1934 circa). In conseguenza dell'evoluzione dell'università, si ha un incremento della popolazione studentesca, evidenziando lo stato di totale impreparazione della città (scarsità di alloggi), tant'è che per i primi tempi molti studenti furono ospitati nelle case di privati cittadini. Il problema fu in parte risolto con l'istituzione del Convitto maschile "Raffaello", agli inizi del secolo, e del Convitto femminile "Laura Battiferri", nel 1926 circa.
Questo periodo fu dominato dai grandi eventi della storia nazionale e internazionale, che inevitabilmente coinvolsero Urbino. Tra questi il periodo fascista ha lasciato il segno maggiore in città, soprattutto dal punto di vista architettonico, con la scuola elementare "Giovanni Pascoli" (1932-34 circa); il restauro di palazzo Mauruzi-Gherardi, allora sede del tribunale; la Casa dello Studente, per sopperire alla scarsità di alloggi a seguito della grande crescita della popolazione universitaria; le case popolari per i mutilati e gl'invalidi civili nelle odierne vie Virgili e del Popolo; e infine il rinnovamento dell'acquedotto comunale.
Nel 1938, la città venne designata come sede per la neonata Soprintendenza alle Gallerie e alle Opere d'Arte delle Marche.
Con lo scoppio della seconda guerra mondiale la città non subì alcun bombardamento, grazie a un segnale convenzionale dipinto sul tetto del Palazzo Ducale e al tacito accordo tra tedeschi e alleati. Anche se la città corse un grave pericolo, perché la galleria tra la stazione ferroviaria e la frazione di Trasanni (che passa sotto a una consistente parte della città) fu trasformata in un deposito di armamenti del distaccamento dell'aeronautica di stanza in Urbino. Durante la ritirata, l'esercito tedesco volle minare l'intera cinta muraria, ma gli urbinati assoldati per compiere tale lavoro, riuscirono a sabotare le mine. Furono però distrutti i collegamenti ferroviari e stradali.
Durante il conflitto mondiale è da sottolineare l'importante operazione messa in atto dall'allora Soprintendente alle Gallerie e alle Opere d'Arte delle Marche a Urbino Pasquale Rotondi, che mise in salvo circa 10 000 opere (tra cui quelle di Giorgione, Piero della Francesca, Paolo Uccello, Tiziano, Mantegna, Raffaello da tutti i più grandi musei d'Italia) dalle requisizioni naziste e dalle distruzioni della guerra. Queste opere furono nascoste tra la Rocca di Sassocorvaro, il Palazzo dei Principi di Carpegna, i sotterranei della Cattedrale e del Palazzo Ducale di Urbino.
La città fu sottratta alla RSI il 27 agosto 1944, grazie all'azione delle bande partigiane delle campagne (soprattutto dalla frazione di Schieti) che, sull'avvicinarsi delle truppe alleate, decisero di convergere su Urbino. Il giorno successivo entrò in città il V Corpo dell'VIII armata inglese e il Corpo Italiano di Liberazione (l'esercito del cosiddetto Regno del Sud).

### Urbino e De Carlo

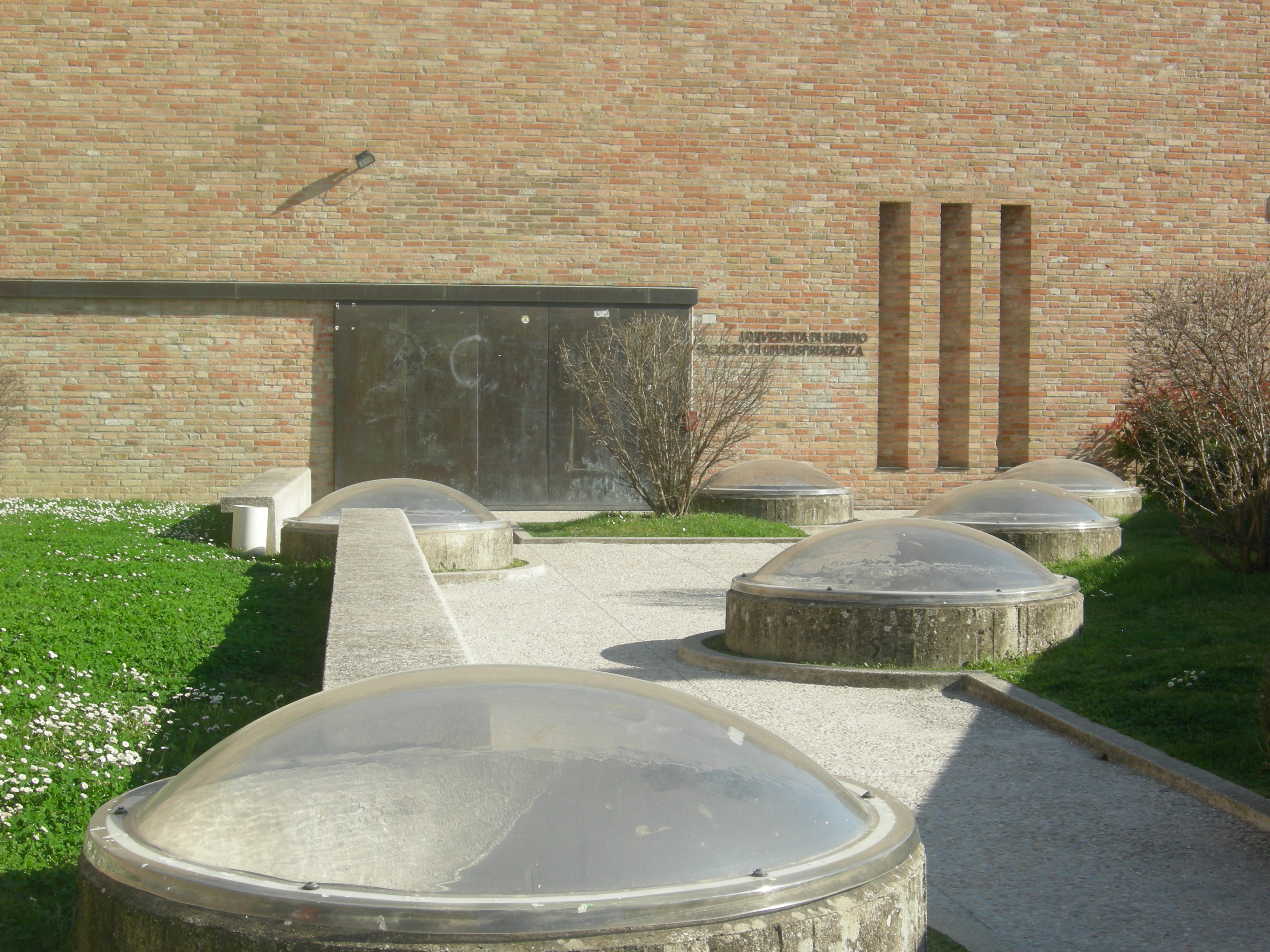
Ingresso principale della Facoltà di Legge (Giurisprudenza)

La seconda metà del XX secolo si caratterizzò in Urbino per la collaborazione dei principali enti cittadini (Università e Comune) con l'architetto Giancarlo De Carlo. Questo rapporto ebbe inizio nel 1951 quando Carlo Bo, allora rettore dell'Università, commissionò a De Carlo il progetto di ristrutturazione interna di Palazzo Montefeltro - Bonaventura, sede centrale dell'Ateneo. Subito dopo l'architetto genovese fu incaricato dal Comune di redigere il Piano Regolatore Generale (1958 - 1964) mirato al recupero del centro storico, che versava ormai da tempo in pessime condizioni e rischiava di perdere diversi quartieri, tra cui lo stesso Palazzo Ducale per il cedimento del terreno sottostante, composto da pietra tufacea e da alte concentrazioni d'acqua; tale problema fu risolto grazie ai finanziamenti statali derivati da due leggi speciali varate per la città (nel 1968 e nel 1982).
Successivamente De Carlo realizzò vari progetti per l'ateneo cittadino tra cui i Collegi, nei pressi della chiesa dei Cappuccini fuori dal centro, un interessante esempio di come un'architettura si possa fondere col paesaggio circostante; mentre i progetti: di costruzione della Facoltà di Magistero (1968 - 1976), di ristrutturazione della Facoltà di Legge (1966 - 1968) e di palazzo Battiferri (1986 - 1999), sede della Facoltà di Economia, sono tre considerevoli esempi riguardanti l'inserimento di un'architettura contemporanea in un tessuto antico.
Gli anni settanta furono contrassegnati dalla collaborazione col Comune per la realizzazione del progetto denominato Operazione Mercatale (1969 - 1972), che comprendeva la realizzazione di un parcheggio sotterraneo multipiano nel piazzale del Mercatale (sotto i celebri Torricini del Palazzo Ducale) e il restauro della Rampa Elicoidale di Francesco di Giorgio Martini (1971 - 1975); sempre dalla collaborazione col Comune si sviluppò il progetto di ristrutturazione del Teatro Sanzio (1977 - 1982) e il progetto di recupero, molto discusso, delle antiche Stalle Ducali (i cui lavori sono ancora in corso). Inoltre, grazie allo stretto rapporto con De Carlo, la città ha ospitato un meeting del Team X (nel 1966) e per due periodi (1976 - 1981, 1992 - 1993) l'ILAUD (International Laboratory of Architecture and Urban Design), scuola internazionale di progettazione fondata e diretta dallo stesso architetto genovese.
Uno degli ultimi interventi decarliani è stata la redazione, tra il 1989 e il 1994, del Nuovo Piano Regolatore Generale.

## Monumenti e luoghi d'interesse
Si riportano qui i motivi che giustificano l'inserimento del Centro storico di Urbino tra i Patrimoni dell'Umanità:
(Motivazioni per l'iscrizione del centro storico di Urbino nei beni patrimonio dell'Umanità dell'unesco)

### Architetture religiose

#### Chiese urbane
- Il duomo di Urbino. Realizzato in stile neoclassico (architetto Giuseppe Valadier) a cavallo tra il XVIII e il XIX secolo, contiene alcune tele di Federico Barocci. Chiuso per restauro nel 2016 e riaperto nel 2020[30].
- L'ex monastero di Santa Chiara. Si tratta di uno dei monumenti più importanti della città. Eretto, nella forma attuale, verso la fine del XV secolo, su progetto dell'architetto senese Francesco di Giorgio Martini. La chiesa conventuale divenne Mausoleo ducale, dalla prima metà del XVI secolo, con la sepoltura di vari membri della dinastia roveresca. Dagli anni settanta del XX secolo questo edificio è sede dell'Istituto Superiore per le Industrie Artistiche (ISIA).
- La chiesa e il convento di San Francesco. Si tratta della chiesa e del convento dei frati minori conventuali; quest'ultimo è stato fortemente ridimensionato, dalle confische subite a seguito dell'annessione al Regno d'Italia. La chiesa risale al XIII secolo, ma fu sistemata nella forma attuale nel 1742 dall'architetto Luigi Vanvitelli.[31]
- La chiesa di San Domenico. Risalente al XIV secolo, ma rifatta internamente nel 1729. Ha mantenuto sull'esterno i resti della chiesa gotica e un notevole portale rinascimentale con la lunetta opera di Luca della Robbia, realizzata nel 1450. In origine, alla chiesa era annesso anche il convento dei padri domenicani, entrambe le strutture avevano il proprio ingresso principale sull'attuale piazza Rinascimento (davanti al lato orientale del Palazzo Ducale). Nella seconda metà del XIX secolo il convento venne demolito per costruirvi il Seminario diocesano; sono però sopravvissute alcune parti dell'antico edificio, sul lato posteriore, verso via Santa Chiara e la piazza Pompeo Gherardi. Ha svolto le funzioni di cattedrale dal 2016 al 2020.
- La chiesa di San Sergio. Situata in via Raffaello a circa metà della salita del Monte. Fu la prima cattedrale cittadina.
- L'ex convento dei Carmelitani Scalzi e la chiesa della Santissima Annunziata intra muros. Si trova in cima alla collina del Monte. L'edificio risale al XIV secolo, ma fu ricostruito nel XVII secolo; ospita la sede principale dell'Accademia di belle arti.
- L'ex convento di San Girolamo. Si trova nella via omonima, in contrada di San Polo, sul versante sud-orientale del Poggio; confina a nord con l'ex monastero di Santa Chiara. È una struttura di notevoli dimensioni, la cui forma attuale risale alla prima metà del XVIII secolo. La chiesa è ad aula unica con tre altari (il maggiore e due laterali, uno per lato), inframezzati da paraste che sorreggono un cornicione su cui poggia la volta a botte. Il presbiterio è chiuso da un'abside circolare. L'esterno della chiesa e del convento è in laterizio. Durante il XX secolo è stato usato come carcere, poi dopo un lungo periodo di abbandono, ora sono in corso i lavori di restauro, per sistemarvi le biblioteche del Polo umanistico dell'Università.
- L'ex convento di Sant'Agostino. È situato sul versante sud-occidentale del colle del Poggio, tra le vie Saffi e Matteotti. Risale al XIII secolo, ma fu radicalmente ristrutturato nella prima metà del XVIII secolo.
- Il monastero di Santa Caterina d'Alessandria. Si tratta dell'unico monastero di clausura attualmente presente nel centro storico urbinate. Si trova sulla cima del colle del Poggio (uno dei due colli su cui sorge il centro storico di Urbino), in una delle parti più antiche della città, nella contrada di San Polo.
- La chiesa di Santa Maria della Torre. Si trova in via Francesco Budassi, sul versante orientale del colle del Poggio. Fu costruita nella prima metà del XIV secolo assieme all'adiacente convento, per ospitare le monache agostiniane; sopra a un torrione, appartenente probabilmente all'antica cinta muraria medievale, da cui prese parte del nome. Fu consacrata nel 1518, l'epoca in cui forse fu realizzato il bel portale in pietra del Furlo, riportante gli stemmi della famiglia Guidalotti, che allora abitava in una casa vicina[32]. La chiesa fu ristrutturata internamente nel XVIII secolo. L'interno è ad aula unica rettangolare, coperta da una volta a botte. Nel convento si conservava una piccola vetrata istoriata di Timoteo Viti, raffigurante un'Annunciazione con gli stemmi dei Guidalotti, oggi conservata nella Galleria Nazionale delle Marche.[33] Il convento fu abbastanza esteso ma, dopo esser stato requisito dallo Stato (assieme alla chiesa) in seguito all'Unità italiana, fu demolito negli anni trenta del XX secolo. È aperta al pubblico.
- La chiesa di Sant'Andrea Apostolo. Situata sull'angolo tra la via e la piola eponime, in contrada Lavagine. Si sviluppa sull'asse est-ovest ed è ad aula unica. È legata al vicino palazzo Rossi De Pretis, tramite un passaggio soprelevato e coperto che scavalca le scalette della piola. Fu eretta nella prima metà del XVII secolo, risulta alquanto anonima dal punto di vista architettonico. Si può segnalare nell'interno la grande pala dell'altare maggiore, Cristo e Sant'Andrea, opera di incerta attribuzione tra i pittori urbinati Gian Ortensio Bertuzzi e Giovan Battista Urbinelli[34], entrambi profondamente influenzati dallo stile del Barocci, a cominciare dal soggetto del quadro, ripreso parzialmente da un originale baroccesco, dipinto, nel 1583, per l'omonima confraternita di Pesaro.[35] Attualmente è chiusa al pubblico e inutilizzata.
- La chiesa di San Bartolo o Bartolomeo. Situata sulle pendici orientali del colle del Poggio, in fondo al rione eponimo e vicino alla cinta muraria. Fu una chiesa parrocchiale fin verso la metà del XX secolo. Risalente probabilmente al XV secolo. La struttura originaria era però diversa, più piccola, a tre navate e a croce greca, e orientata nel senso opposto (ingresso a est e altare a ovest) a quello odierno. I resti della chiesa medievale si possono vedere sulla facciata posteriore, l'antica facciata principale, con un oculo centrale e due finestroni laterali tamponati, i lati di questi ultimi sono decorati da semicolonne in laterizi con capitelli in pietra; invece l'antico ingresso principale non è più visibile perché coperto dalla sopraelevazione del terreno del giardino dell'ex canonica. Proprio in quest'ultimo giardino si trova un altro resto della chiesa originaria, la base in pietra di un pilastro polistilo, simile al semipilastro ancora visibile nella prima campata dell'attuale chiesa. L'interno e la facciata principale sono frutto di una ristrutturazione ottocentesca, che portò anche alla chiusura del portico sul lato occidentale a monte, per ampliare l'interno; un pilastro del portico è ancora visibile vicino alla chiesa nella facciata dell'adiacente ex canonica. L'interno attuale si presenta ad aula unica con tre altari (il maggiore e due laterali). La chiesa ha ospitato due importanti opere d'arte, il Martirio di San Sebastiano di Giovanni Santi e il polittico della Madonna del Latte con scene della vita di San Bartolomeo e di Cristo (inizio XV secolo) di un anonimo artista marchigiano, ora entrambe conservate nella Galleria Nazionale delle Marche.
- La chiesa di Santo Spirito. Situata sul versante sud-orientale del colle del Monte, sull'angolo tra largo Clemente XI (facciata principale) e le scalette eponime, in contrada Santa Lucia. Fu una chiesa parrocchiale, tanto che a destra della chiesa si trova l'edificio dell'antica canonica. L'interno è ad aula unica rettangolare con tre altari (il maggiore e due laterali). La chiesa fu eretta verso la metà del XVI secolo, a cui dovrebbe risalire il portale, mentre il resto dell'edificio fu rifatto nel secolo successivo, inclusa la decorazione intorno alla finestra sul portale principale. L'interno è adornato da un ricco apparato decorativo seicentesco, a partire dalla volta a specchio abbellita dagli affreschi dell'urbinate Girolamo Cialdieri e della sua bottega, che ha realizzato, entro riquadri dalle cornici elaborate, i Sette doni dello Spirito Santo alternati con scene tratte dalle Sacre Scritture e negli angoli quattro Profeti. Le pareti invece sono scandite da una serrata serie di paraste doriche dipinte, sostenenti una trabeazione dipinta lungo il margine superiore dei muri. Tra le paraste oltre a inserirsi delle finestre lunghe e strette chiuse da archi a tutto sesto, sei sul lato sinistro (divise in due blocchi da tre, ai lati dell'altare laterale) e tre sul lato destro (a sinistra dell'altare laterale), sotto di esse vi sono una serie di tele raffiguranti la Vergine, la Maddalena e gli Apostoli, sempre opera del Cialdieri e della sua bottega. Sull'altare maggiore si trova una pala raffigurante la Pentecoste, attribuita a Federico Zuccari; in origine ai lati di questa vi erano anche due tele di Luca Signorelli, una Crocifissione e una Pentecoste, poi trasferite nel Palazzo Ducale, dagli anni sessanta del XIX secolo. Le tele del Signorelli costituivano un unico stendardo processionale, commissionato alla fine del XV secolo dall'urbinate Filippo Gueroli per la Fraternita dello Spirito Santo, all'epoca ospitata nella vicina chiesa di Santa Lucia. Le tele signorelliane furono divise nel XVIII secolo; al posto di esse nella chiesa vi sono due tele dai depositi della Galleria Nazionale delle Marche, una Madonna del Velo, attribuita al Sermoneta, e un Cristo deposto dello Schaufelein. Sugli altari laterali si trovano due quadri di Claudio Ridolfi, la Presentazione di Maria al Tempio (a destra) e San Carlo Borromeo tentato mentre adora il Crocifisso (a sinistra). La chiesa è sempre aperta, in quanto vi si tiene l'adorazione perpetua.
- L'ex chiesa di Santa Maria della Bella. Si trova a metà di via Saffi, in contrada San Polo, sul versante meridionale del colle del Poggio. Si sviluppa sull'asse est-ovest, sull'angolo a valle con via San Girolamo. La chiesa risale a un oratorio eretto nel sito nei primi anni del XV secolo, divenendo fin dall'inizio uno degli edifici religiosi più importanti della città, come comprovano le committenze artistiche, a partire dall'affresco del ferrarese Antonio Alberti, raffigurante una Crocifissione, alcuni frammenti furono distaccati agli inizi del XX secolo e trasferiti nella Galleria Nazionale delle Marche. Inoltre l'oratorio originario aveva un soffitto a carena di nave. Verso la seconda metà del XV secolo l'interno fu arricchito dalla pala dell'altare maggiore, realizzata da Fra Carnevale e rappresentante la Presentazione della Vergine al Tempio, che dopo la devoluzione del Ducato, fu rimossa e spostata a Roma nella collezione del cardinal Antonio Barberini; quest'ultimo si premurò di sostituire questa tavola nell'oratorio con una tela di Claudio Ridolfi, poi trafugata dalle truppe francesi agli inizi del XIX secolo, spostata nella Pinacoteca di Brera e infine data in deposito alla chiesa parrocchiale di Groppello d'Adda. Verso la metà del XVI secolo, nella chiesa e nell'attiguo ospedale s'insediò una comunità conventuale, grazie al sostegno ducale. Il convento subì una profonda ristrutturazione nel XVIII secolo, che conferì alla chiesa l'aspetto odierno. Alla metà del XIX secolo il convento fu soppresso e sostituito da un orfanotrofio femminile, che perdurò fin oltre la metà del XX secolo. Tra gli anni sessanta e settanta, passò all'Università cittadina, che decise di sistemarvi la facoltà di magistero, affidando il progetto di ristrutturazione all'architetto De Carlo. L'intervento comportò la demolizione di gran parte del convento, solo la parte prospiciente su via Saffi sopravvisse (seppur profondamente ristrutturata), inclusa l'ex chiesa, riconvertita e frazionata all'interno con soppalchi metallici, per ospitare un'aula magna e la biblioteca.
- L'ex chiesa di San Polo o Paolo. Sorge con la sua alta mole sull'angolo a monte tra via Saffi e via San Girolamo, sulla parte alta del versante meridionale del colle del Poggio; ma la facciata principale è rivolta a monte (sull'estremità opposta) su una piccola piazzetta rientrante, affacciata su via Saffi. Si sviluppa sull'asse nord-sud, ad aula unica voltata a botte. Fu una chiesa parrocchiale (che diede nome all'intera contrada in cui si trova), risalente al XIV secolo, che sorse su un tratto della cinta muraria romana prossima alla Porta Minor (l'estremità meridionale del cardo massimo), di cui si conservano alcuni resti nei sotterranei e sulle murature esterne. Per quanto riguarda l'apparato decorativo originario, resta solo una tavola cuspidata raffigurante una Madonna del Latte, attribuita ad Andrea da Bologna, oggi conservata nel Museo diocesano Albani. La chiesa fu ricostruita ex novo nella prima metà del XVII secolo, ma il suo aspetto fu modificato da una ristrutturazione sul finire del XIX secolo, che comportò il rifacimento della facciata principale e l'alterazione dell'interno con pesanti ridipinture. Verso la metà del XX secolo fu sconsacrata e destinata ad altri usi, fino all'odierno, ovvero come laboratorio di restauro. Nessuna tela dell'apparato decorativo seicentesco è rimasta nella chiesa, che conservò una serie di dipinti a monocromo di Girolamo Cialdieri e Claudio Ridolfi, raffiguranti sei storie legate alla vita di San Paolo e dieci medaglioni con busti di Apostoli e i Santi Pietro e Paolo, trasferiti nella Galleria Nazionale delle Marche. Sull'altare maggiore vi era una pala raffigurante San Paolo, spostata su un altare laterale nella vicina ex chiesa di Sant'Agostino. Mentre altre due tele con Sant'Andrea e San Pietro sono state spostate nel Museo diocesano Albani.
- L'ex convento di San Pietro Celestino. Quel che resta dell'edificio si trova nella parte alta di via Saffi (San Polo), tra palazzo Bonaventura e il monastero di Santa Caterina. Il culto cittadino per il Santo è molto antico, addirittura fin dai suoi ultimi anni di vita; tanto che un convento nel sito odierno doveva risalire alla fine del XIII secolo. Alla metà del XVI secolo, i Bonaventura, residenti nel palazzo vicino, decisero di sistemare nella chiesa le proprie sepolture. Il convento fu soppresso verso la metà del XVII secolo e nel secolo successivo la chiesa fu ristrutturata, ospitando altre congregazioni, da quella di San Venanzio, poi quella di San Liborio e infine quella dei Santi Angeli Custodi. Ma il complesso fu gradualmente abbandonato fino alla sconsacrazione. Resta ben poco del convento, per i tanti interventi successivi, ma sono sopravvissuti il portale in pietra e un'epigrafe commemorativa sulla facciata dell'ex chiesa, oltre, sulla facciata verso via Saffi, a tracce di finestroni trilobati tamponati, risalenti probabilmente al XIV secolo e riportanti sulle cornici in pietra le iniziali F C (Fratrum Coelestinorum). Nella seconda metà del XX secolo fu attuata un'ultima importante ristrutturazione, per sistemarvi alcuni uffici tecnico-amministrativi dell'Università.
- La chiesa di Santa Maria degli Angeli. Si tratta di una piccola chiesa, in fondo a via Cesare Battisti, a ridosso della Porta di Lavagine.

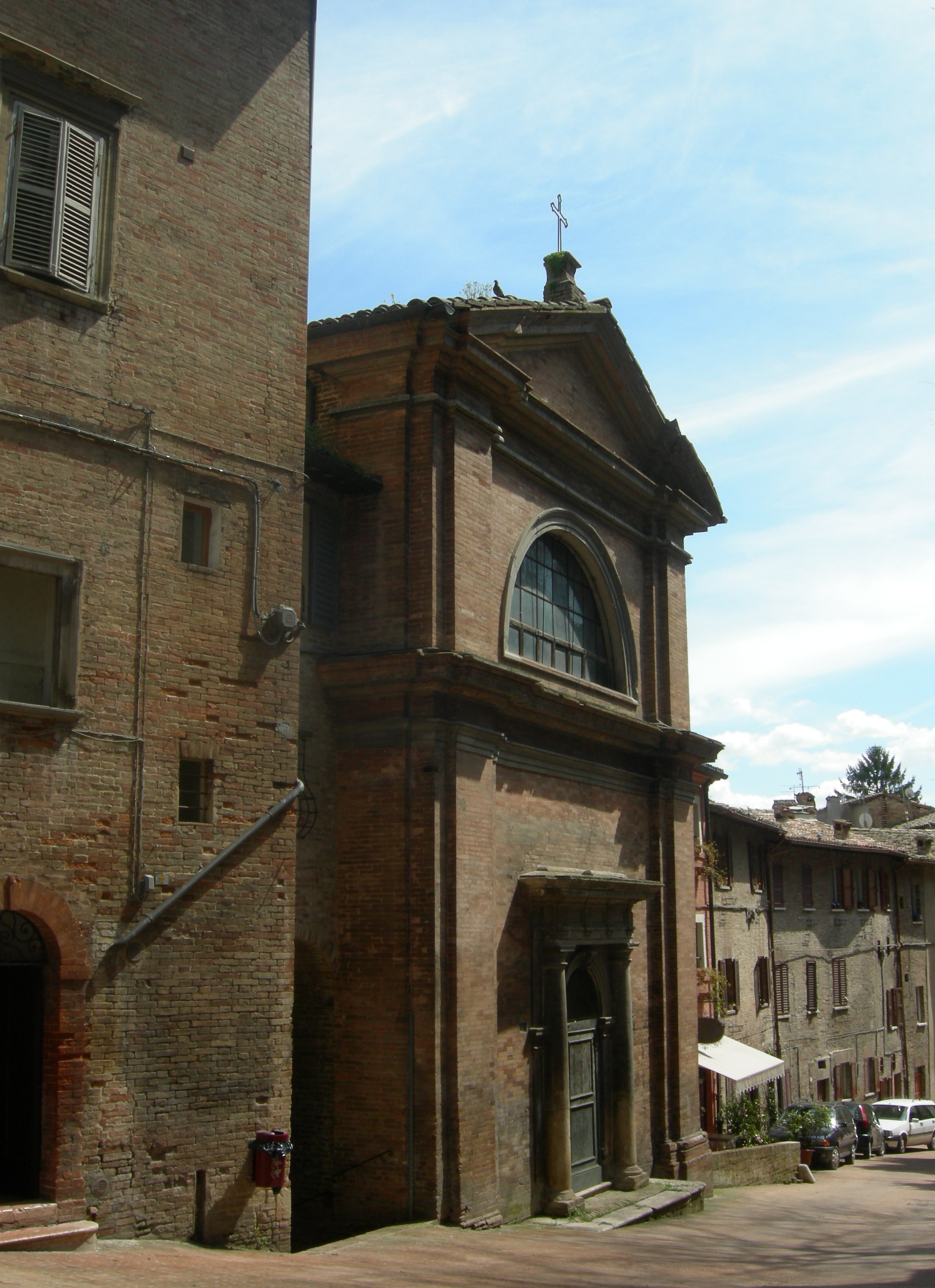
La chiesa di Sant'Andrea apostolo
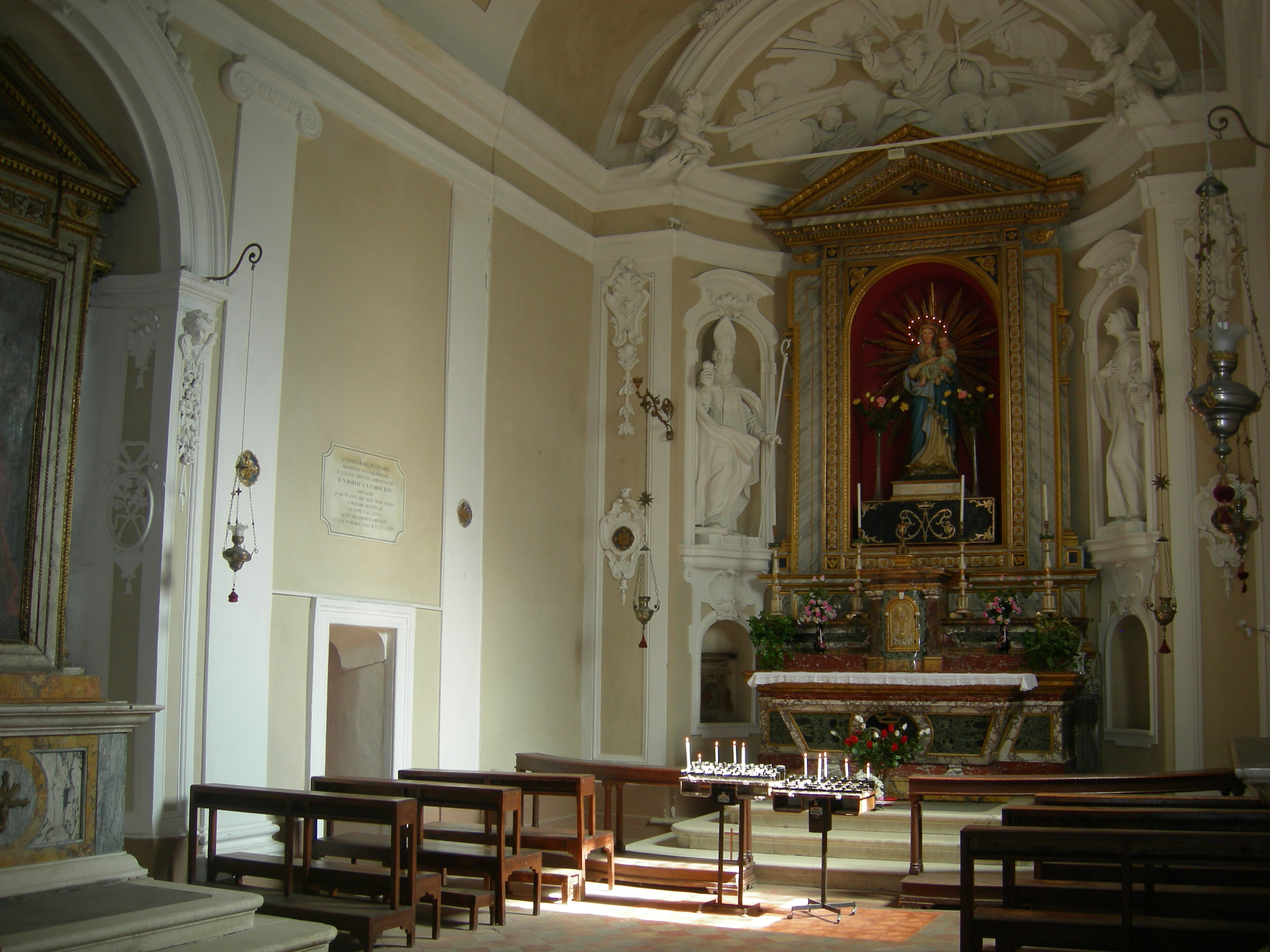
Interno della chiesa di S. Maria della Torre
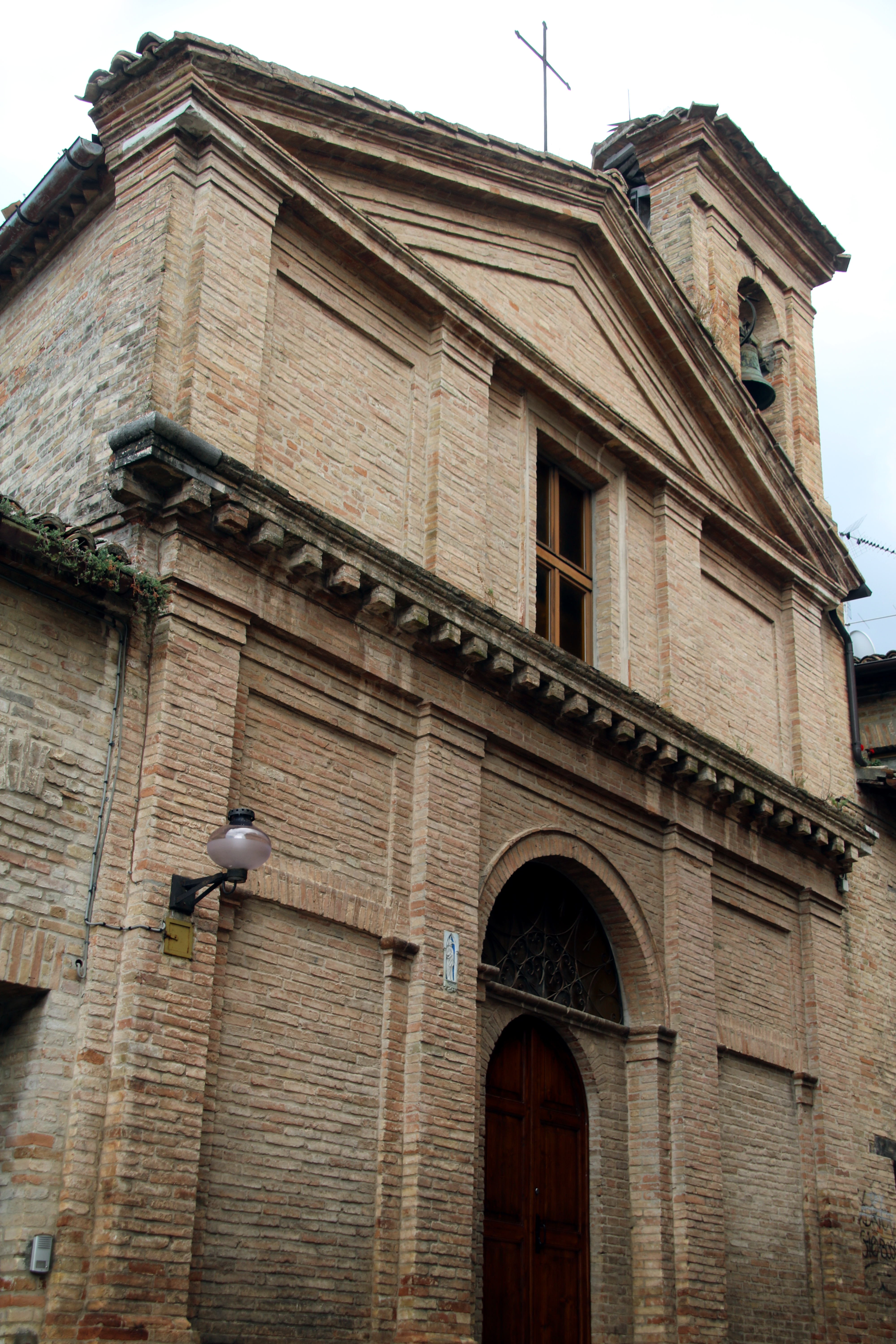
La chiesa di San Bartolo
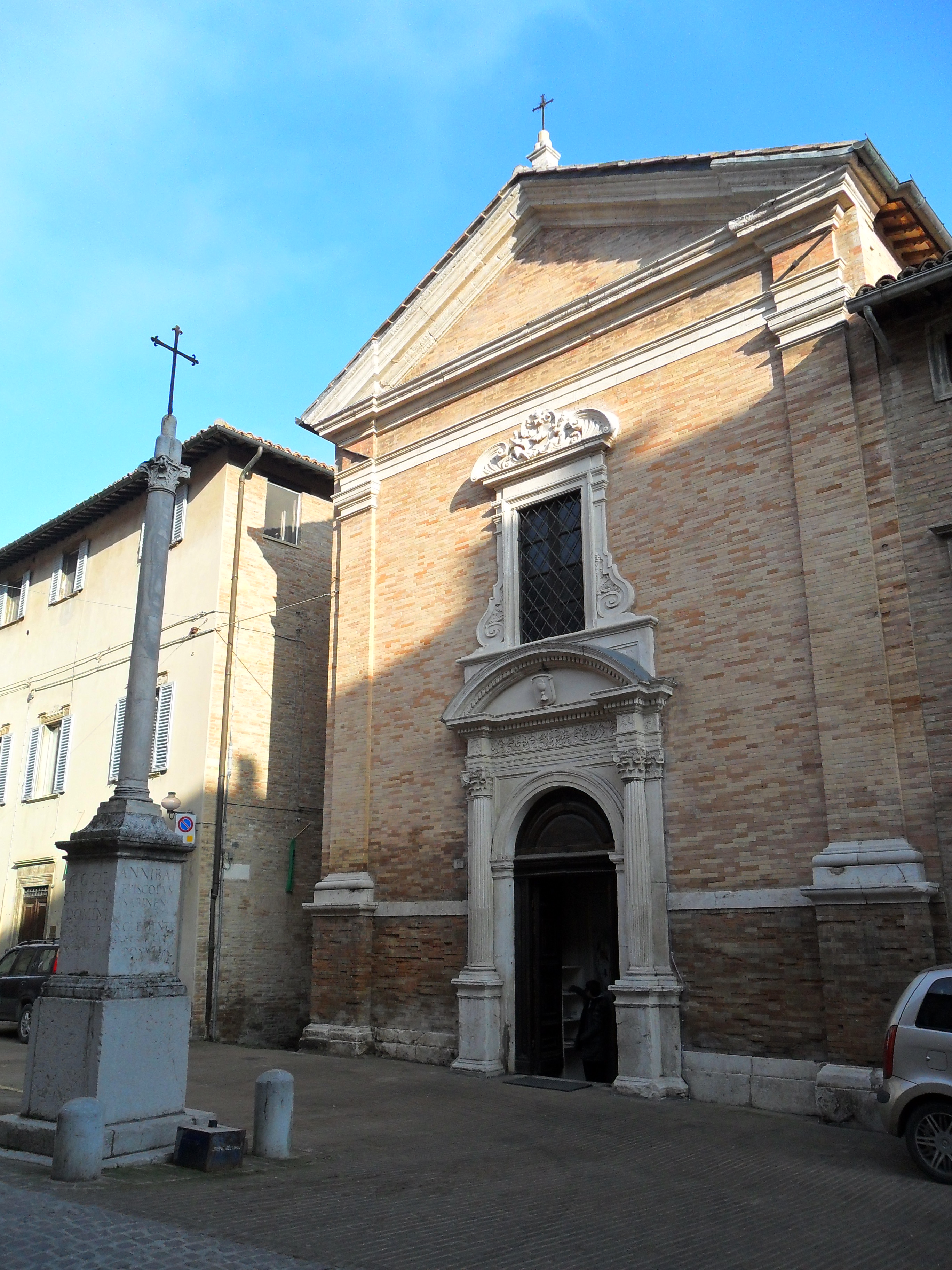
La chiesa di Santo Spirito
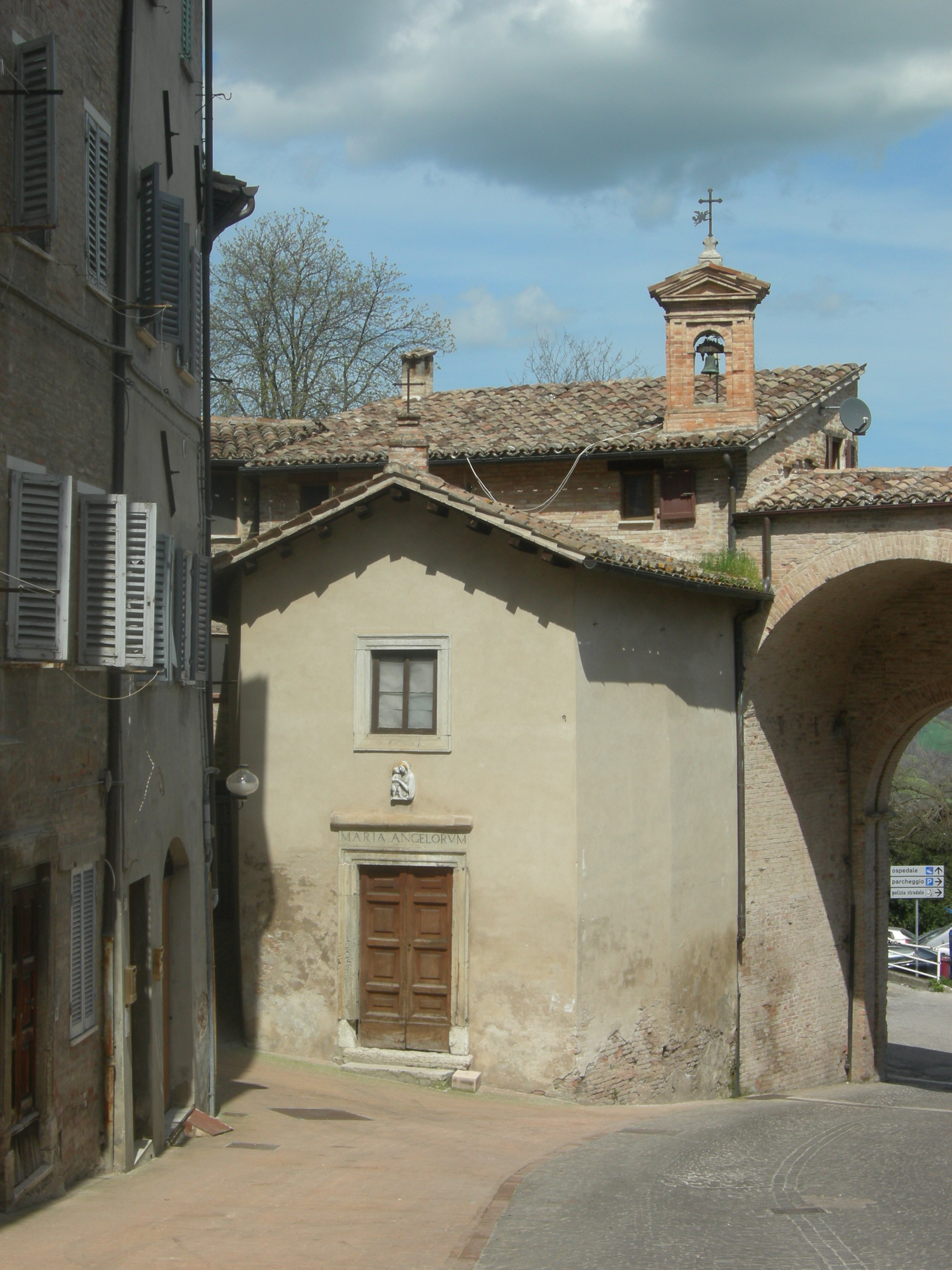
La chiesa di Santa Maria degli angeli

#### Oratori

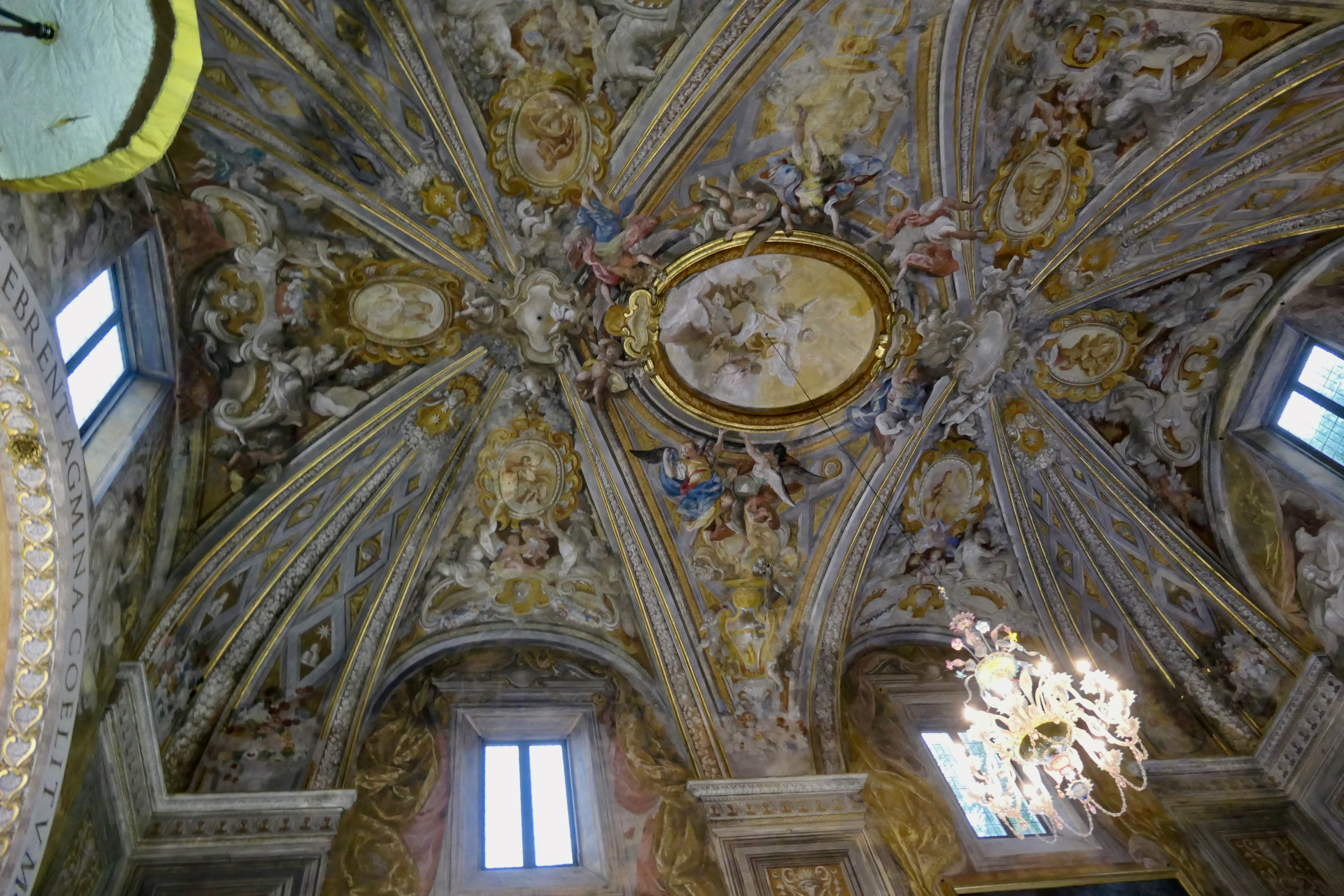
La volta dell'Oratorio di San Giuseppe

- L'oratorio di San Giovanni. Fu sede dell'omonima confraternita, a cui fu unita, agli inizi del XX secolo, anche quella di Sant'Antonio Abate per l'abbattimento dell'Oratorio della medesima confraternita situato presso borgo Mercatale. All'interno è possibile ammirare un imponente ciclo d'affreschi rappresentante la Crocifissione di Cristo, nella parete dietro l'altare maggiore, e la Storia della Vita di San Giovanni Battista, lungo le pareti laterali, considerato uno dei più importanti esempi dello stile gotico internazionale. Gli affreschi sono stati realizzati dai fratelli Lorenzo e Jacopo Salimbeni da san Severino Marche tra il 1415 e il 1416.[36]
- L'oratorio di San Giuseppe. È uno degli oratori più importanti della città, soprattutto dal punto di vista storico - artistico; in quanto fu arricchito di pregevoli decorazioni e opere d'arte nella prima metà del XVIII secolo, grazie alle committenze e alle donazioni di vari membri della famiglia Albani, esponenti dell'omonima confraternita. In questo oratorio è conservato il complesso scultoreo raffigurante la Natività di Cristo, opera di Federico Brandani.
- L'oratorio di Santa Croce. L'oratorio dei Disciplinati è situato in via Santa Chiara sulla cima del colle del Poggio, ed è dotato di due ingressi, uno su quest'ultima via e un altro più antico, con portale a sesto acuto, su un breve tratto di ciò che resta della via eponima (chiusa in gran parte a fine XIX secolo). Si tratta un importante edificio religioso, che diede nome all'antico quartiere medievale (Quadra) e che, prima delle spoliazioni napoleoniche, era particolarmente ricco di opere d'arte, alcune purtroppo ancora conservate alla Pinacoteca di Brera, come l'Ecce Homo dipinto nel 1612 da Federico Barocci e completato dopo la sua morte, l'anno successivo, da Ventura Mazza.[37] L'interno presenta all'altare una copia della cinquecentesca Deposizione di Francesco Menzocchi ancora nel citato museo milanese. Nell'ambiente sono alcune statue barocche, in stucco, realizzate nel 1657 dal celebre Tommaso Amantini. Nel 2022 è divenuto sede della delegazione diocesana dell'Ordine equestre del Santo Sepolcro di Gerusalemme[38].
- L'oratorio del Santissimo Crocifisso della Grotta. Si trova sotto la basilica cattedrale, risalente al XVI secolo, composto da quattro cappelle, un tempo sede dell'omonima Confraternita; da segnalarsi la mirabile Pietà, opera di Giovanni Bandini detto dell'Opera.

- L'oratorio del Corpus Domini o chiesa di San Francesco di Paola. Sede dell'omonima confraternita ancora esistente. Si trova nella contrada di Valbona, sull'angolo tra le vie Giuseppe Mazzini (facciata principale) e delle Stallacce. L'interno è ad aula unica rettangolare, con l'altare maggiore entro un'abside quadrilatera e due altari laterali. Fu eretta dalla comunità cittadina per onorare un voto fatto a Dio, affinché concedesse al duca Francesco Maria II il tanto agognato erede. La confraternita si trasferì in questa chiesa agli inizi del XVIII secolo, quando dovette lasciare la sua sede in Pian di Mercato per la costruzione del Palazzo del Collegio Raffaello.
- L'Oratorio della Morte. Sede dell'omonima confraternita. È situato sulla cima del colle del Poggio, in via Porta Maia, vicino al Palazzo Arcivescovile. L'interno è ad aula unica rettangolare con un altare entro un'abside semicircolare. Sull'altare si trova la pala di Federico Barocci raffigurante una Crocifissione.
- L'oratorio delle Cinque Piaghe. Fu sede dell'omonima confraternita, accorpata a quella di San Giuseppe. Si trova in via Federico Barocci ed è ad aula unica rettangolare con tre altari (il maggiore e due laterali).
- L'oratorio della Visitazione. Fu sede di un'omonima confraternita, ora aggregata a quella di San Giuseppe. È situato in via Pozzo Nuovo, sul versante orientale del colle del Poggio, in contrada Lavagine. L'interno ha una struttura ad aula unica rettangolare con un solo altare.
- L'oratorio di Sant'Andrea Avellino e San Sebastiano. Fu sede dell'omonima confraternita, ora aggregata anch'essa a quella di San Giuseppe. La facciata principale si affaccia su un piccolo largo in via Francesco Budassi, sull'angolo con via San Bartolo, sul versante orientale del colle del Poggio. L'interno ha una pianta ottagonale ad aula unica con tre altari (il maggiore e due laterali).
- L'ex oratorio di Santa Margherita d'Antiochia. Situato a metà della via eponima, sul versante sud-occidentale del colle del Monte. L'oratorio aveva una struttura interna ad aula unica rettangolare, sull'asse nord-sud, con un solo altare. L'oratorio risale alla prima metà del XIV secolo e fu la prima sede della confraternita del Corpus Domini, poi dopo il trasferimento di questa in Pian di Mercato (l'odierna piazza della Repubblica), durante i secoli XVII e XVIII ospitò altre congregazioni, subendo diverse ristrutturazioni, come il portale che fu rifatto nel Seicento. A partire dal XIX secolo fu usata dalla nobile famiglia dei Venezianelli, che abitavano nel palazzo attiguo. Nella seconda metà del XX secolo fu sconsacrata e riconvertita in abitazione privata.
- L'ex oratorio di San Gregorio Magno. Si tratta di un piccolo oratorio in contrada Valbona, prospettante su via Giuseppe Mazzini, sull'angolo con la Piola di San Giovanni. Risalente agli inizi del XVII secolo. L'oratorio conservava all'interno una ricca decorazione barocca, con un sedile ligneo che rivestiva la base delle pareti laterali, sopra di esso vi erano due tele oblunghe (una per lato), raffiguranti due episodi della vita del Santo titolare, opera del senigalliese Giovanni Anastasi. Mentre sull'altare ligneo si trovava la pala della Madonna con Bambino e i santi Gregorio e Antonio abate di Girolamo Cialdieri; ai lati di questa vi erano due tele (una per lato), una Vergine Annunciata e l'arcangelo Gabriele, speculari a quest'ultime, ai lati dell'ingresso, vi erano altre due tele, San Pietro e San Paolo, opere anch'esse dell'Anastasi. Ora i dipinti e l'altare ligneo sono conservati nel Museo diocesano Albani.
- L'ex oratorio di San Luigi Gonzaga. È situato sulla cima del colle del Poggio, in via Federico Veterani. Risalente al XVIII secolo. Nel corso del XX secolo è stato riconvertito in sala cinematografica.

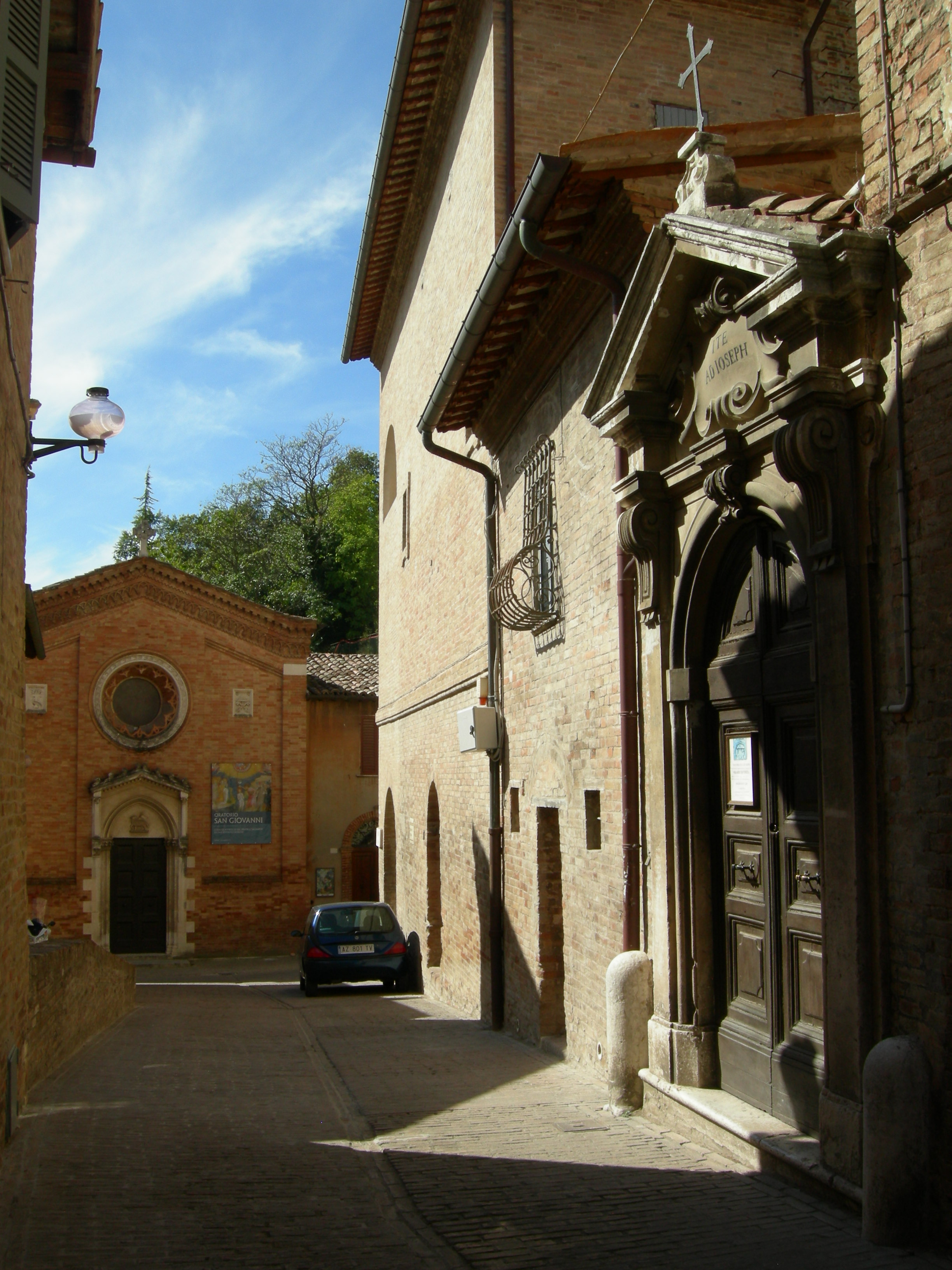
L'oratorio di San Giuseppe (a destra) e quello di San Giovanni (a sinistra)
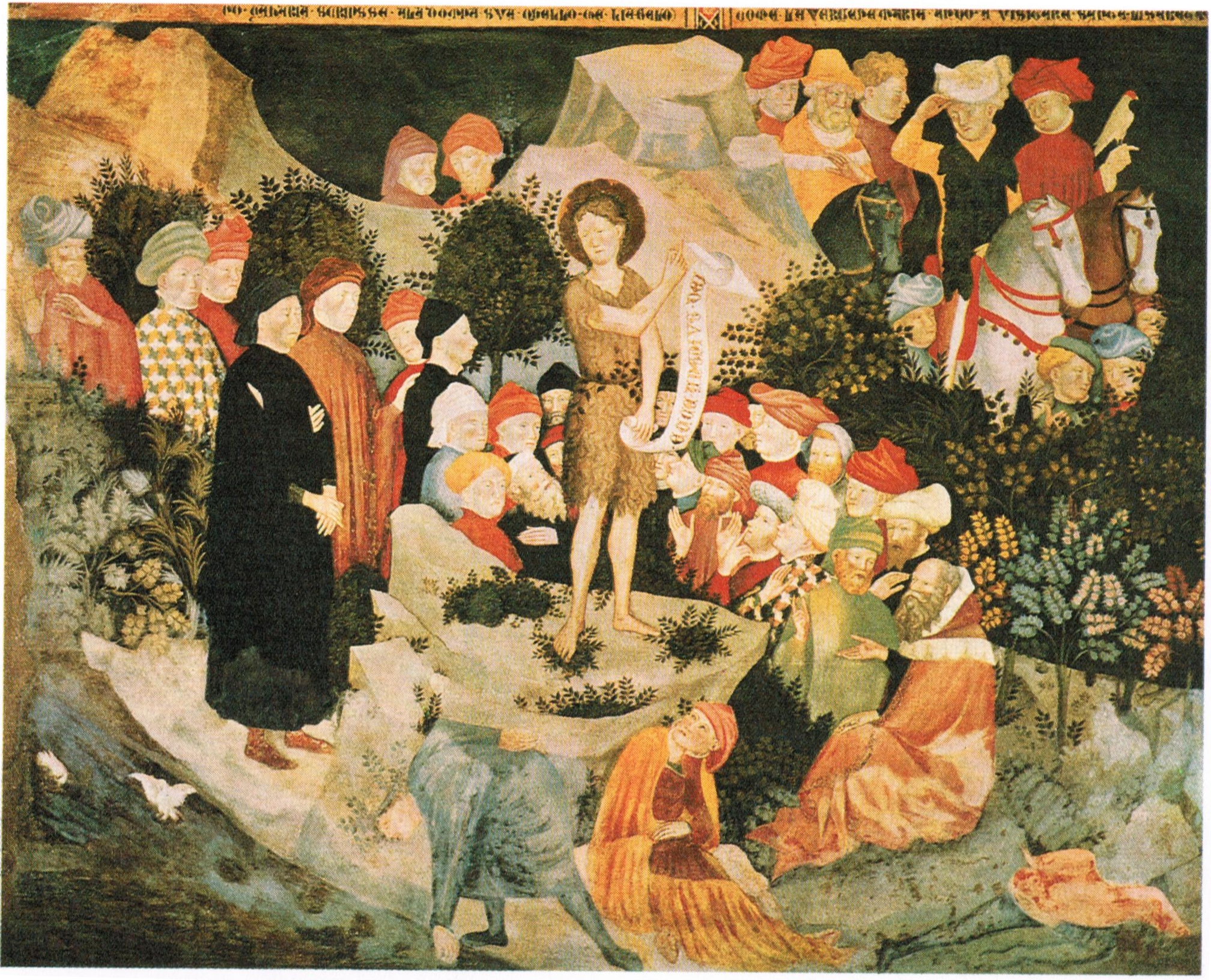
Affresco all'interno dell'oratorio di San Giovanni
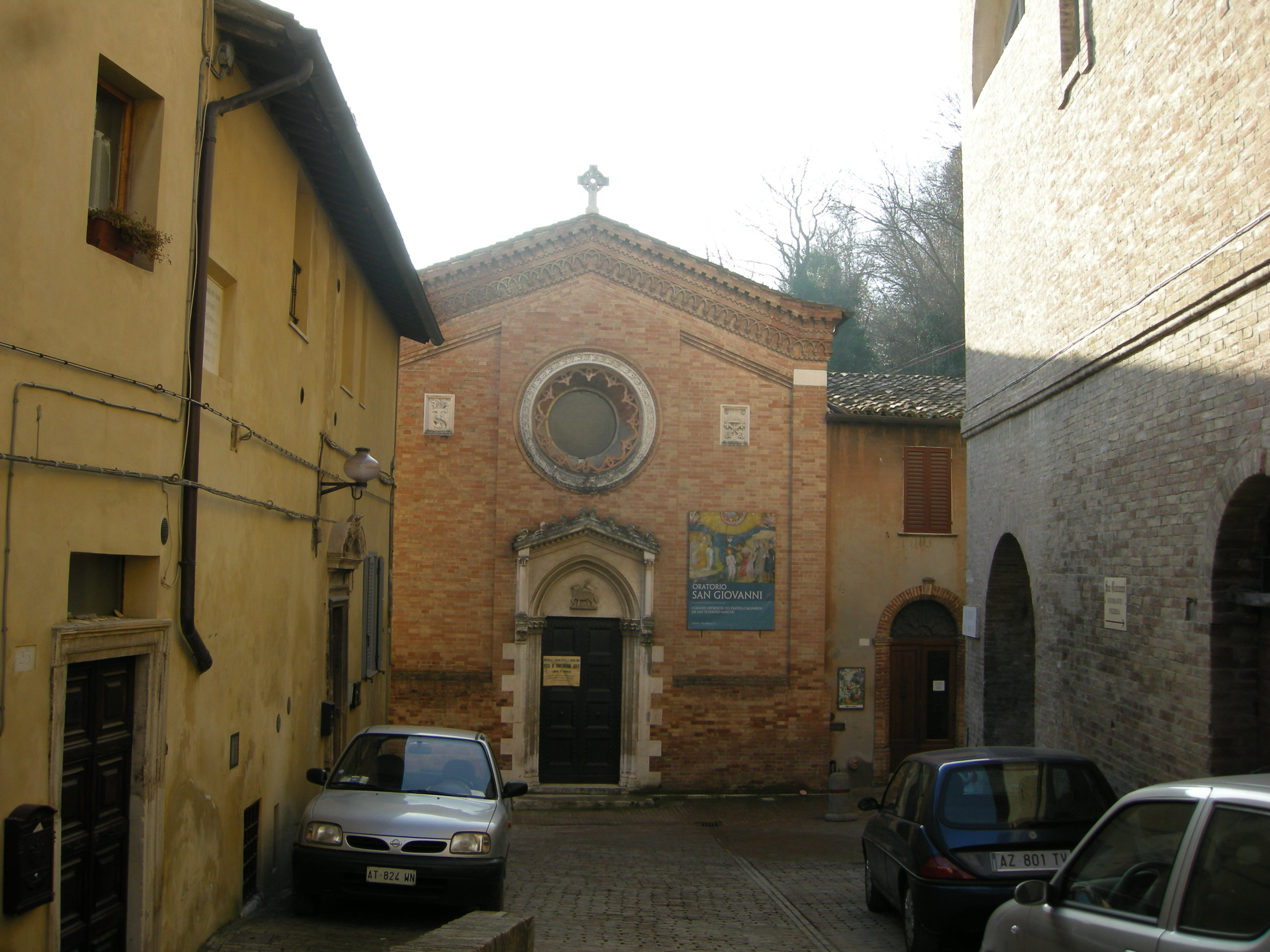
La facciata dell'oratorio di San Giovanni
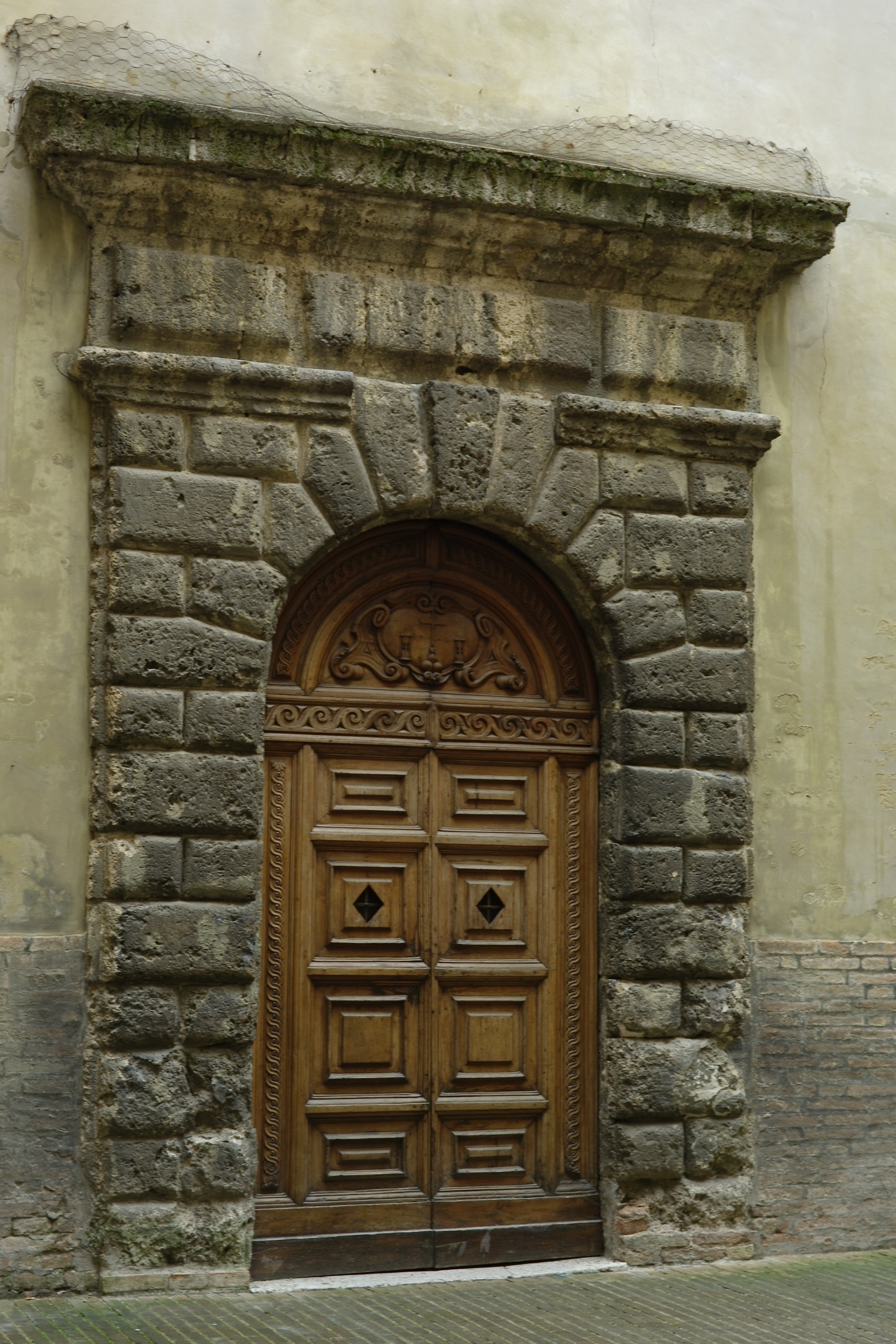
Il portale dell'oratorio della Morte
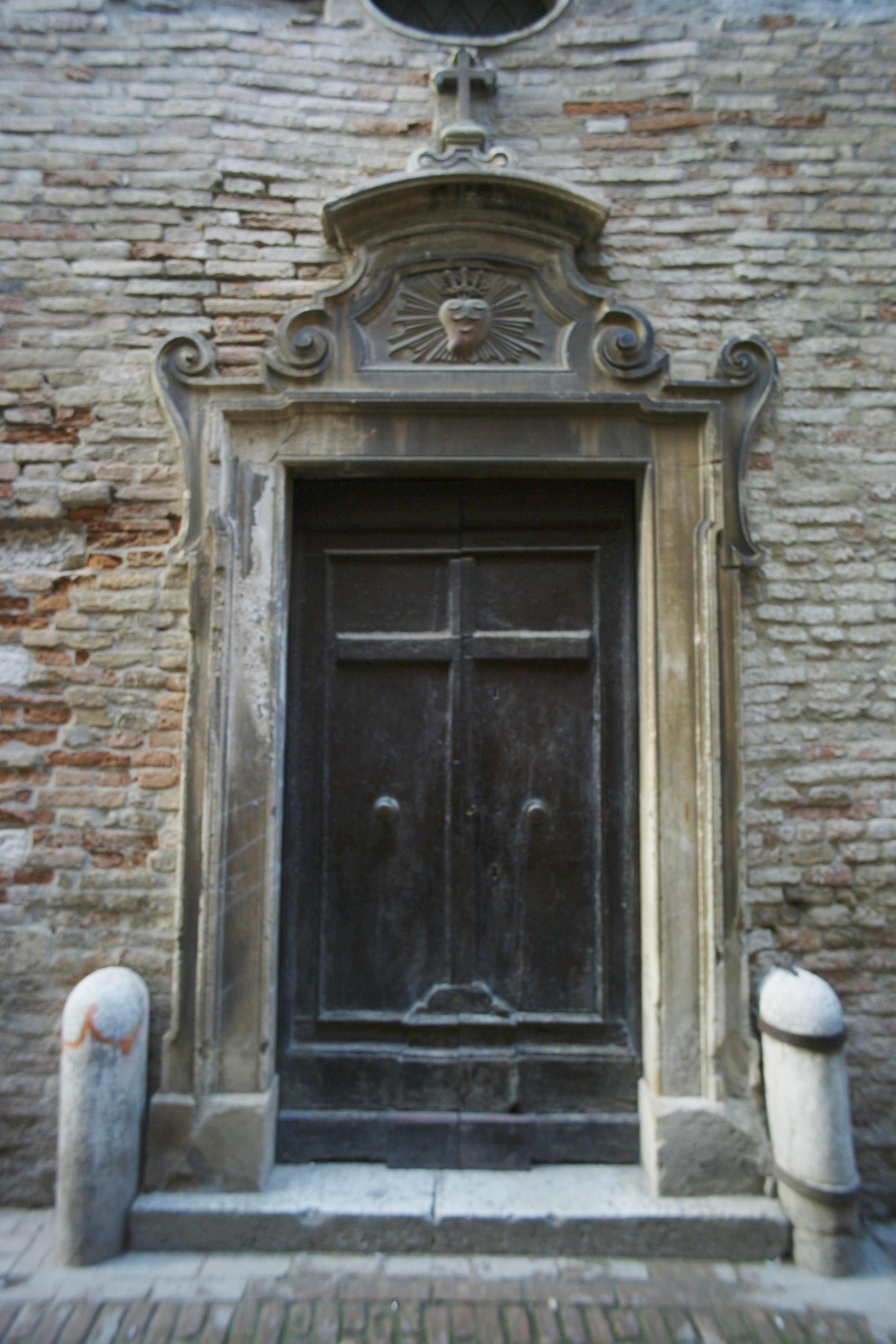
Il portale dell'oratorio delle Cinque Piaghe
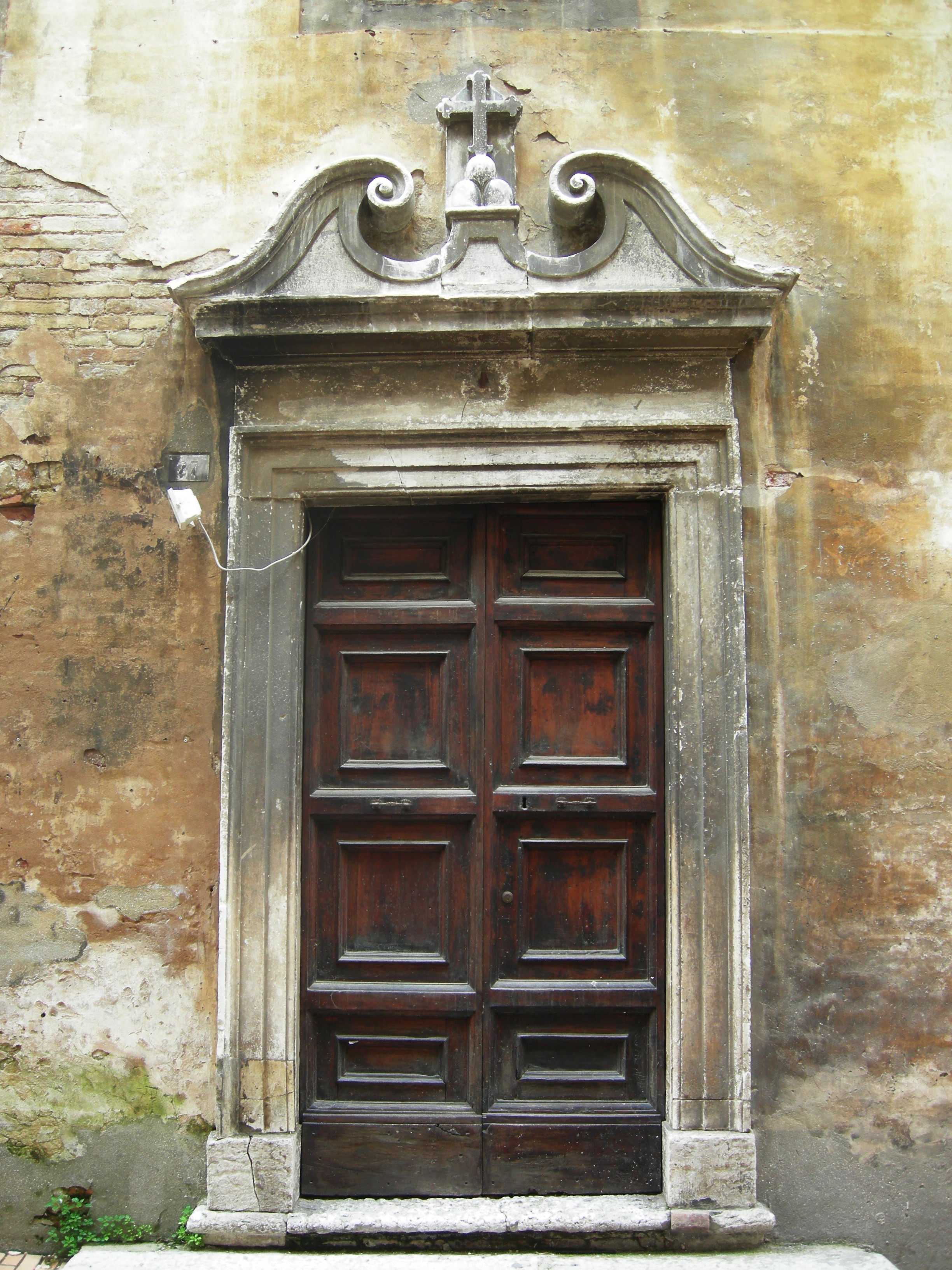
Il portale dell'oratorio della Visitazione
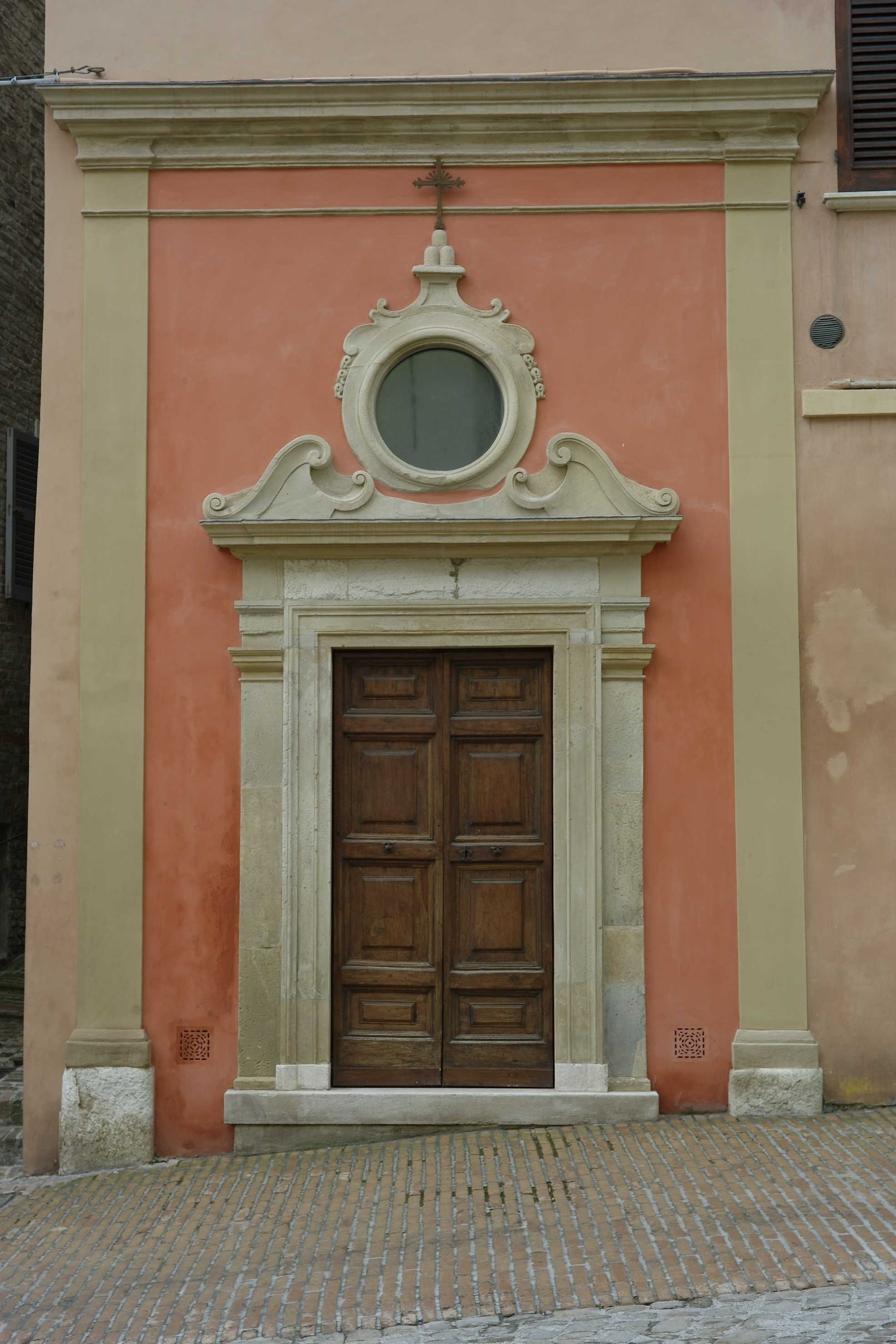
La facciata dell'ex oratorio di San Gregorio (dopo il restauro)

#### Chiese extra muros
- Il Mausoleo dei Duchi ed il Cimitero Monumentale. Si trovano a poco più di 1 km fuori della cinta muraria della città. Il convento fu realizzato, probabilmente, da Francesco di Giorgio Martini nella seconda metà del XV secolo per volere del duca Federico III da Montefeltro, per ospitare la propria tomba e quelle dei suoi successori; ovvero Guidobaldo I Da Montefeltro ultimo duca della dinastia. In origine vi era conservata, sull'altare maggiore, la celebre pala d'altare di Piero della Francesca, raffigurante la Madonna, Federico III e alcuni santi, ora alla Pinacoteca di Brera a Milano (essendo stata trafugata dalle truppe napoleoniche nel 1797).[39]
- Il nuovo monastero di Santa Chiara. Ospita le monache clarisse e si tratta di uno dei due monasteri femminili di clausura della città. Fu realizzato agli inizi del XX secolo, sul podere di Ca' Grillotto, donato dal conte Filippo Viviani[40]. Si trova di fronte a Porta Nuova / Barriera Margherita, sul lato meridionale della strada statale 73 bis.
- La Chiesa della Santissima Annunziata. Situata fuori dal centro storico, in via Ottaviano Nelli, si tratta di una chiesa ad aula unica, con il solo altare maggiore, edificata nel 1957. In questo sito si trovava già una chiesa molto più antica, risalente al 1389, che sostituiva un precedente cappella all'aperto. Risale a quest'epoca, anche l'affresco raffigurante l'Annunciazione, realizzata tra il XIV e il XV secolo, la cui attribuzione è incerta tra Ottaviano Nelli e Antonio Alberti da Ferrara; tale affresco è importante, non solo per il valore storico-artistico, ma soprattutto perché è stato oggetto di una grande devozione popolare. Tale chiesa fu ceduta nel 1456 alla Fraternita di Santa Maria in Piandimercato la quale, dal 1514 al 1571, la concesse in uso alla compagnia dei Serviti, guidati da Antonio Cotignola. Costui fondò in questa chiesa nel 1577 la Compagnia della Morte, che si trasferì, successivamente, all'interno della città, nell'omonimo Oratorio. Fu questa Compagnia a commissionare nel 1581 la decorazione e stucchi e affreschi ancora esistente, nella piccola cappella che rappresenta l'unico resto sopravvissuto della precedente chiesa, situata al di sotto di quella attuale, e utilizzata dall'adiacente Casa del Clero costruita negli anni novanta del XX secolo. La decorazione ad affresco rappresentante Storie della Vergine è opera di Antonio Viviani, con la collaborazione di altri pittori, tra i quali Filippo Bellini.[41] Nel 1796 si trasferì in questa chiesa la parrocchia che faceva capo alla scomparsa chiesa di Santa Maria in cella di pietra.
- La chiesa della Madonna dell'Homo. È una piccola chiesa situata nella periferia della città, in via Luca Pacioli, a 2 km circa, a nord-ovest, dal centro storico. È ad aula unica con un solo altare; esternamente le superfici murarie non sono intonacate, ma lasciano in evidenza i laterizi. Originariamente era una cappella all'aperto, poi è stata trasformata in chiesa nel 1557. Conserva un notevole ciclo pittorico del 1417, di Ottaviano Nelli o Antonio Alberti da Ferrara. È stata restaurata nel 2003, ma non è visitabile.
- La chiesa della Madonna di Loreto. Si trova sulla cima di un colle a 1 km circa, a nord-ovest, dal centro storico, in via Federico Comandino. È ad aula unica con un unico altare e presenta un pronao sulla facciata, aperto ai lati; sia internamente sia esternamente non è intonacata, lasciando in vista il laterizio. Fu eretta nel 1720 per volontà di Fulvio Corboli-Aquilini e della sua famiglia, nelle stesse dimensioni della Santa Casa di Loreto. Dopo un lungo periodo di abbandono, venne donata nel 1934 alla città, perché fosse restaurata e dedicata alla memoria dei caduti della prima guerra mondiale, assieme al versante orientale del colle, ribattezzato Parco della Rimembranza. È visitabile solo in rare occasioni, mentre il vicino Parco è aperto tutti i giorni, secondo un preciso orario.
- La chiesa e l'ex convento dei frati Cappuccini. Situati sulla cima di un colle a sud-ovest del centro storico, sulla strada che da Urbino va verso Urbania e la Toscana. Nelle immediate vicinanze dell'ex convento, sorge il vasto complesso architettonico dei Collegi universitari di Giancarlo De Carlo. Chiesa e convento risalgono al 1588, mentre l'attuale chiesa fu consacrata nel 1690. Il convento ospitò i padri cappuccini fino al 1869, quando fu ceduto al comune, che adibì l'edificio a casa di riposo per anziani; tale destinazione fu mantenuta fino al 1996. Parte dell'ex convento è stata oggetto di un recente restauro, che ha consentito anche il ripristino della copertura in muratura della chiesa, crollata in seguito all'eccezionale nevicata del febbraio 2012, divenendo sede della Caritas diocesana[42]. Il resto dell'edificio è proprietà dell'Università cittadina.
- Il santuario del Sacro Cuore di Gesù. Sorge su un colle, in località Ca' Staccolo, ed è nato dalla visione di don Elia Bellebono, sul finire degli anni sessanta del XX secolo, durante un soggiorno in Urbino. I lavori di costruzione sono iniziati verso la fine degli anni novanta e sono terminati con la solenne consacrazione dell'edificio, avvenuta il 4 settembre 2021, con una messa presieduta dal cardinale Gualtiero Bassetti. L'edificio è stato progettato dall'architetto giapponese Yasuo Watanabe e dall'artista Walter Valentini, in particolare quest'ultimo ha realizzato l'altare, il tabernacolo, il fonte battesimale, l'ambone, la seduta per il celebrante e le porte principali[43][44]. All'interno, si conserva anche un frammento di affresco risalente alla prima metà del XVI secolo[45], raffigurante una Madonna con Bambino e attribuita a Timoteo Viti, prelevata a massello dalla casa natale del pittore e concessa al santuario dalla Confraternita del Corpus Domini (proprietaria dell'opera). È anche una chiesa parrocchiale.
- La chiesa parrocchiale ed il cimitero di San Cipriano. Si trovano sull'eponimo colle, a poca distanza dal centro storico, lungo il tratto della S.S. 73 bis (detta strada delle Capute) che da Urbino scende verso Urbania. Risale al XIII secolo[46], ma fu ricostruita ad inizio XIX secolo, in posizione più ad est del sito originario. L'esterno si presenta con murature in pietre e mattoni a vista, mentre sul lato destro si sviluppa l'antica canonica. La facciata principale è delimitata da due paraste su alto basamento terminanti in capitelli tuscanici, su cui vi è una trabeazione ed un frontone; al centro vi sono l'ingresso principale e una finestra sopra di esso, architravati e con cornice lapidea. L'interno è ad aula unica rettangolare, con una serie di lesene ioniche che scandiscono le pareti laterali e che sorreggono una trabeazione da cui si sviluppa la volta a botte a sesto ribassato. L'abside è semicircolare con una calotta semisferica, decorata da un motivo a cassettoni. Il presbiterio è rialzato su di un gradino e delimitato da una balaustra in marmo e pietra. Nel 1974, in ossequio alle nuove norme conciliari, è stato aggiunto un altare mobile, composto da un tronco d'albero lucidato. Nelle vicinanze della chiesa si trova anche il piccolo cimitero di questa località, in cui sono sepolti lo scrittore Paolo Volponi, l'artista Carlo Ceci ed il latinista Cesare Questa.
- La chiesa di San Donato
- La chiesa di Santa Maria Assunta (Gadana)
- La chiesa di Santa Maria de Cruce (Mazzaferro)
- La chiesa di San Giovanni Battista di Crocicchia
- La chiesa di Sant'Eufemia
- La chiesa di San Marino
- La chiesa del Cristo Re (Trasanni)
- La pieve di San Cassiano (Castelcavallino)
- La chiesa di San Michele Arcangelo (Montecalende)
- La chiesa di San Giovanni Battista (Pieve di Cagna)
- La chiesa di Santa Apollinare in Girfalco (Pieve di Cagna)
- La chiesa di San Giovanni in Pozzuolo
- La chiesa di San Giovanni Battista (Schieti)
- La chiesa di San Tommaso (Torre)
- La chiesa di Santa Maria Assunta (Canavaccio)
- La chiesa di Santo Stefano di Gaifa (Canavaccio)
- La chiesa di Santa Maria delle Selve (Torre)
- La chiesa di San Paterniano (Ca' Mazzasette)
- La chiesa di Santa Barbara in Campitelli (Pieve di Cagna)
- La chiesa di San Martino (Pallino)

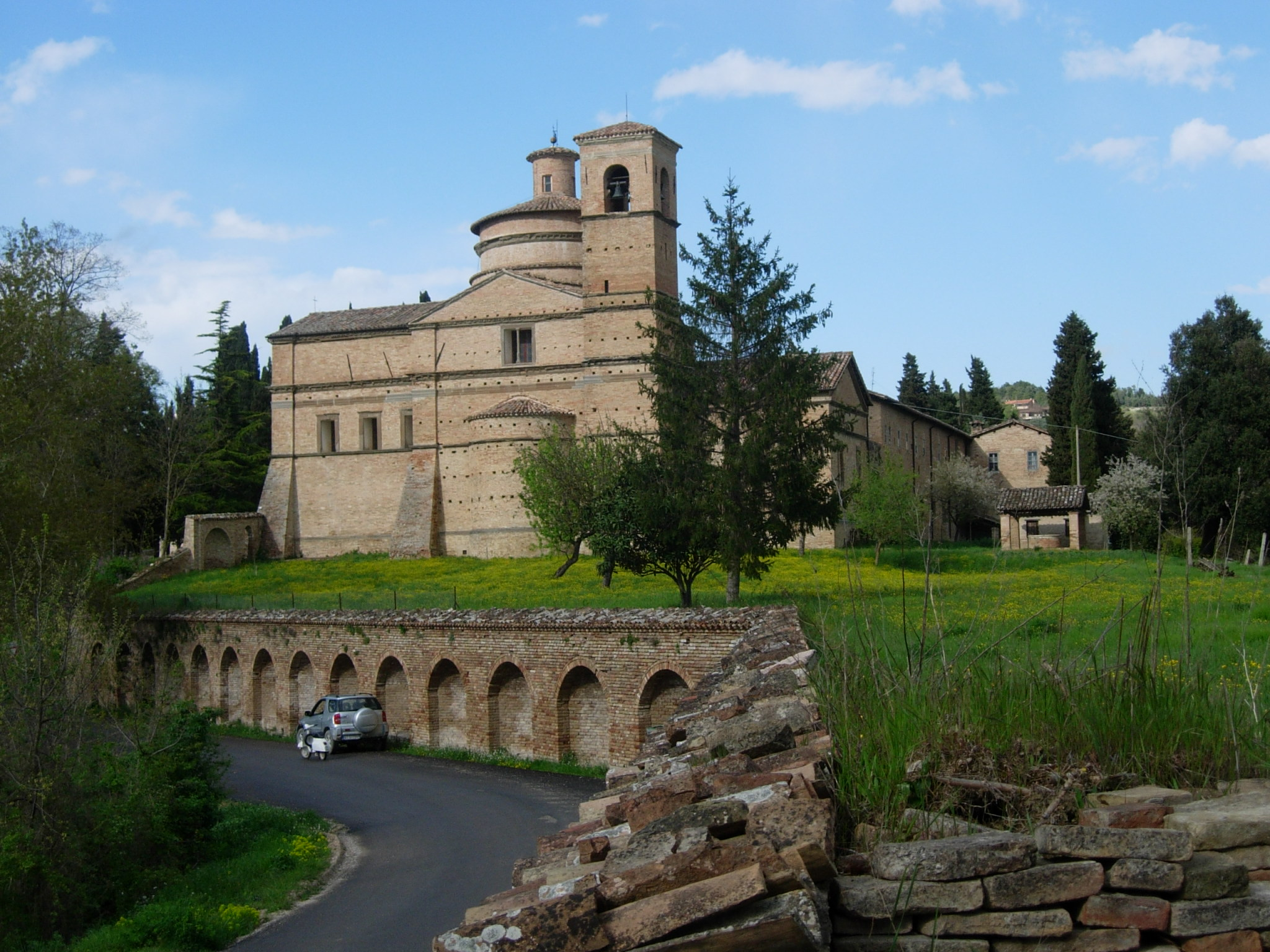
Il mausoleo dei Duchi
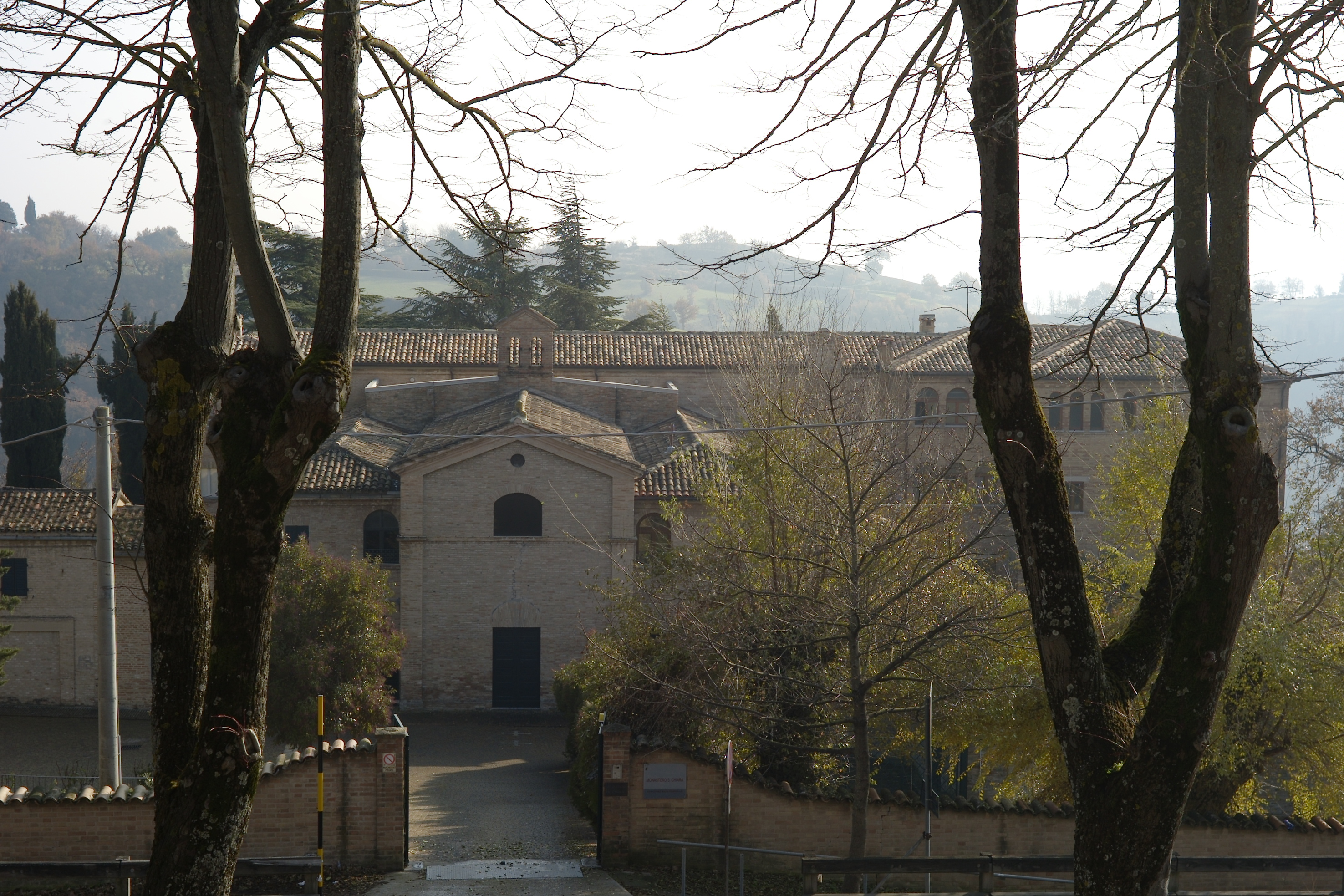
Il nuovo monastero di Santa Chiara
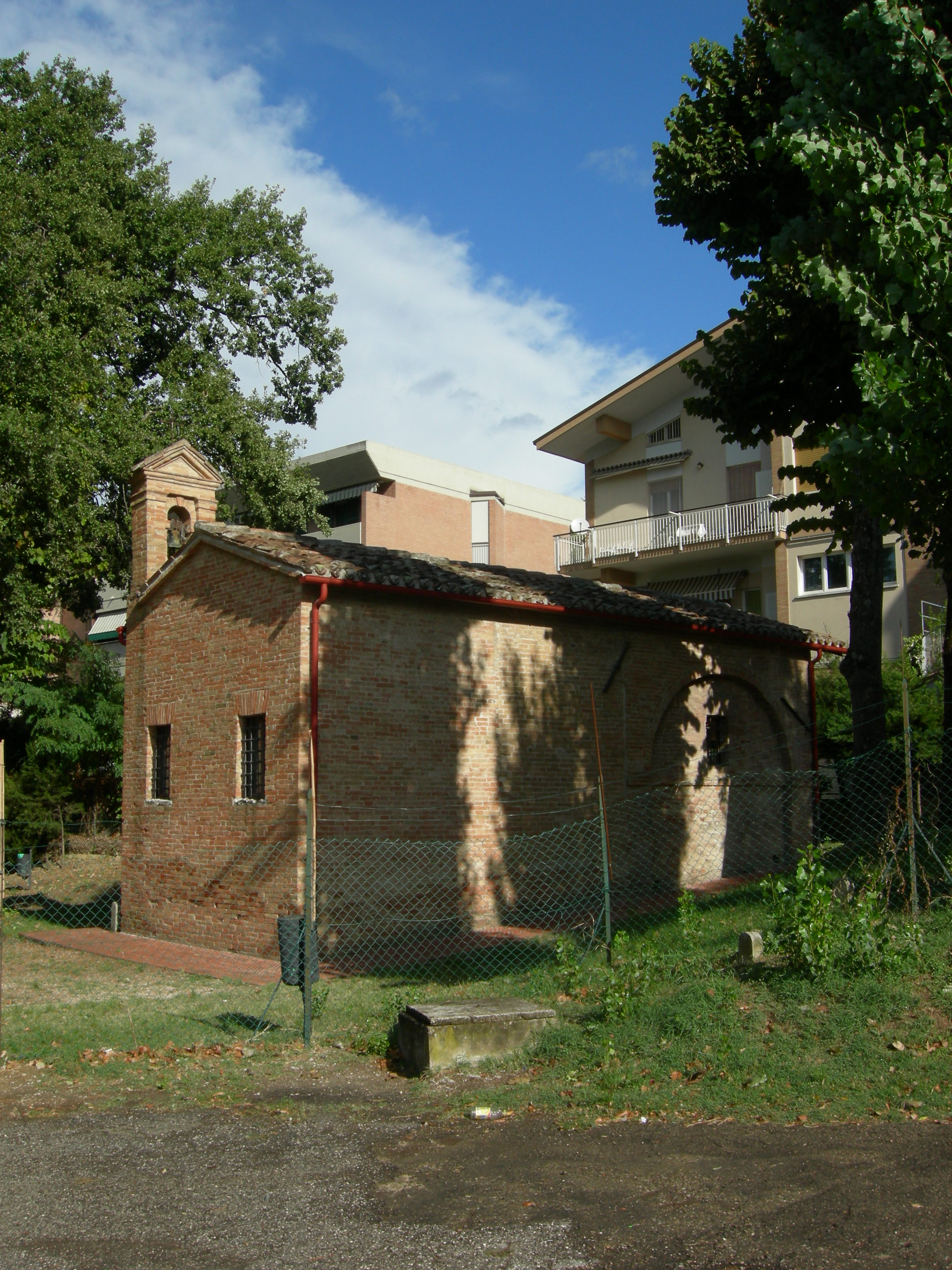
La chiesa della Madonna dell'Homo
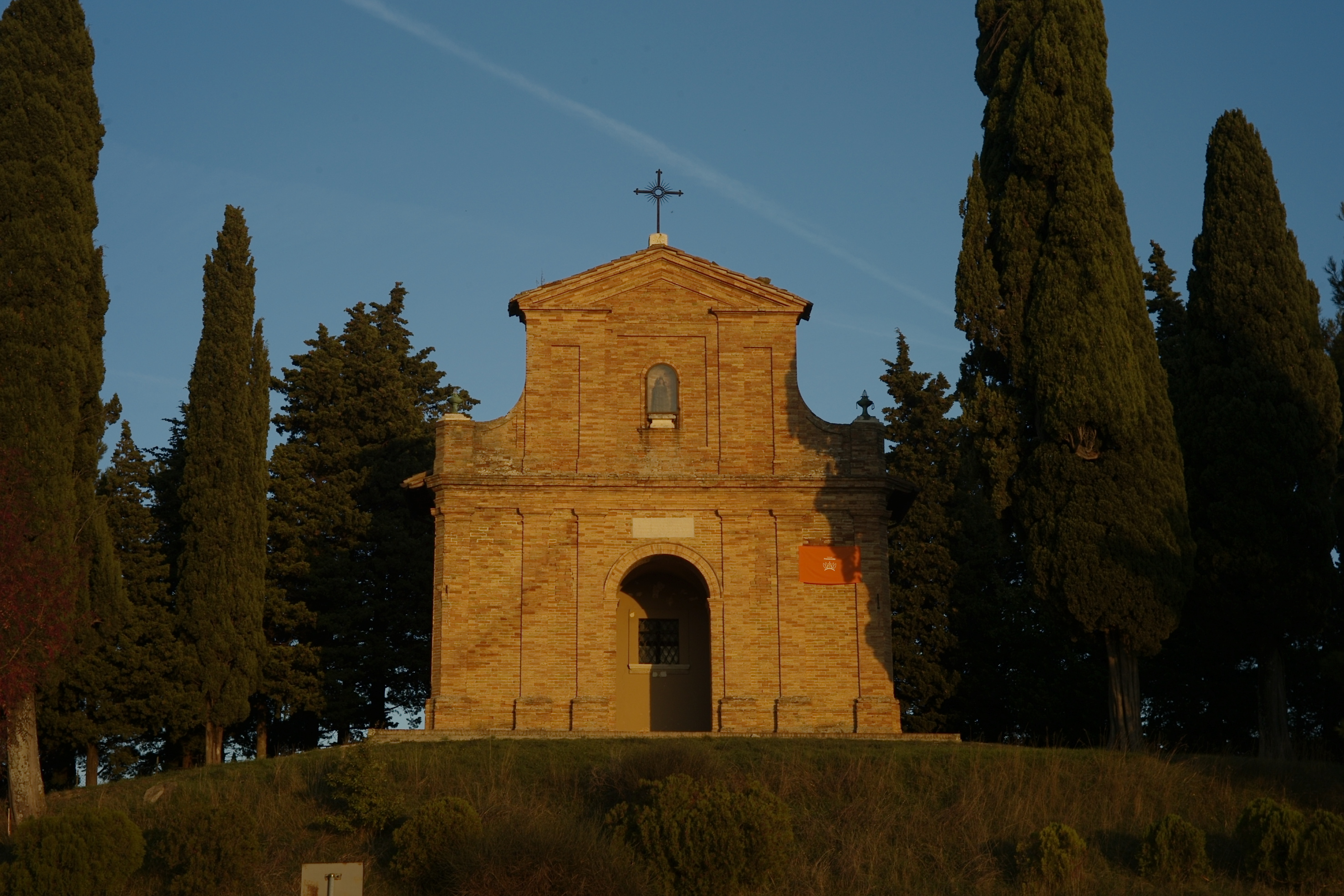
La chiesa della Madonna di Loreto

#### Altri edifici di culto
- La sinagoga

### Architetture civili

#### Palazzi
- Il Palazzo Ducale. Molto conosciuto, è un esempio dell'architettura e dell'arte rinascimentale italiana. Il palazzo è sede della Galleria nazionale delle Marche, ed è caratteristico per i torricini che ne delimitano la parte posteriore.
- La Data e la Rampa elicoidale. Le Stalle ducali (o Data) potevano contenere fino a 300 cavalli e assieme al vicino torrione della Rampa elicoidale sono opera dell'architetto Francesco di Giorgio Martini; volute entrambe dal duca Federico III da Montefeltro nella seconda metà del XV secolo, come parti collegate al complesso del nascente Palazzo Ducale. Il torrione della Rampa elicoidale è un'imponente struttura architettonica che si erge sul lato nord della Data, sull'angolo tra quest'ultima e le mura di Porta Valbona. La sua funzione era quella di garantire il passaggio, al Duca e alla sua corte, dal Palazzo alle Stalle Ducali e viceversa. Nella seconda metà del XIX secolo fu eretto, sulla parte superiore della Rampa, il Teatro Sanzio, su progetto dell'architetto Vincenzo Ghinelli. Dalla seconda metà del XVI secolo, a causa dell'abbandono seguito al declino della città, si verificò il crollo della copertura delle ex Stalle ducali. Da quel momento furono adibite a orto, di proprietà della famiglia Albani, e le vicine strutture, nella parte superiore della Rampa, a granai cittadini, infatti vennero denominate Magazzino dell'abbondanza, queste ultime furono demolite nella seconda metà del XIX secolo, durante la costruzione del teatro. Per estensione anche la Data acquisì il nome di Orto dell'Abbondanza. Solamente nella seconda metà del XX secolo la Rampa e la Data furono soggette (in tempi diversi) a un progetto di recupero curato dall'architetto Giancarlo De Carlo. Questo progetto portò al completo restauro della Rampa Elicoidale nel 1977, nell'intervento urbanistico di recupero dell'intera zona del Mercatale, e all'avvio negli anni novanta dei lavori di restauro, molto discussi, delle ex Stalle Ducali.[47]
- La casa di Raffaello. Si trova nell'omonima via, al civico 57. Qui si può ammirare un affresco di un giovane Raffaello, oltre che dipinti del padre Giovanni Santi, gli ambienti e gli arredi della casa dove visse il celebre pittore.

- Palazzo del Collegio Raffaello. Il collegio Raffaello fu istituito per volere di papa Clemente XI agli inizi del XVIII secolo; era retto dai padri scolopi e aveva la sua sede in Piazza della Repubblica, nel palazzo progettato appositamente dall'architetto Alessandro Specchi. In questo collegio vi studiò e alloggiò, fino all'età di 12 anni, Giovanni Pascoli. Questo palazzo ospita la sala del consiglio comunale e alcuni uffici della Prefettura; inoltre negli ambienti al pianterreno, affacciati sul cortile, vi sono varie attività commerciali. Mentre in alcune sale al secondo piano sono stati allestiti: il museo del Gabinetto di Fisica dell'Università e il museo dell'Incisione Urbinate.
- Palazzo Nuovo Albani
- Palazzo comunale
- Palazzo arcivescovile
- Palazzo Albani
- Palazzo Montefeltro Bonaventura
- Palazzo Corboli Aquilini
- Palazzo Bonaventura Odasi
- Palazzo Passionei Paciotti
- Palazzo di Giustizia
- Palazzo Veterani
- Palazzo Giovannini Luminati
- Palazzo Galli Palma
- Casa Barocci
- Palazzo Peroli
- Palazzo Battiferri
- Palazzo Sanfreoli Mauruzi Gherardi (ex tribunale)
- Palazzo Riviera Ubaldini
- Palazzo Biancalana Leoni Luminati

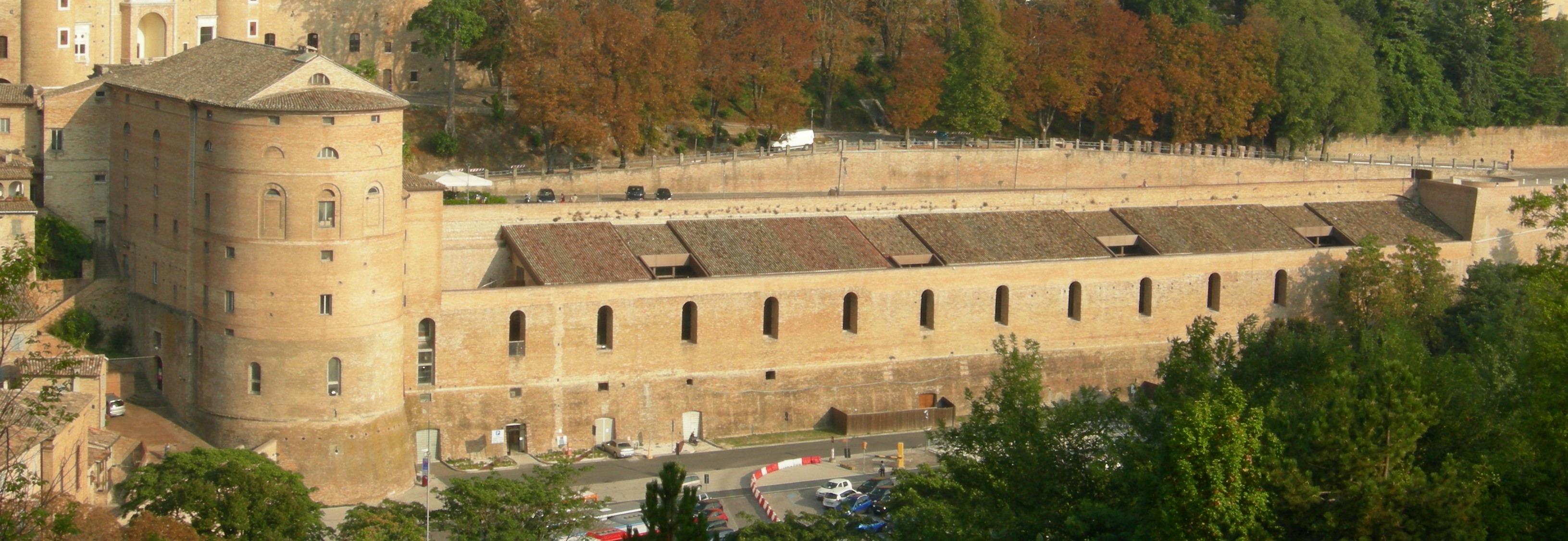
La Rampa elicoidale (a sinistra) e la Data
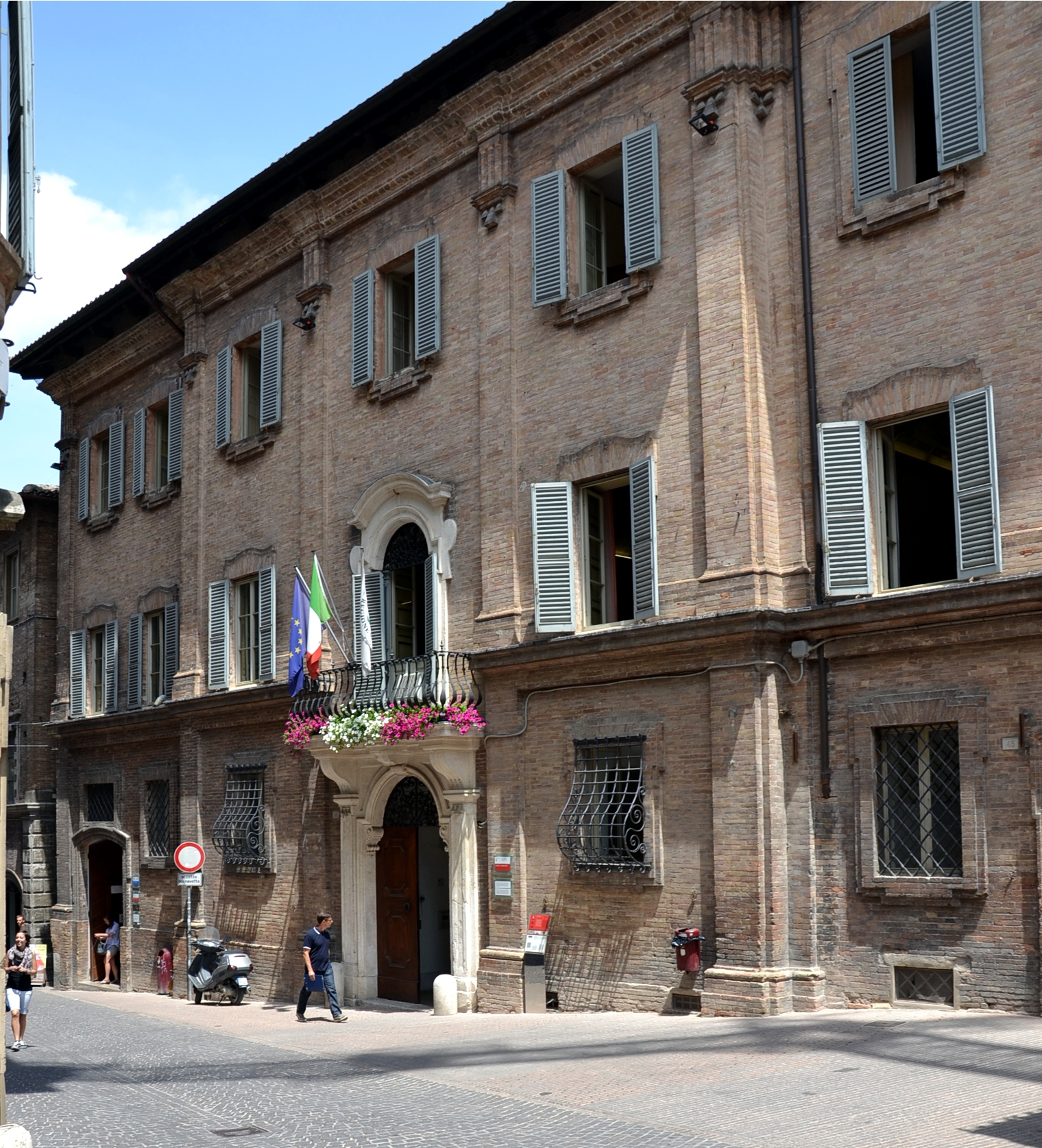
Palazzo Corboli-Aquilini
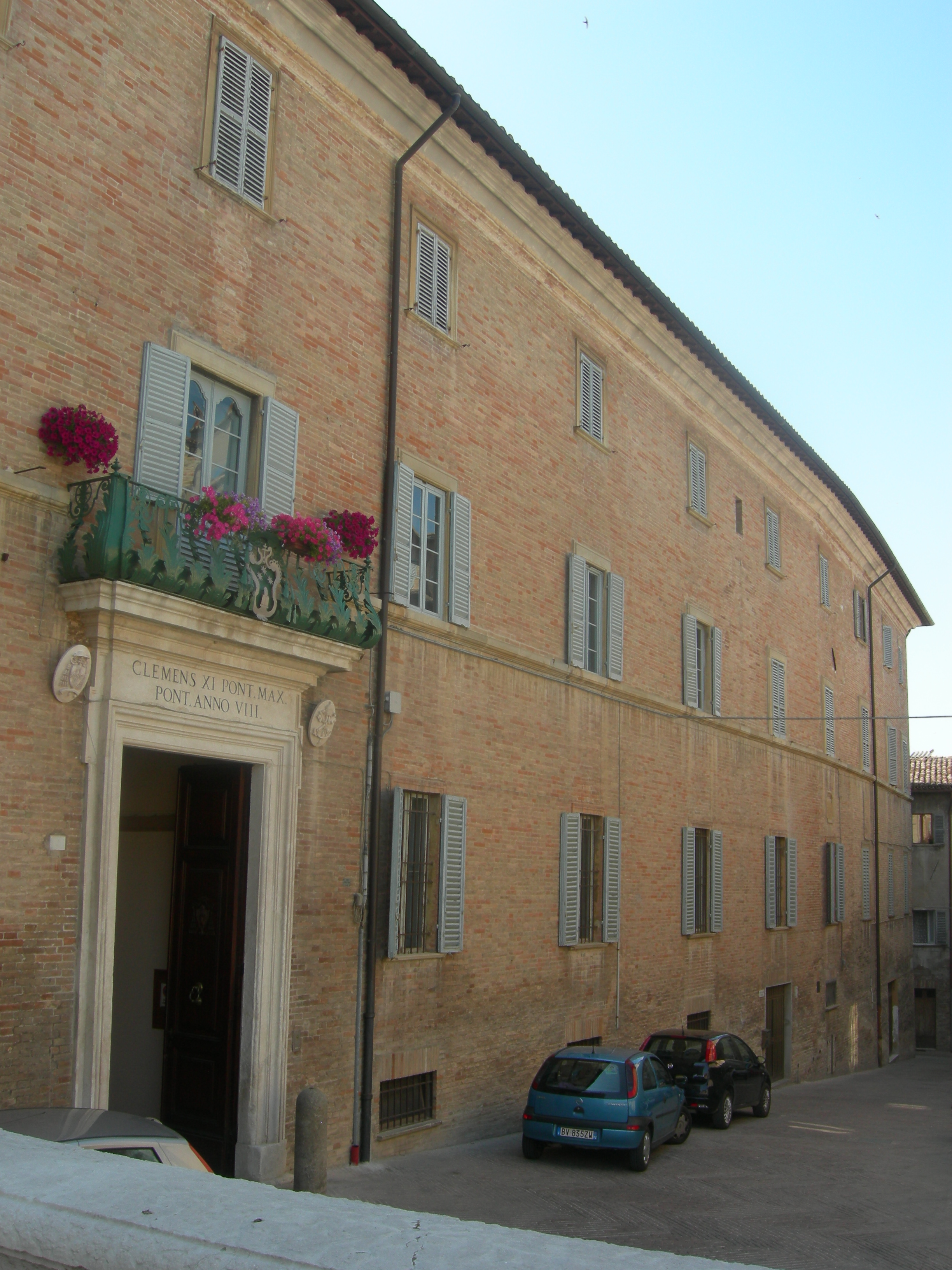
Palazzo arcivescovile
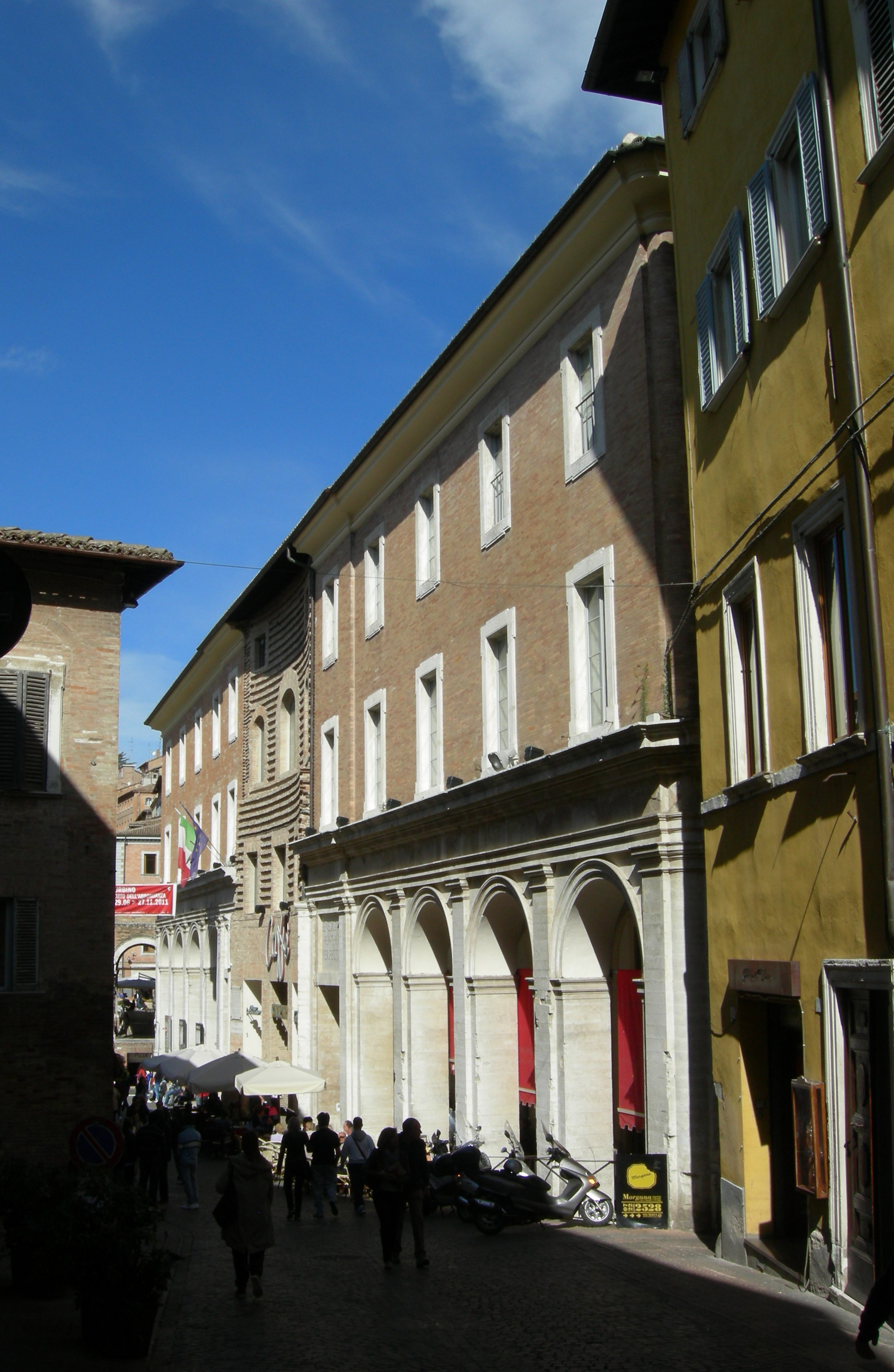
Il palazzo dell'ex collegio Raffaello
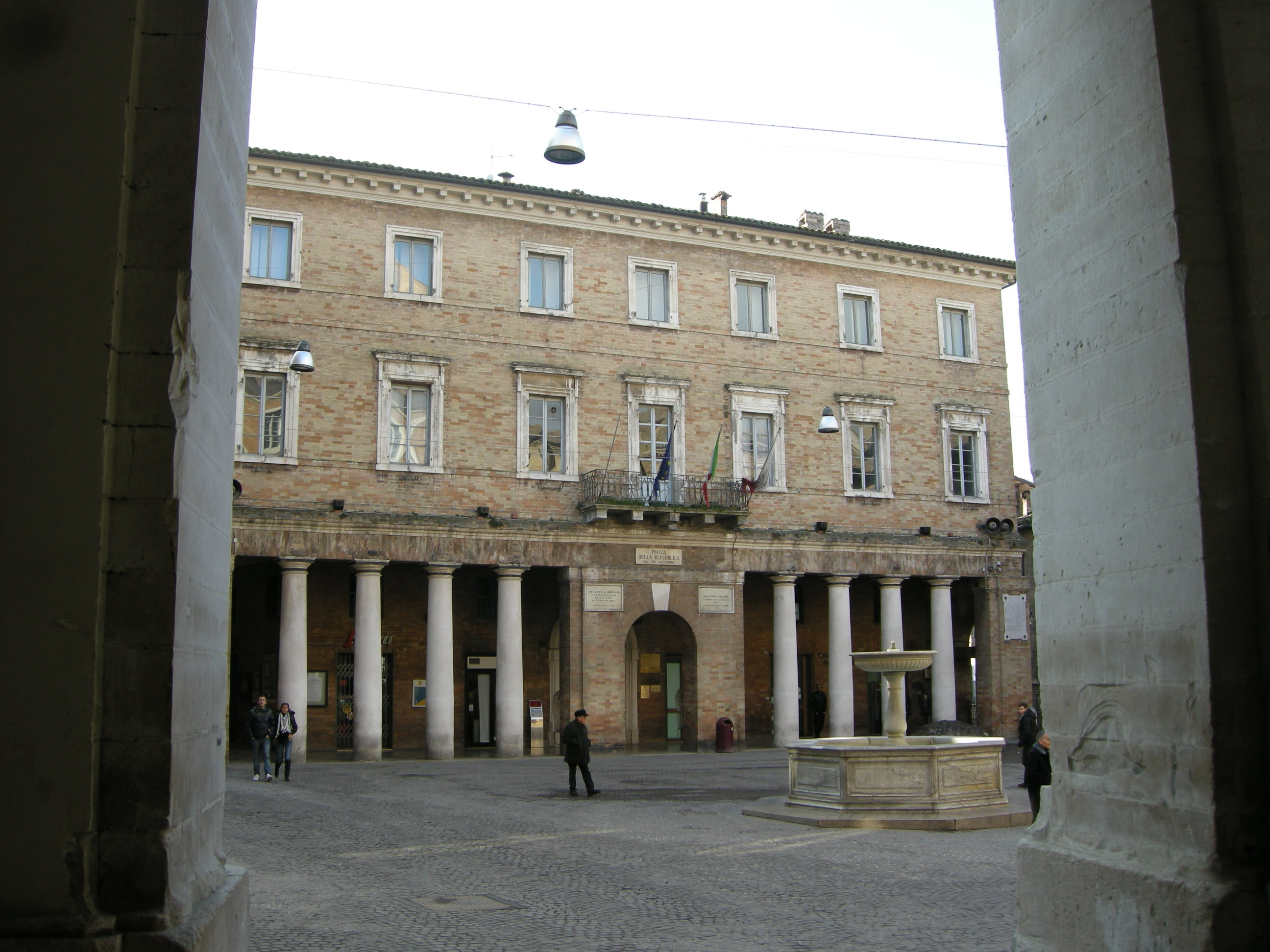
Palazzo Nuovo Albani

#### Teatri storici
- Il teatro Sanzio. Si tratta del principale teatro della città; sorto verso la metà del XIX secolo, sul bastione della Rampa elicoidale. Nel 1897 fu decorato dal pittore e ornatista ferrarese. Diomede Catalucci.[48] Il teatro ha subito una radicale ristrutturazione tra gli anni settanta e ottanta del XX secolo, per opera dell'architetto De Carlo.

#### Ville
- Villa Paciotti (anche detta Ca' il Paciotto o Cal Paciotto)
- Ca' Condi. Situata lungo la via Francesco di Giorgio Martini (SS 73 bis), tra il piazzale del Mercatale e l'incrocio per la chiesa dei Cappuccini; sul versante sud-occidentale del colle delle Vigne.
- Villa Quattroventi. Sorge su un poggio tra le vie F. Commandino e Y. Gagarin.
- Villa dei bambini del popolo. L'antico casino nobile ospita la Scuola d'Infanzia "Villa del popolo", facente parte dell'Istituto Comprensivo "P. Volponi-G. Pascoli"[49]. La villa fu lasciata in eredità all'Asilo "Lorenzo Valerio" da Giuseppe Fiocchi Nicolai, nel 1912, affinché fosse destinata ai bambini del popolo, ovvero ai bambini delle famiglie più povere e più bisognosi di cure, in particolare dell'aria salubre e della luce solare. L'Asilo entrò in possesso di tale lascito solo nel 1924 e nell'estate di due anni dopo ospitò i primi bambini, che furono una quarantina nei primi tempi[50]. È situata su un poggio, a ridosso dello stadio Montefeltro, tra le vie Santissima Annunziata, Y. Gagarin e G. Rossini.
- Villa Padiglione. Il casino nobile è stato demolito nel 2015[51] e si trovava dietro all'ospedale cittadino. Restano il portale e la chiesa della Madonna di Loreto.
- Villa Maria. Si trova su un poggio e l'area della villa si affaccia su via Bonconte da Montefeltro. L'antico casino nobile (di proprietà privata) è stato separato dal portale, in seguito alla costruzione della sede del Liceo artistico "Scuola del Libro". Il portale è attribuito a Bartolomeo Ammannati.
- Villa Tortorina. Sorge su un poggio, stretto tra le vie Bonconte da Montefeltro, E. Bernini e O. Petrucci, sovrastante la contrada della Piantata.
- Villa dell'Orologio. Situata su un poggio lungo la strada (Strada Provinciale 9) che da Urbino conduce a Gadana e alla valle del Foglia. Eretta nel XVIII secolo come residenza di campagna degli arcivescovi urbinati. Il portale è ormai in avanzato stato di abbandono, sulla Strada Provinciale 9, da esso si sviluppava un viale che conduceva al casino nobile, ma ormai il viale è scomparso, fagocitato dai campi vicini.
- Cal Duca
- Il Montale
- Palazzo del Collegio
- Villa Giunchi

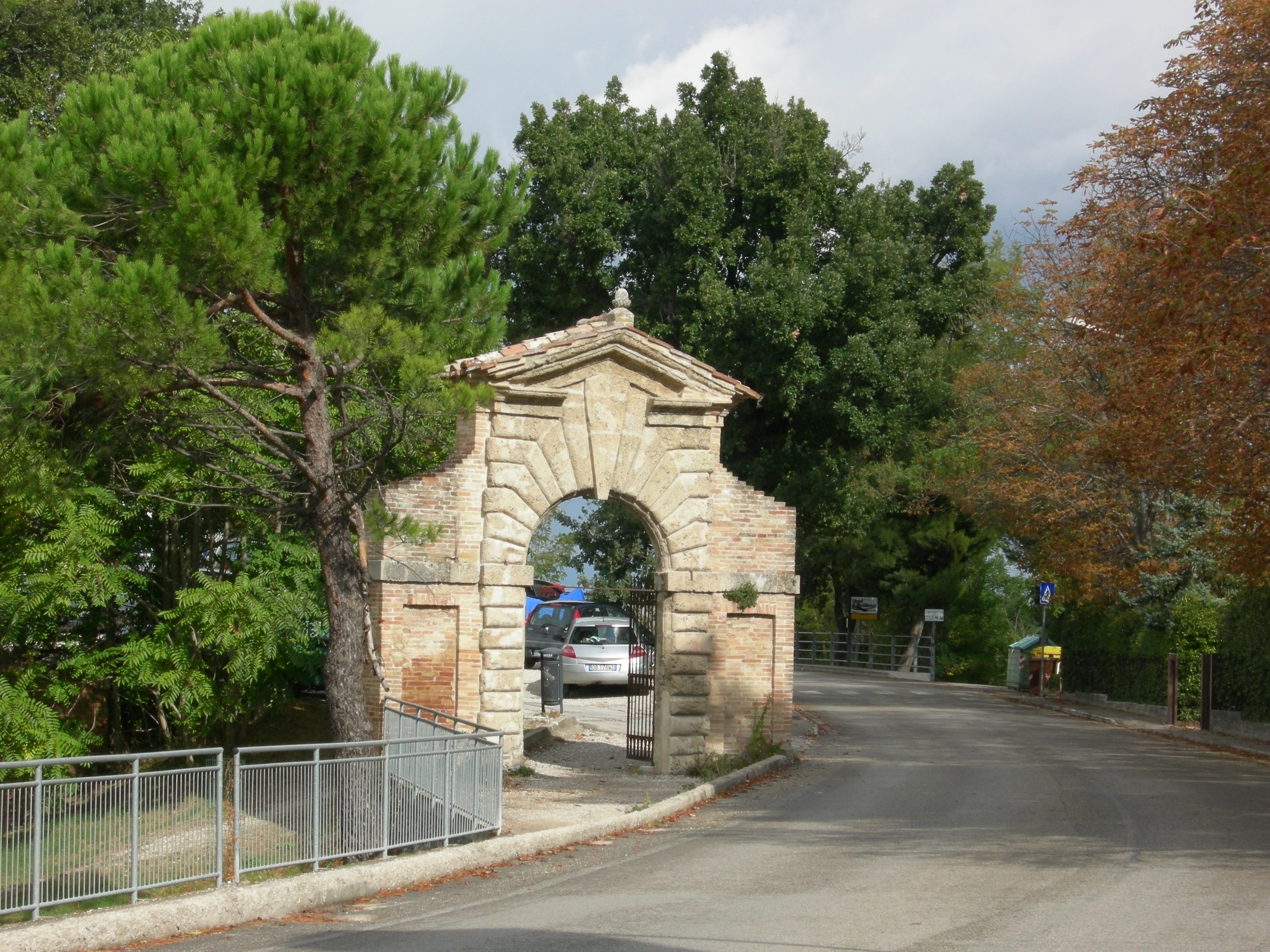
L'antico portale di Villa Maria
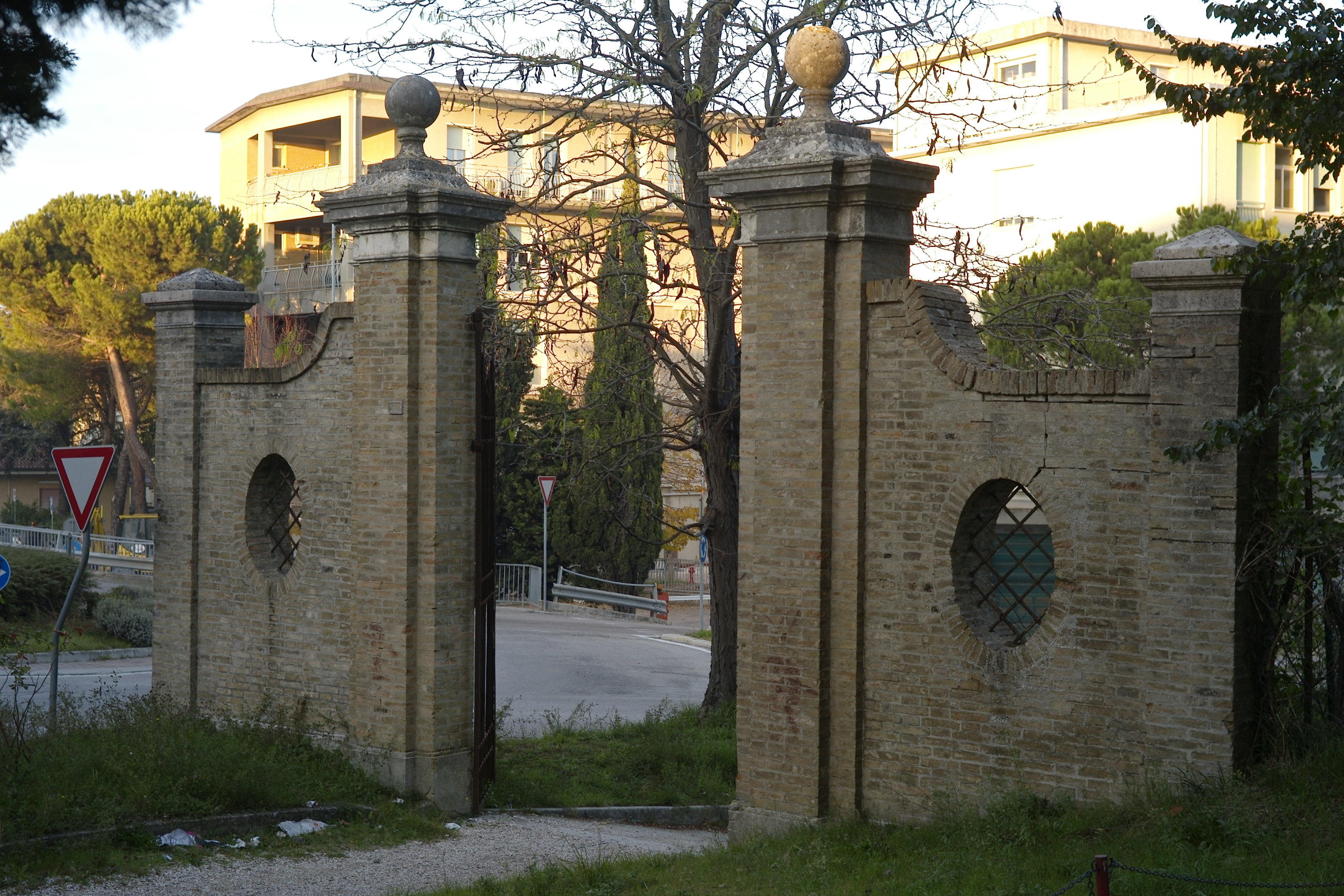
L'antico portale di Villa Padiglione
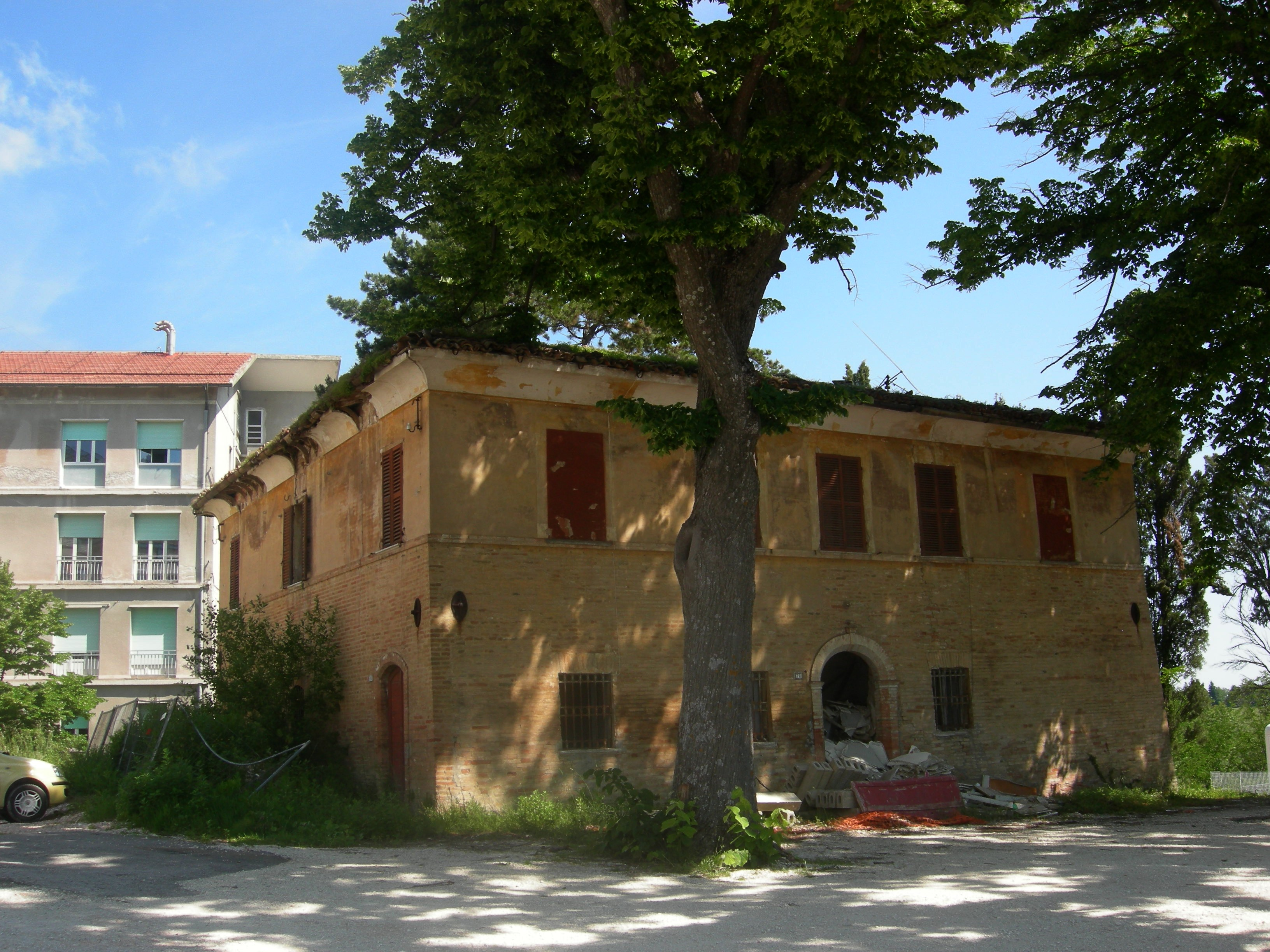
Casino nobile di villa Padiglione (lato sud)
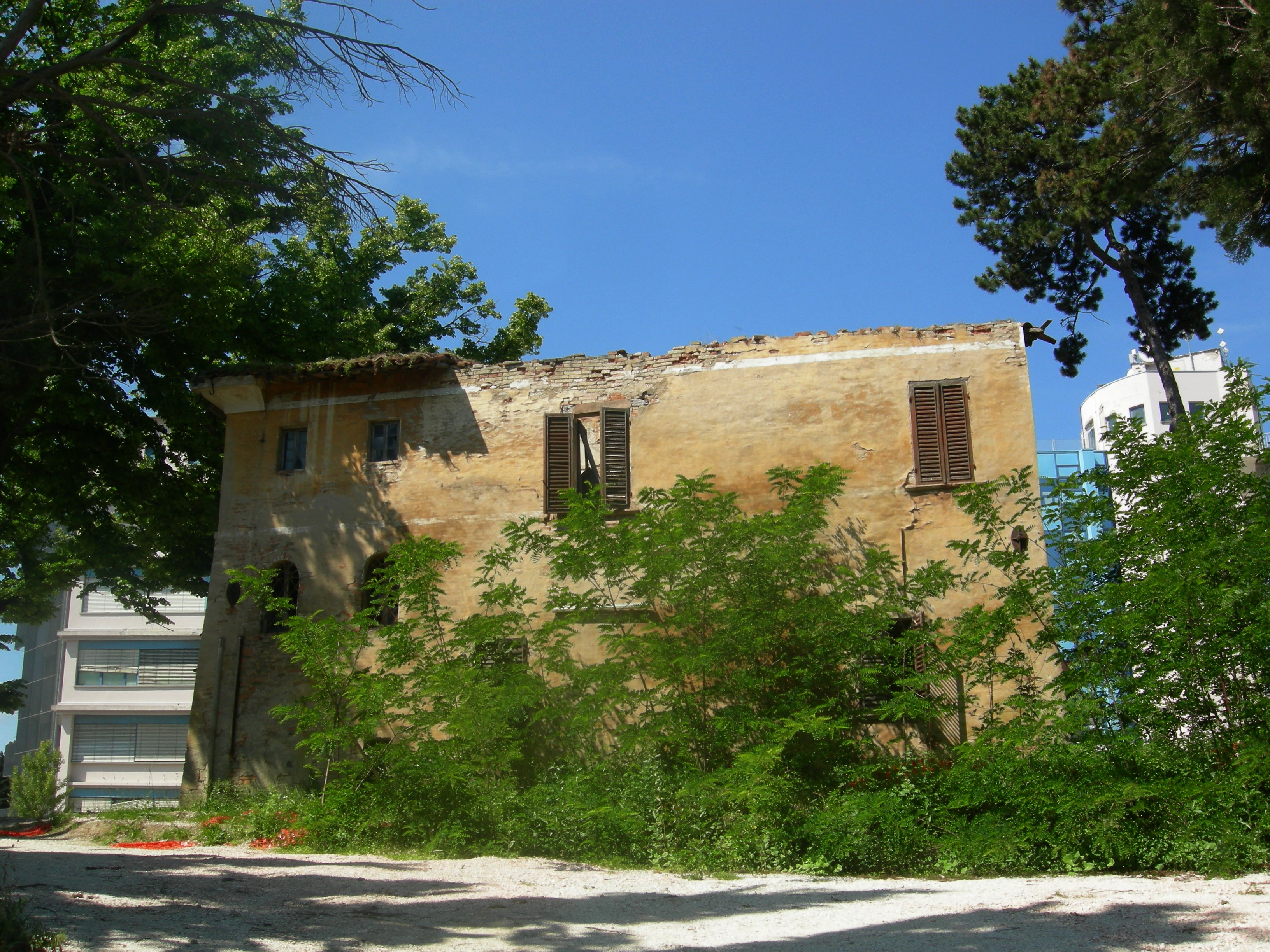
Casino nobile di villa Padiglione (lato est)
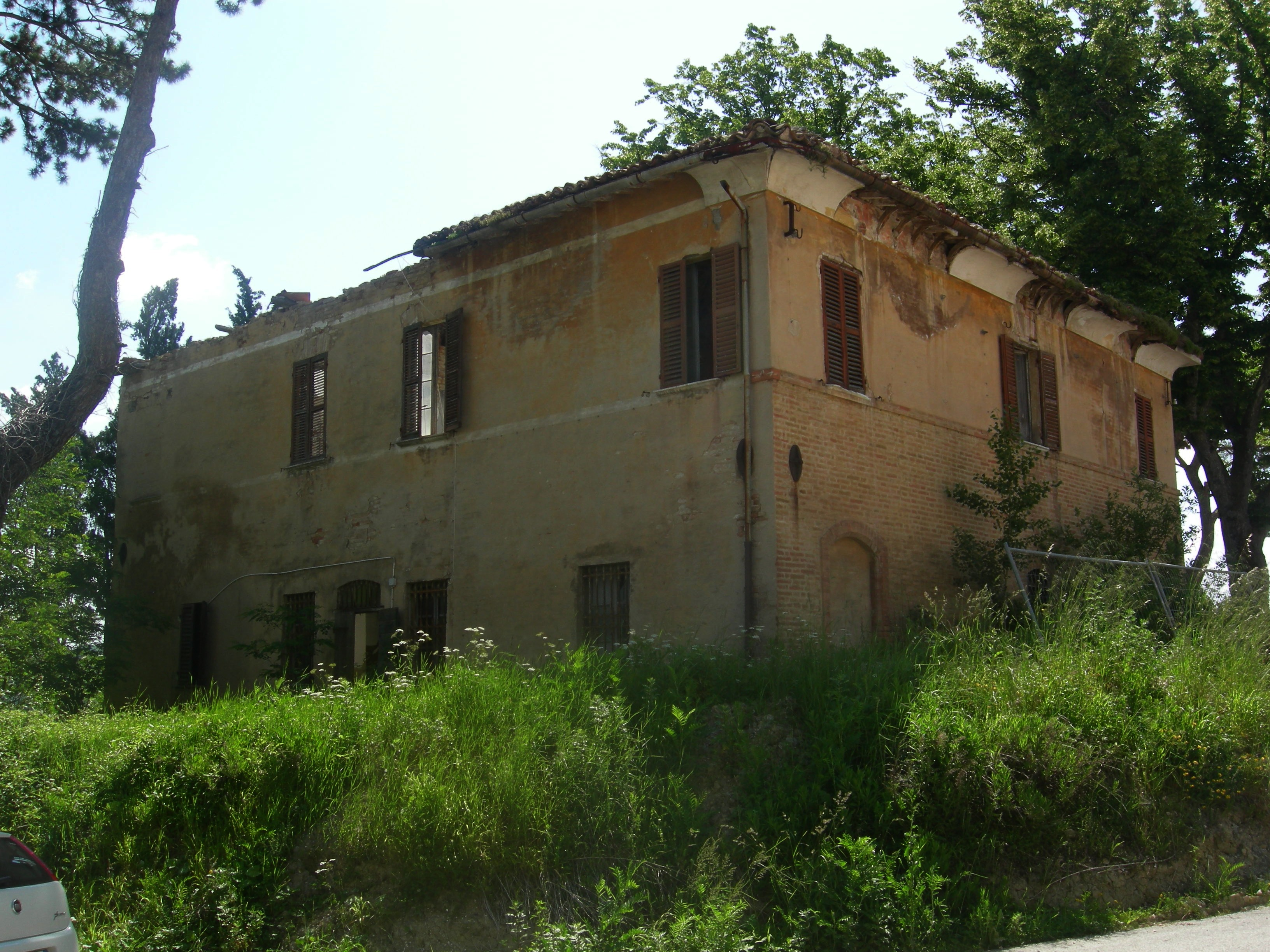
Casino nobile di villa Padiglione (lato nord-ovest)

### Architetture militari

#### Mura e porte
Le mura di Urbino sono l'antica cerchia difensiva della città. Create con la città stessa, si sono contati quattro tracciati diversi, l'ultimo dei quali risale alla prima metà del XVI secolo.
- Porta Valbona. Si tratta della principale porta d'accesso alla città. Sistemata nella forma attuale nel 1621, in occasione delle nozze del futuro duca Federico Ubaldo Della Rovere con Claudia de' Medici.
- Porta Santa Lucia
- Porta Lavagine
- Porta del Monte (demolita)
- Porta San Bartolo
- Porta Nuova o Barriera Margherita
- Porta Santa Maria
- Porta San Polo

#### Bastioni
- Bastione di Santa Lucia
- Bastione del Monte (semi-distrutto)
- Bastione di San Bartolo
- Bastione di Santa Chiara
- Bastione di Belisario
- Bastione di San Polo
- Bastione di Sant'Agostino
- Bastione di Santa Caterina
- Bastione della Santissima Trinità
- Bastione dei Frati
- Fortezza Albornoz. Venne eretta dal cardinale Anglico de Grimoard, tra il 1367 e il 1371, sul sito in cui sorgeva una delle residenze dei Montefeltro. La costruzione della fortezza era dovuta alla necessità di controllare meglio la città, dopo che in essa si erano verificati alcuni tumulti. Fu rafforzata nello stesso secolo dal cardinale spagnolo Egidio Albornoz. Infine venne ristrutturata, in forme attuali, nella seconda metà del XVI secolo. Nel 2010 l'edificio è divenuto sede di un museo sulle armi e armature del XV secolo, denominato Armeria Ducale - Bella Gerit. Dalla parte superiore dell'edificio si può godere di un bel panorama sulla città e sulle colline circostanti.[52]

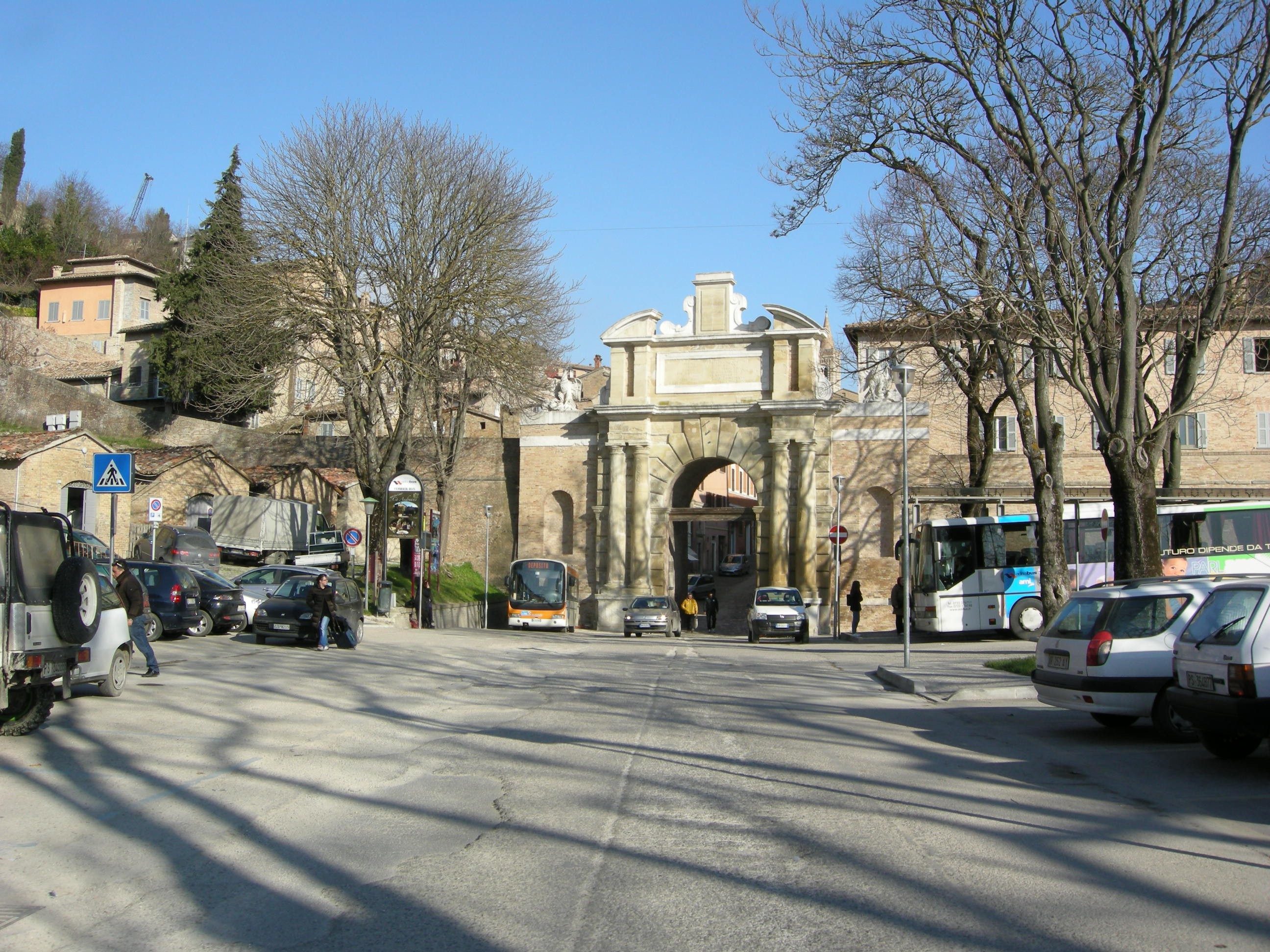
Porta Valbona
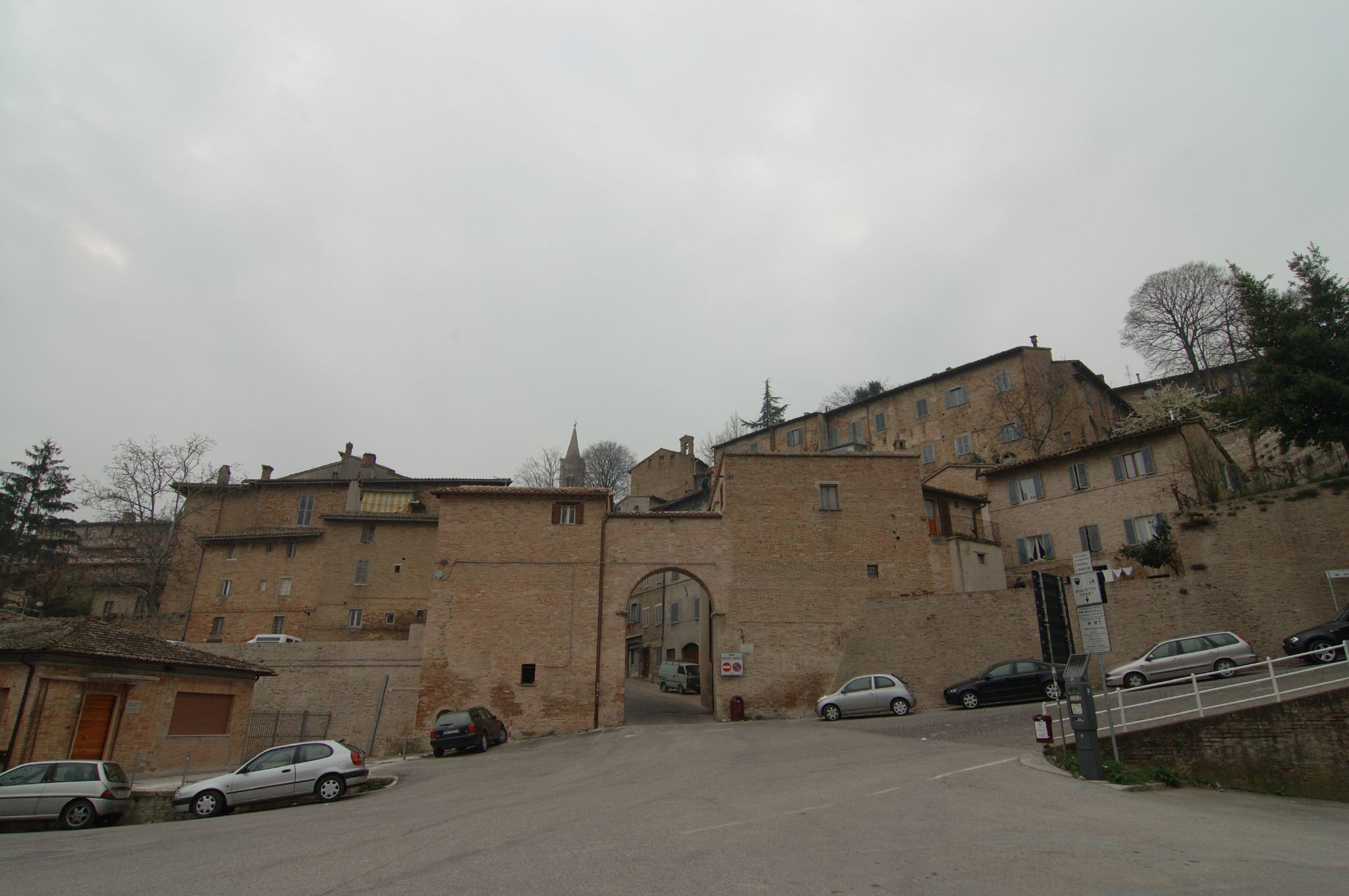
Porta Lavagine
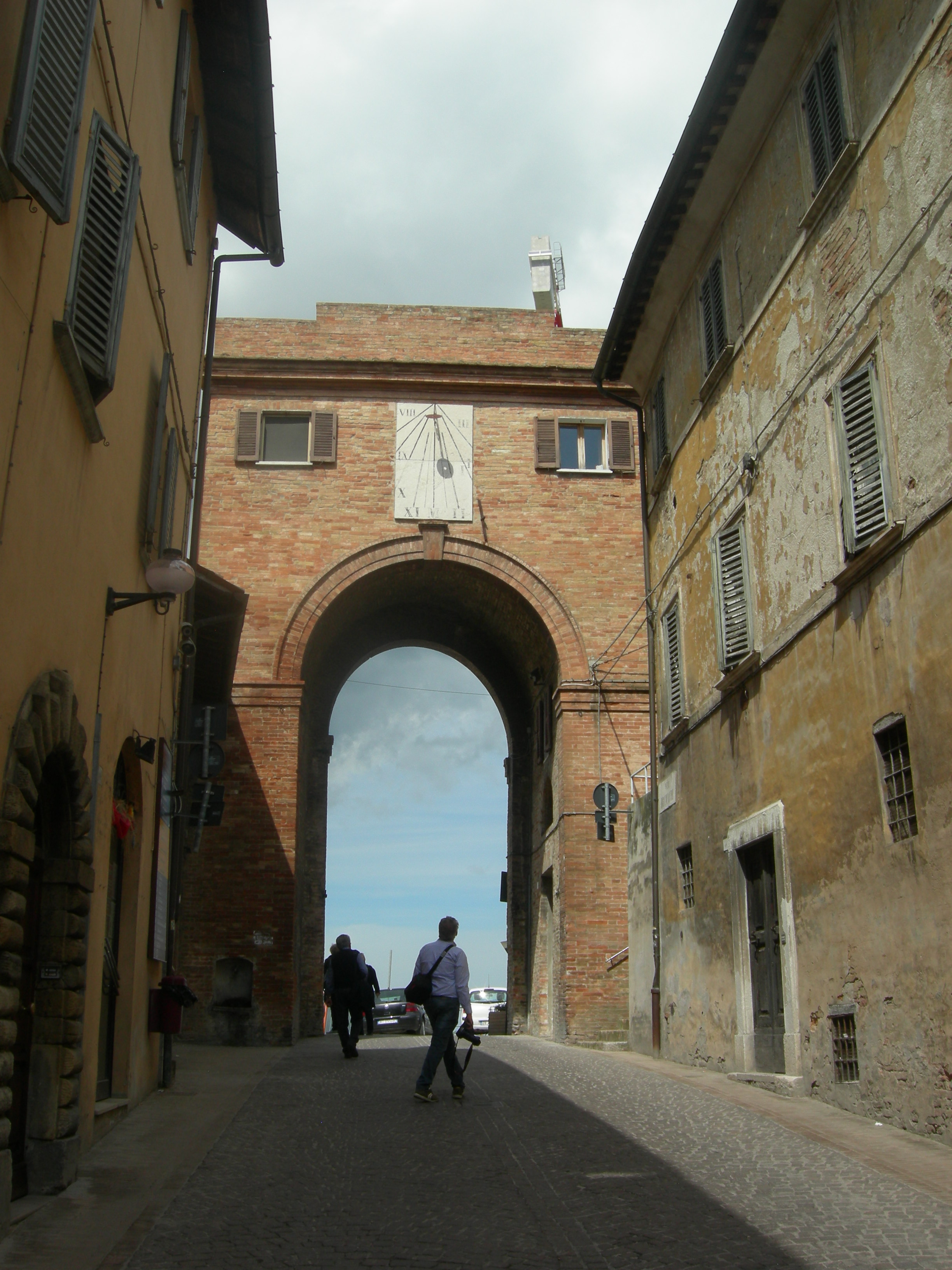
Porta Santa Lucia verso la città
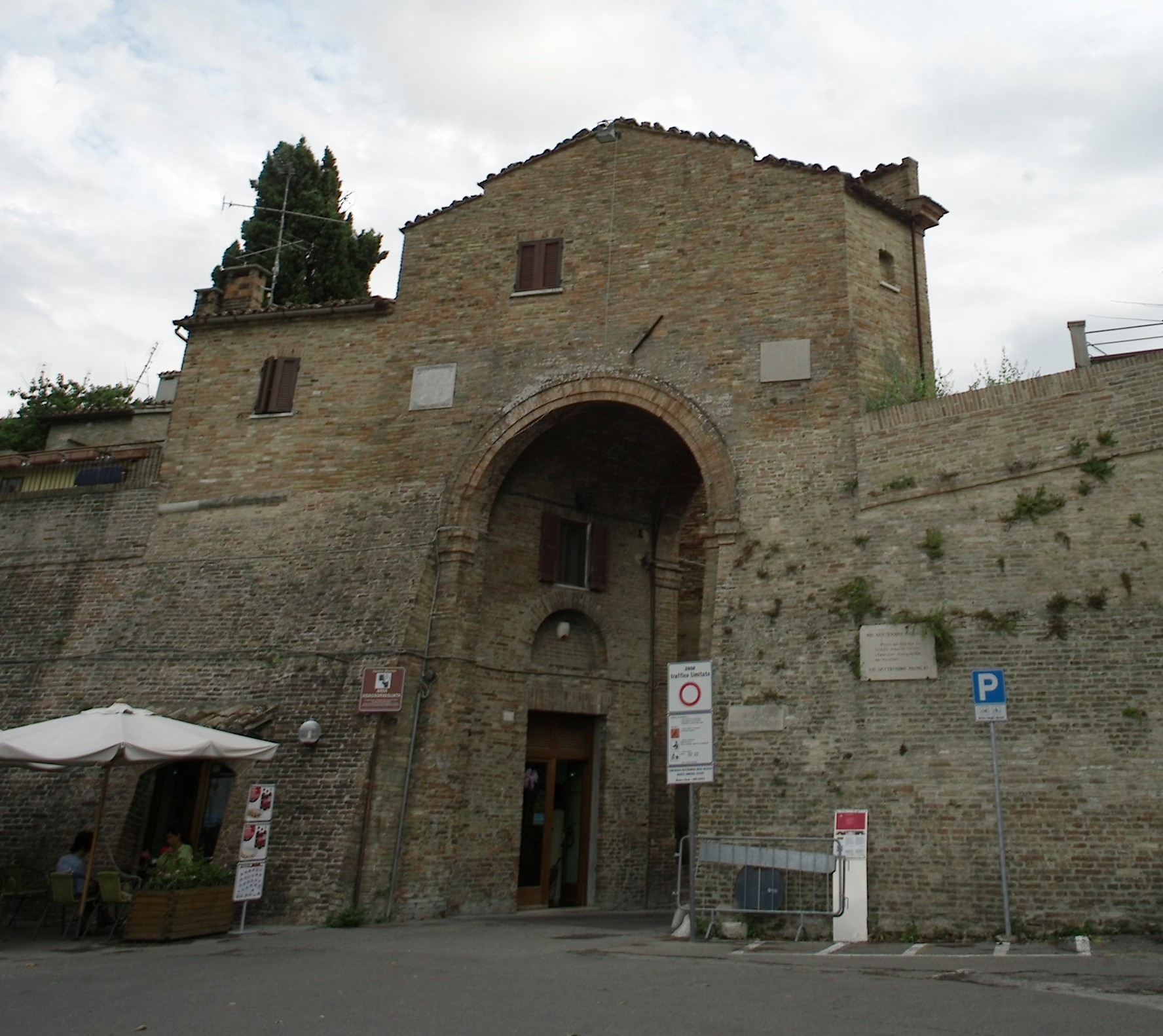
Porta Santa Lucia verso l'esterno
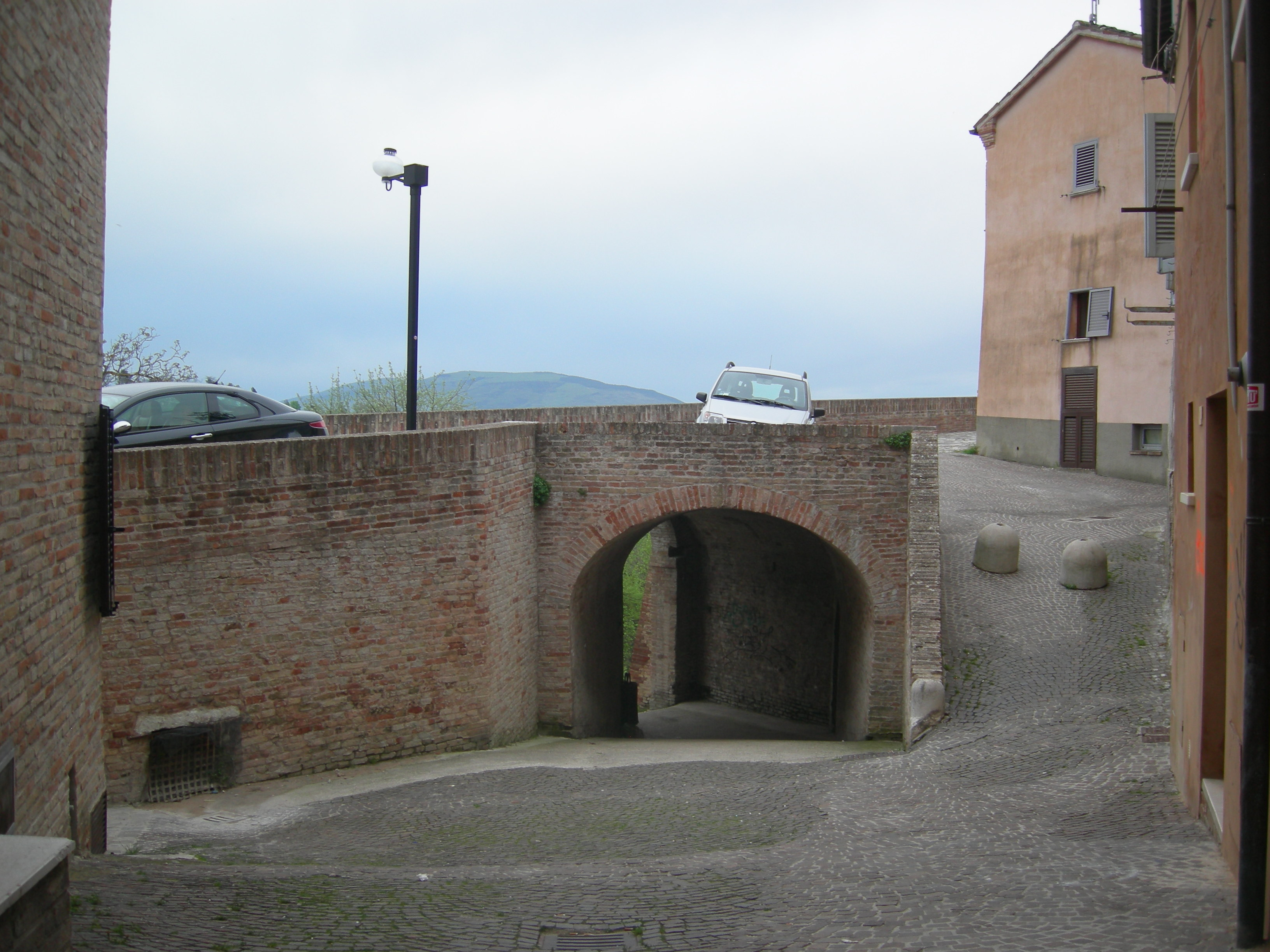
Porta San Bartolo
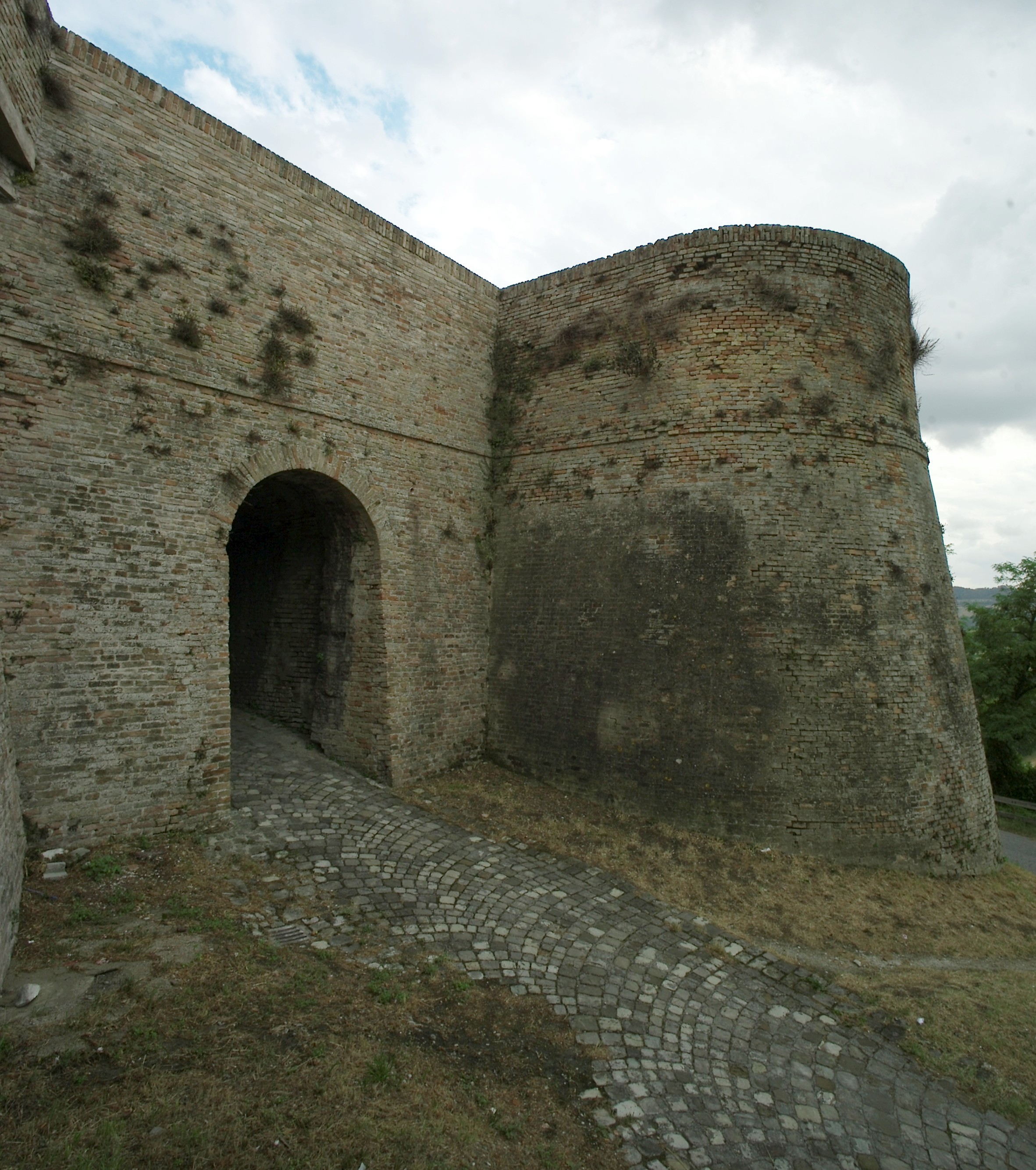
Porta Santa Maria
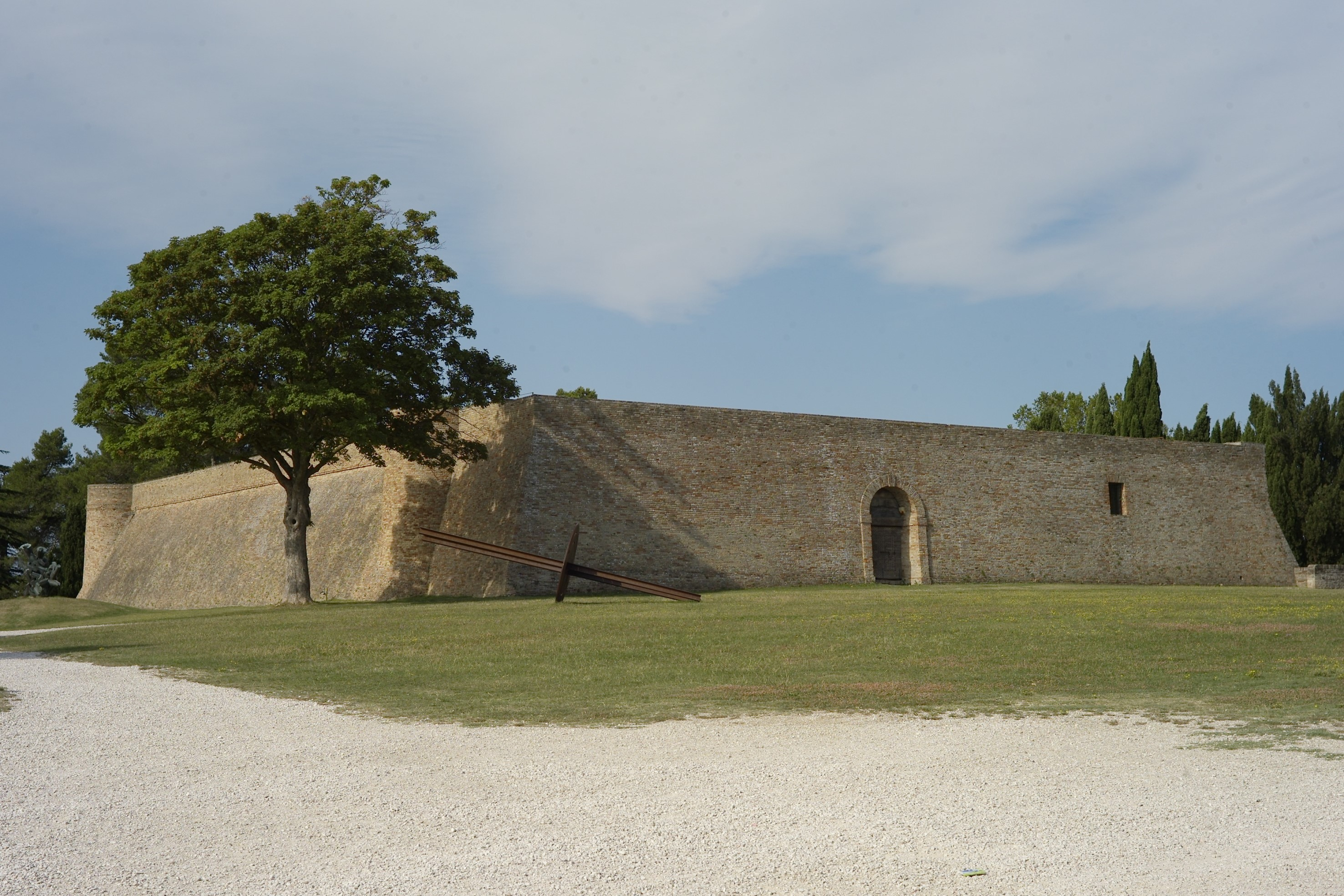
La Fortezza Albornoz
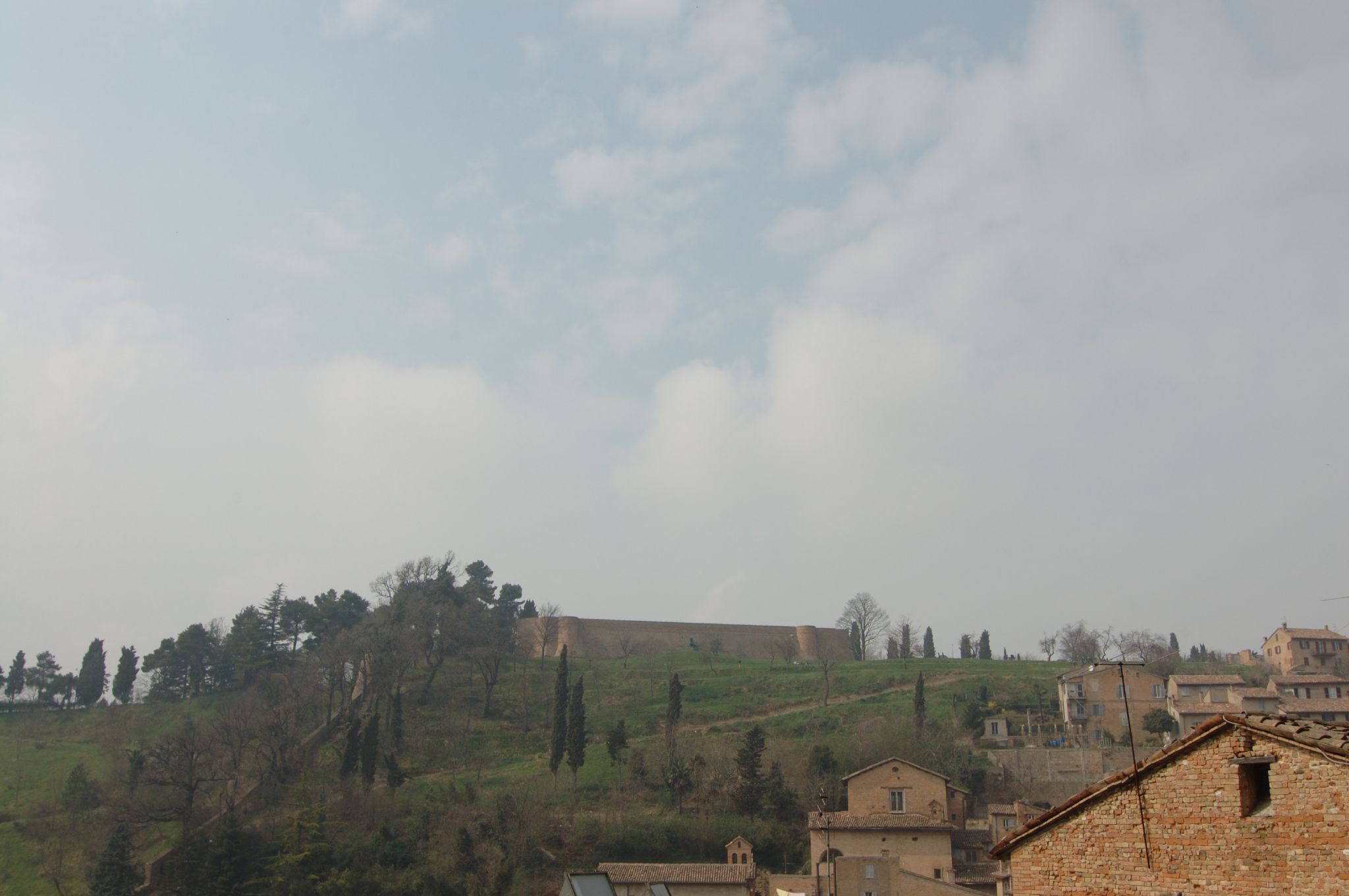
La Fortezza Albornoz

### Altro
- Torre Cotogna sita a Ca' Mazzasette una frazione del Comune. Massiccia torre di guardia a pianta quadrata di epoca medioevale.

#### Piazze e strade
- Piazza Duca Federico (già piazza Maggiore).

Si tratta di una piccola piazza, di forma quadrilatera, situata sulla sommità del colle del Poggio. Tramite tale piazza si accede all'ingresso principale del Palazzo Ducale, la cui mole domina i lati meridionale e occidentale. Mentre il lato settentrionale è dominato dalla cattedrale, il cui lato, che si affaccia sulla piazza, è adornato dalla Loggia del Grano, che garantisce l'accesso all'Oratorio della Grotta. Infine sul lato orientale la piazza confina con l'adiacente via Puccinotti. Questa piazza si può considerare il "cuore" di Urbino, in quanto essa ha rappresentato il fulcro attorno al quale è nata e si è sviluppata la città; rappresentandone, per secoli, il centro politico e religioso; fin dall'età romana, quando nell'area vi doveva sorgere il foro. Questa piazza ospitò, dal 1897 al 1947, il monumento a Raffaello Sanzio, di Luigi Belli, poi spostato in cima a via Raffaello (Monte).
- Piazza della Repubblica (già piazza 8 Settembre, già piazza Nuova, già Pian di Mercato).

L'attuale piazza, di forma trapezoidale, è nata nel XIX secolo, con l'ampliamento sul lato meridionale, dovuto alla realizzazione del Palazzo Nuovo degli Albani e poi all'apertura di corso Garibaldi. Sulla piazza confluiscono cinque vie (via Raffaello, via Battisti, via Veneto, via Mazzini e corso Garibaldi) e il suo centro è dominato da una fontana, progettata da Diomede Catalucci nel 1908, eliminata nel 1927, e reintrodotta negli anni novanta. L'attuale denominazione risale al 1946, mentre la precedente commemorava l'ingresso in città dei primi soldati del Regno di Sardegna, nel 1860. La piazza, prima dell'ampliamento ottocentesco, era più stretta (una sorta di lieve ampliamento della confinante via Raffaello) ed era denominata Pian di Mercato, in quanto tale toponimo rispecchiava il ruolo che la piazza aveva come sede del mercato cittadino, che conserverà fino al XVIII secolo. Manterrà il ruolo sociale, ovvero quello di punto d'incontro per la popolazione urbinate, essendo favorita, in questo, dalla posizione; in quanto la piazza si trova sul punto più agevole, un piccolo pianoro, per spostarsi su uno dei due colli (il Poggio e il Monte) su cui poggia la città. Inoltre sulla piazza convergono quasi tutte le principali vie provenienti dalle maggiori Porte urbiche, contribuendo così a renderla il vero Centro della città.
- Piazza del Rinascimento (già piazza Vittorio Emanuele, già del Poggio o del gioca pallone).

Questa piazza nacque nel 1563, per volontà del duca Guidobaldo II della Rovere. La piazza si presenta come un lungo rettangolo in pendenza; il cui lato occidentale (lato lungo) è occupato per l'intera sua lunghezza dal prospetto del Palazzo Ducale. Mentre il lato opposto è occupato dalla chiesa di San Domenico, dall'edificio dell'ex seminario e da palazzo Petrangolini. Invece il lato meridionale è chiuso da via Saffi, affiancata dai palazzi Vecchiotti-Antaldi e Montefeltro-Bonaventura; mentre, dalla parte opposta, quello meridionale confina con via Puccinotti. La piazza corrisponde parzialmente al tracciato del Cardo Massimo, dell'antico Municipio romano. Dal XVI secolo questa piazza ospitava "il gioco del pallone" (da cui la piazza prese il suo nome originario), che era inizialmente identificabile col Calcio fiorentino e col gioco dell'Aita; poi, tra XVIII e XIX secolo, passò a identificarsi col gioco del Pallone col bracciale. Le partite di palla col bracciale vennero inizialmente proibite, nella suddetta piazza, il 18 agosto 1813, dal viceprefetto del dipartimento del Metauro. Anche se la pratica del gioco proseguì fino all'ordinanza della polizia municipale del 15 luglio 1875. Tali limitazioni (atte a proibire tale pratica entro le mura cittadine) furono dovute per rispondere ai numerosi reclami della cittadinanza, che lamentavano danni alle persone e agli edifici. Dopo l'ultima ordinanza, il gioco fu spostato nel piazzale del Mercatale. Tra XIX e parte del XX secolo, si svolse in questa piazza il consueto mercato cittadino. Nella piazza è presente, verso il lato settentrionale, un obelisco egizio, dono di papa Clemente XI.
- Piazzale del Mercatale

Il piazzale, dalla forma quadrilatera, fu costruito a fine Quattrocento da Francesco di Giorgio Martini. Tale piazza ricopre la funzione di principale punto d'accesso alla città, insieme a Porta Valbona. Venne chiamata così perché in origine vi si teneva il mercato del bestiame, ma veniva utilizzata anche per altri usi. Verso la fine del Novecento, la piazza fu riprogettata da Giancarlo De Carlo.
- Via Vittorio Veneto (già Francesco Puccinotti, già strada del Duomo).

È una delle principali vie del centro storico e riveste un importante ruolo nella città, in quanto mette in comunicazione i due centri, quello politico-religioso (piazza Duca Federico) e quello socio-commerciale (piazza della Repubblica). Inoltre questa via corrisponde approssimativamente e parzialmente a un estremo del Cardo massimo; come testimonia, su un lato della via, addossato al muro di una casa, un piccolo masso di pietra, ultimo resto di Porta Maia (molto probabilmente derivante dal latino Mayor), uno dei quattro accessi all'antico municipio romano. Questa via, dalla fine del XIX secolo fino al 1922, fu intitolata al medico urbinate Francesco Puccinotti; poi dal 1922 tale denominazione si è mantenuta solo per il tratto compreso tra piazza Rinascimento e il Municipio, in quanto il tratto restante è stato intitolato alla città di Vittorio Veneto, per commemorare la decisiva battaglia della prima guerra mondiale. Poco prima della congiunzione di tale strada con via Puccinotti, si apre una piccola piazzetta in decisa pendenza, chiamata in origine Piazza Farina e ribattezzata, nel 2009, Largo San Crescentino; per il piccolo monumento al Santo Patrono presente nel sito, composto da un'ara e una colonna in pietra che sostengono una piccola statua settecentesca del Santo. Sempre su largo San Crescentino si erge la facciata settecentesca del palazzo Comunale.
- Via Francesco Puccinotti (già piazza del Duomo).

Questa via sembra quasi una sorta di prolungamento di piazza Duca Federico, in quanto su di essa si affacciano con i rispettivi ingressi: il palazzo Comunale, la cattedrale e, tramite piazza Giovanni Pascoli, il palazzo Arcivescovile. Anch'essa coincide, all'incirca, con un segmento dell'antico Cardo massimo.
- Via Giuseppe Mazzini (già Valbona).

Popolarmente chiamata Valbona, dato che si tratta della strada principale dell'omonima contrada. Mentre a settentrione la via confluisce in piazza della Repubblica. La strada è segnata da una decisa pendenza. Ha assunto l'attuale denominazione agli inizi del XX secolo. Questa via rappresentava, assieme alla Porta, l'ingresso d'onore della città, non a caso tutte le facciate degli edifici, che vi si affacciano, sono tra le più eleganti di Urbino. Secondo la tradizione tutti i nuovi arcivescovi urbinati entrano in città mediante questa via. Anticamente questa strada era la via d'accesso in città, per chi proveniva da occidente, in particolare dalla strada della Toscana. Lungo questa strada si trova l'oratorio del Corpus Domini (o chiesa di San Francesco di Paola), i palazzi Lucciarini-Luminati (la cui architettura ha evidenti richiami allo stile di Francesco di Giorgio Martini) e Galli-Palma.
- Via Raffaello (già il Monte).

La via si caratterizza in Urbino come una delle più ripide, forse anche per questo è popolarmente denominata il Monte. Si sviluppa sul versante meridionale della collina eponima. La strada era chiusa in cima dal bastione e dalla Porta urbica omonimi, demoliti agl'inizi del XX secolo; ora vi è, in posizione più avanzata rispetto alle mura, un parco al cui centro si staglia il monumento a Raffaello. Mentre in fondo, la via termina in piazza della Repubblica. Su tale strada si trovano la Casa natale di Raffaello, il palazzo di Giustizia, le chiese di San Francesco e di San Sergio (la prima cattedrale); inoltre da essa si raggiunge il parco della Fortezza Albornoz. Si tratta della via principale della contrada del Monte.
- Via Cesare Battisti (già Lavagine).

Popolarmente chiamata Lavagine, anch'essa è segnata da una decisa pendenza, chiusa a oriente dalla porta omonima, mentre a meridione confluisce in piazza della Repubblica. Si tratta della via principale della contrada di Lavagine. In origine tale via era l'accesso diretto in città, per chi proveniva da Pesaro. Nel 1919 circa, è stata intitolata all'irredentista Cesare Battisti. Su questa via si trovano la sede principale dell'Accademia Raffaello, all'interno di palazzo Viviani (a poca distanza dalla Porta urbica), e l'antica fonte del Leone, a metà della strada sulla biforcazione con via Sant'Andrea; si tratta di una fonte di notevoli dimensioni ricavata a ridosso di un tratto del muro di contenimento dell'Orto botanico. Inoltre, addossata sulla parte interna della Porta urbica, si trova la piccola chiesa di Santa Maria degli Angeli. La via, alla sua confluenza in piazza della Repubblica, è fiancheggiata da un lato, dalla chiesa di San Francesco e dall'altro dal palazzo dell'ex collegio Raffaello.
- Via Donato Bramante (già Santa Lucia).

Il tratto in lieve pendenza di questa via, è chiamato popolarmente Santa Lucia, come la Porta urbica che ne delimita l'estremità settentrionale; l'altra estremità segna la confluenza in via Raffaello. Anticamente questa strada, garantiva l'accesso diretto in città, per coloro che provenivano da settentrione. Infatti, nel 1860, le prime truppe piemontesi entrarono in città, proprio attraverso la Porta e la via suddette. Il nome Santa Lucia deriva dall'antico monastero dedicato all'omonima Santa, che si trovava sull'angolo tra Largo Clemente XI e Via Viti; la chiesa e il monastero non sono più esistenti. Su tale via si trova la chiesa di Santo Spirito, che ha il proprio ingresso su Largo Clemente XI nel quale vi è la statua di papa Celestino V (compatrono della città) e un piccolo monumento, formato da una colonna di origine romana, dono del cardinale Annibale Albani nel 1739; da questo Largo si forma una biforcazione, a sinistra la via sale fino alla Porta urbica mentre a destra si arriva davanti alla scuola elementare "Giovanni Pascoli", che sorge sul luogo dove, fino al 1932, vi era il giardino di Santa Lucia. Lungo la strada, poco distante da Largo Clemente XI, si trovano Palazzo Albani, l'Orto Botanico e la sede centrale del Liceo Artistico Scuola del Libro.
- Via Aurelio Saffi (già San Polo).

Popolarmente chiamata San Polo, dall'ex chiesa di San Paolo, che si trova nella parte alta della via, di proprietà dell'Università che l'ha trasformata in laboratorio di restauro. L'attuale denominazione risale agli inizi del XX secolo. Rappresenta la principale strada della contrada di San Polo. La via si caratterizza in città come una delle più ripide, assieme al Monte; si sviluppa lungo il versante meridionale del colle del Poggio, scendendo da nord verso sud. La strada è chiusa a meridione dal bastione omonimo, mentre a settentrione confluisce in piazza del Rinascimento. La parte più alta, situata sulla sommità del Poggio, rappresenta una delle più antiche zone del centro storico; in essa si trovano: palazzo Montefeltro-Bonaventura, il monastero di Santa Caterina e l'ex chiesa di San Pietro Celestino V; mentre all'inizio della discesa, si trovano l'ex convento di San Benedetto - palazzo Battiferri (ora Facoltà di Economia) e la sopraccitata ex chiesa di San Paolo. La via corrisponde, approssimativamente, all'estremità meridionale dell'antico Cardo massimo della città romana. A metà della via, all'altezza della confluenza con via San Girolamo, si possono vedere i resti della Porta di Belisario, antico accesso meridionale della cinta muraria medievale. Altri monumenti di questa via sono l'edificio decarliano dell'ex Facoltà di Magistero, nato dall'abbattimento del convento di Santa Maria della Bella, la cui chiesa sconsacrata è stata incorporata nel nuovo edificio; altro monumento è la chiesa di Sant'Agostino, che presenta all'esterno una facciata gotica mentre l'interno è frutto del rinnovamento settecentesco voluto da papa Albani, per le principali chiese cittadine; legato a tale chiesa vi è anche l'ex convento (ora Facoltà di Giurisprudenza), che ha il proprio ingresso sul retro, verso le mura. A un estremo della via, in fondo alla discesa, vi è la casa dove abitò lo scrittore e poeta Paolo Volponi; proprio sul luogo dove sorge tale casa, vi era il passaggio che collegava San Polo all'omonima Porta urbica, non più fruibile ma ancora esistente. Questo passaggio venne chiuso nel XIX secolo, a seguito della costruzione della barriera daziaria e della nuova strada lungo le mura.
- Via Federico Barocci (già San Giovanni).

Popolarmente detta di San Giovanni. La via si sviluppa trasversalmente, sul versante sud-occidentale della collina del Monte, in posizione intermedia tra l'area soprastante della fortezza Albornoz e la sottostante via Mazzini (Valbona). Per la sua posizione, ha un andamento pianeggiante, caratterizzato solo da lievi pendenze. Il nome attuale risale agli inizi del XX secolo. Questa via riveste un'importanza storico-artistica per la città, in quanto, lungo tale strada sono nati e vissuti molti uomini illustri, tra cui lo stesso Federico Barocci e i suoi fratelli, celebri costruttori di orologi (Simone, Giovanni Battista e Giovanni Maria); ma non solo: Giovan Battista Comandino (architetto militare) e suo figlio Federico (matematico), Lorenzo Vagnarelli (costruttore di strumenti matematici) e il fratello Pietro (architetto militare), Pompilio Bruni (costruttore di strumenti matematici), Marco Montano (letterato) e Pier Girolamo Vernaccia (storico). Inoltre su questa via si trova l'oratorio di San Giovanni, quello di San Giuseppe e quello delle Cinque Piaghe. Da questa strada si può godere di un'ampia veduta del Palazzo Ducale, con i suoi celebri Torricini, e della cattedrale.

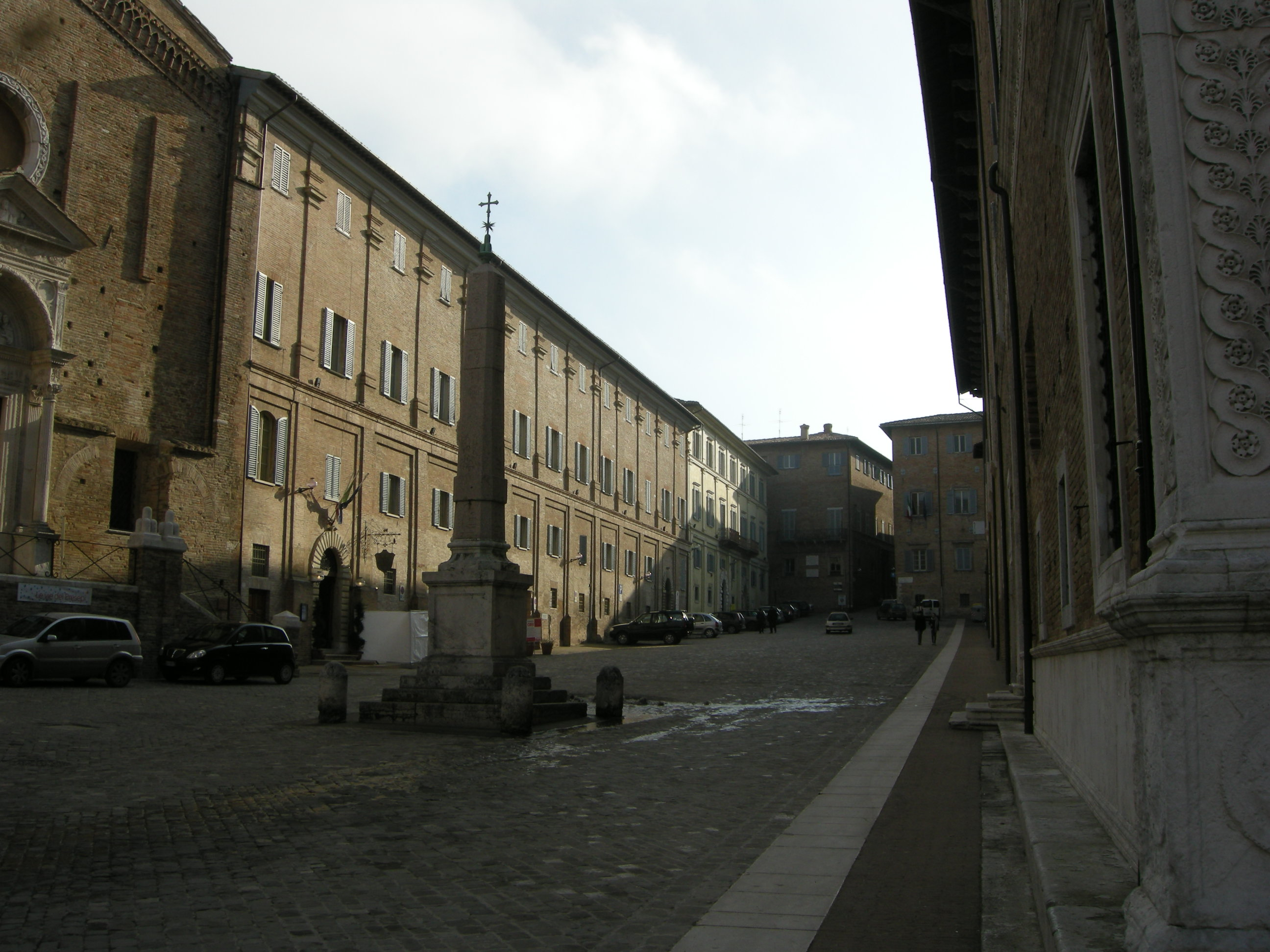
Piazza Rinascimento
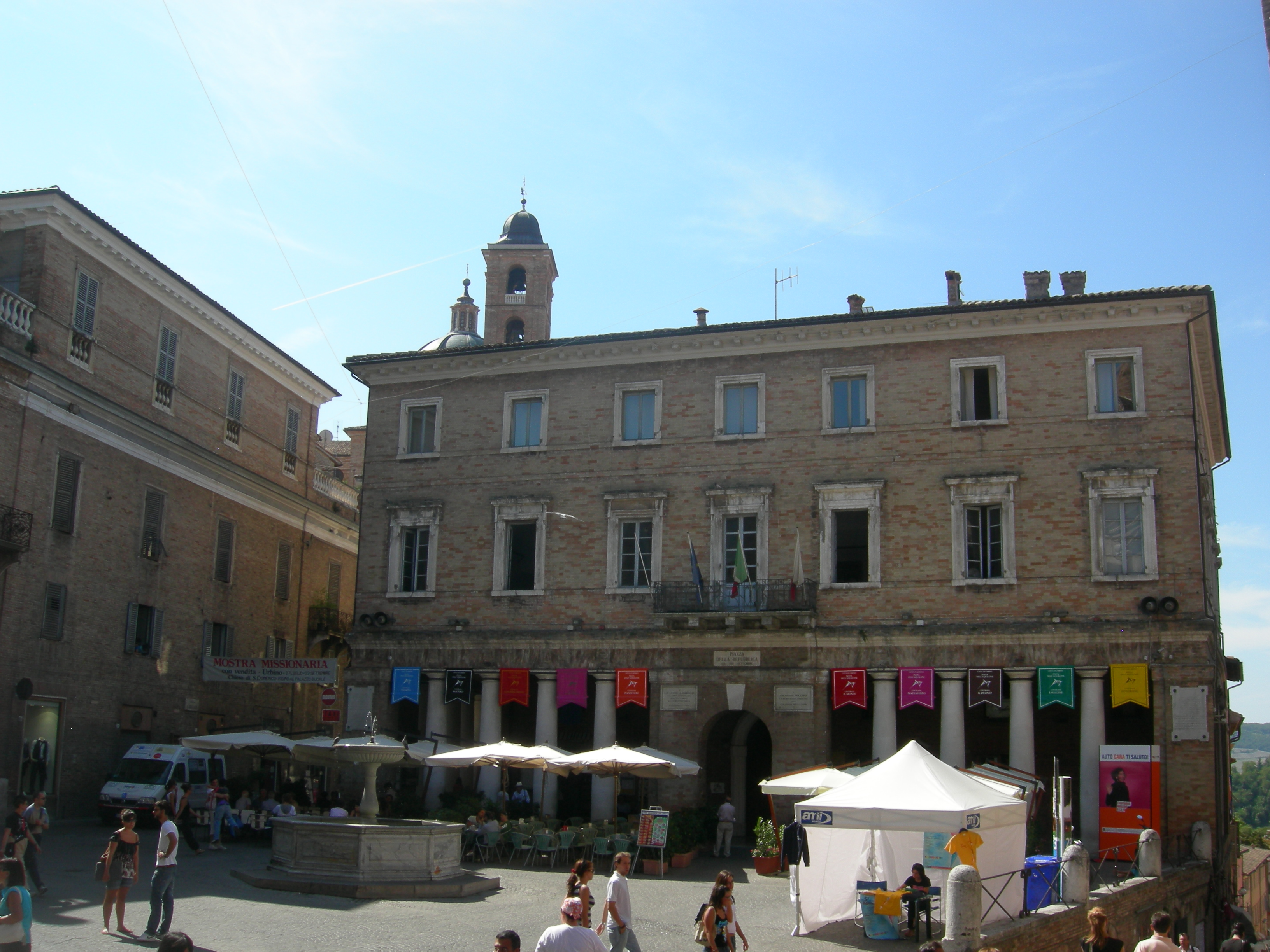
Piazza della Repubblica
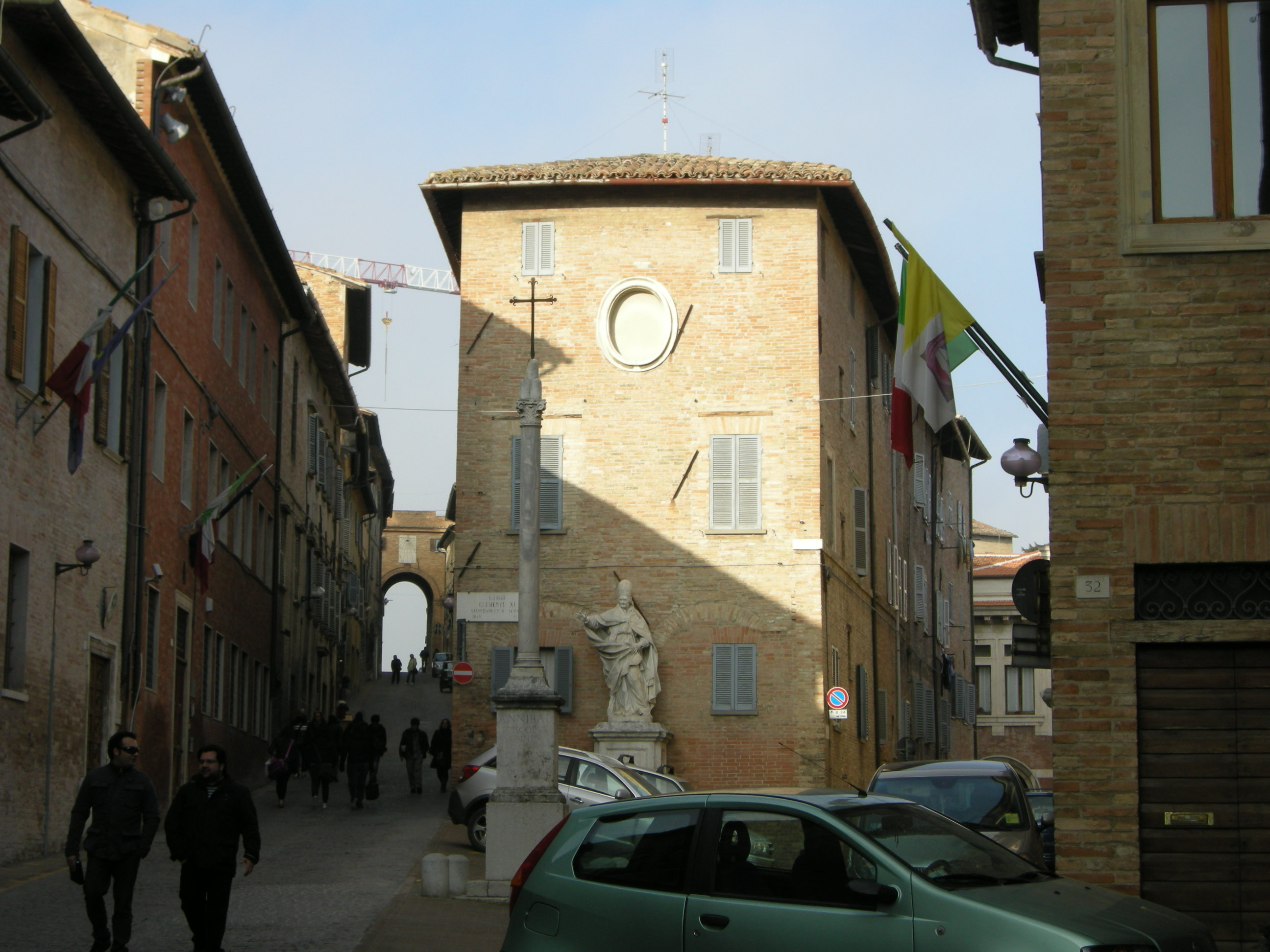
Via Bramante verso porta S. Lucia
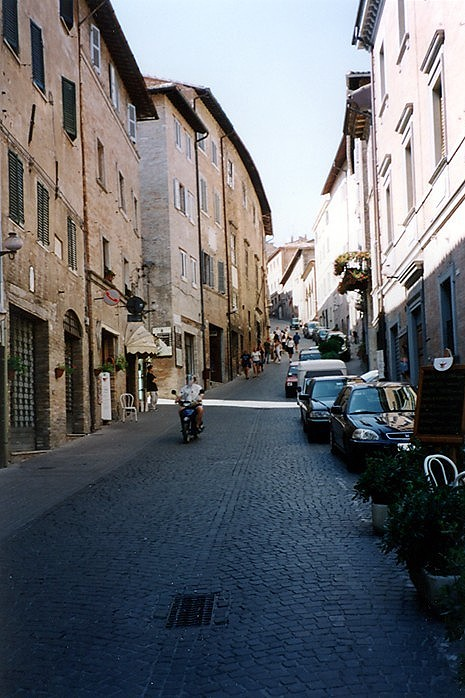
Via Raffaello (Il Monte)
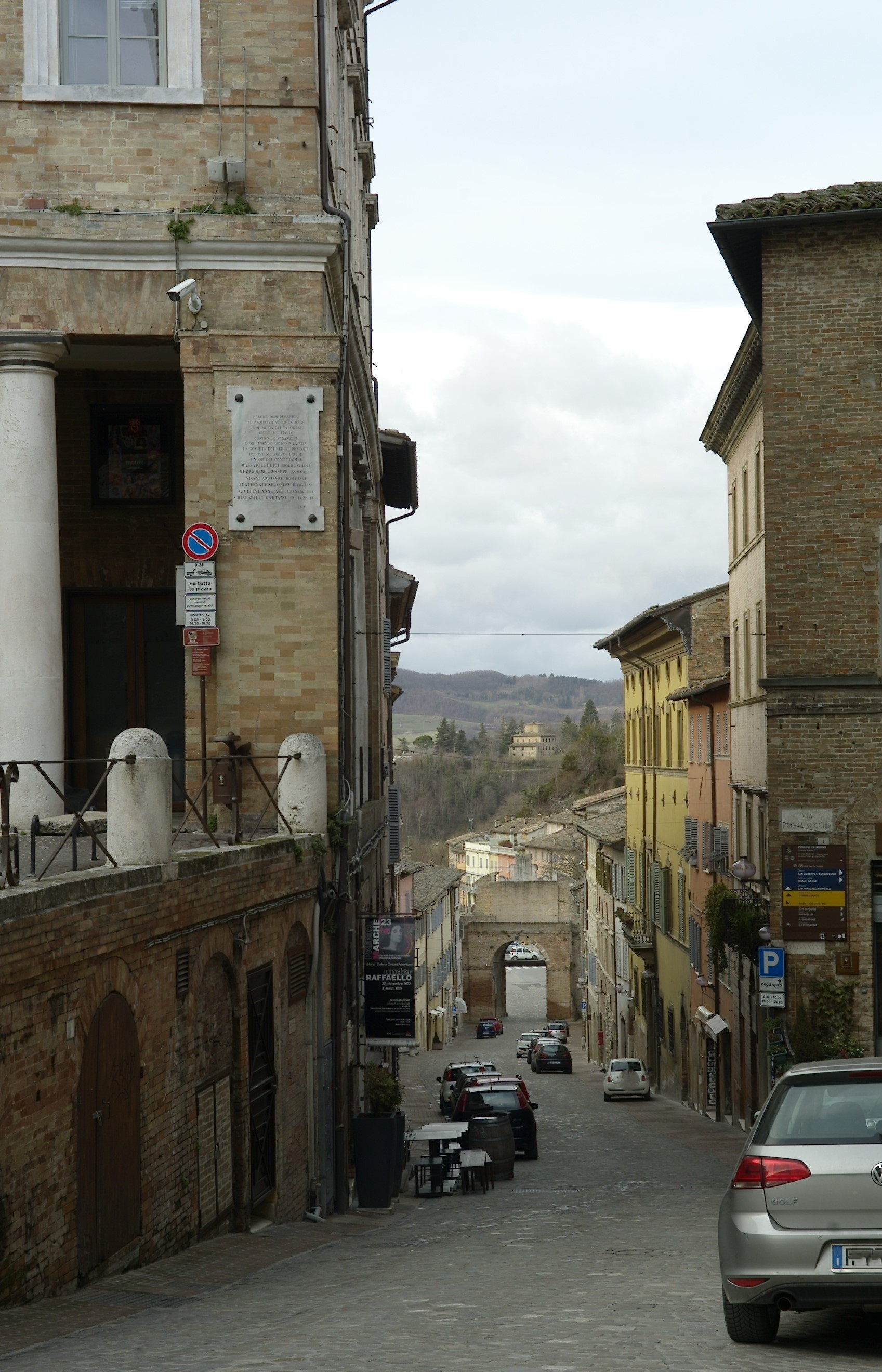
Via Mazzini (Valbona) verso la Porta
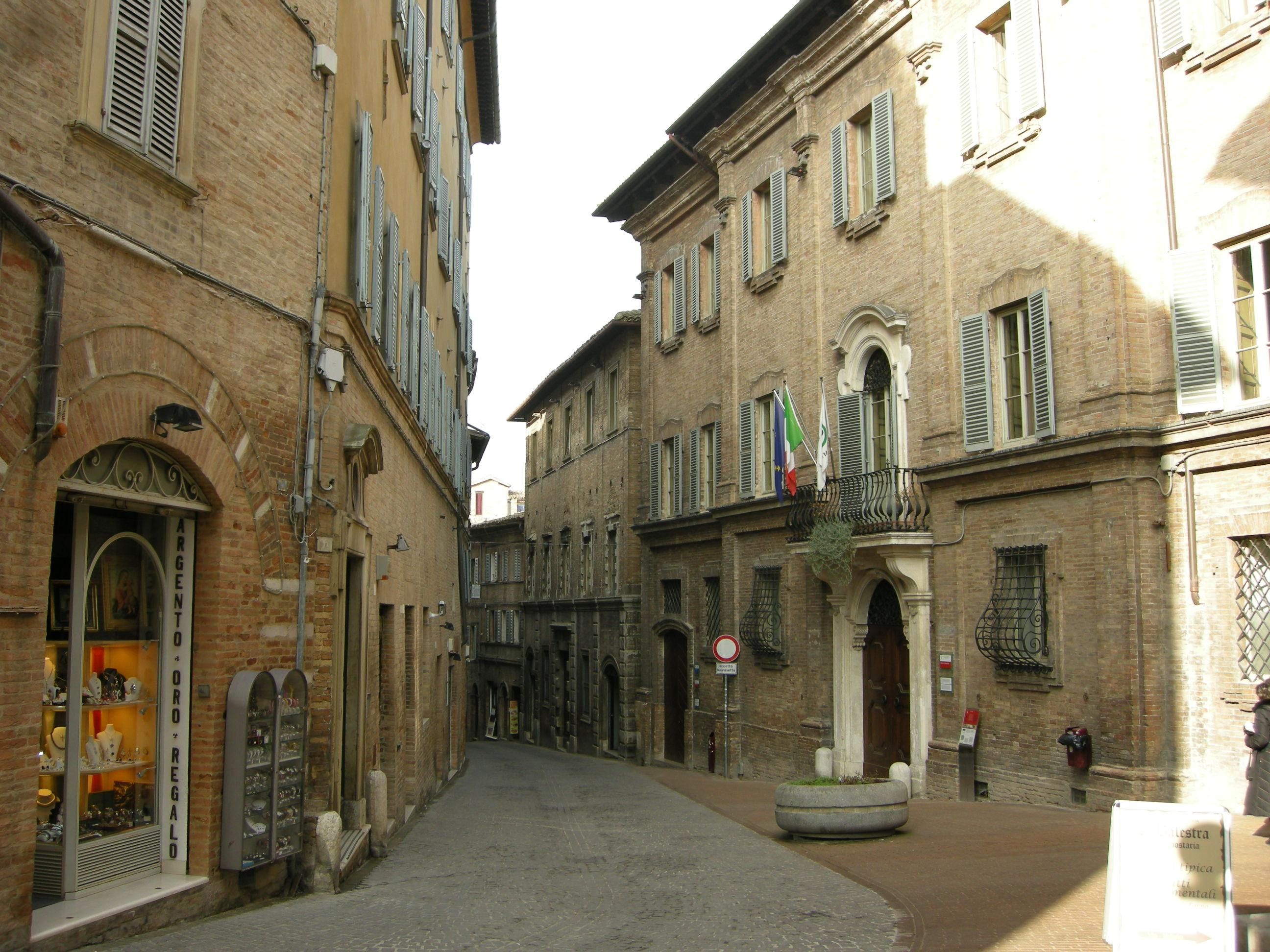
Via Vittorio Veneto

#### Piole e Volte

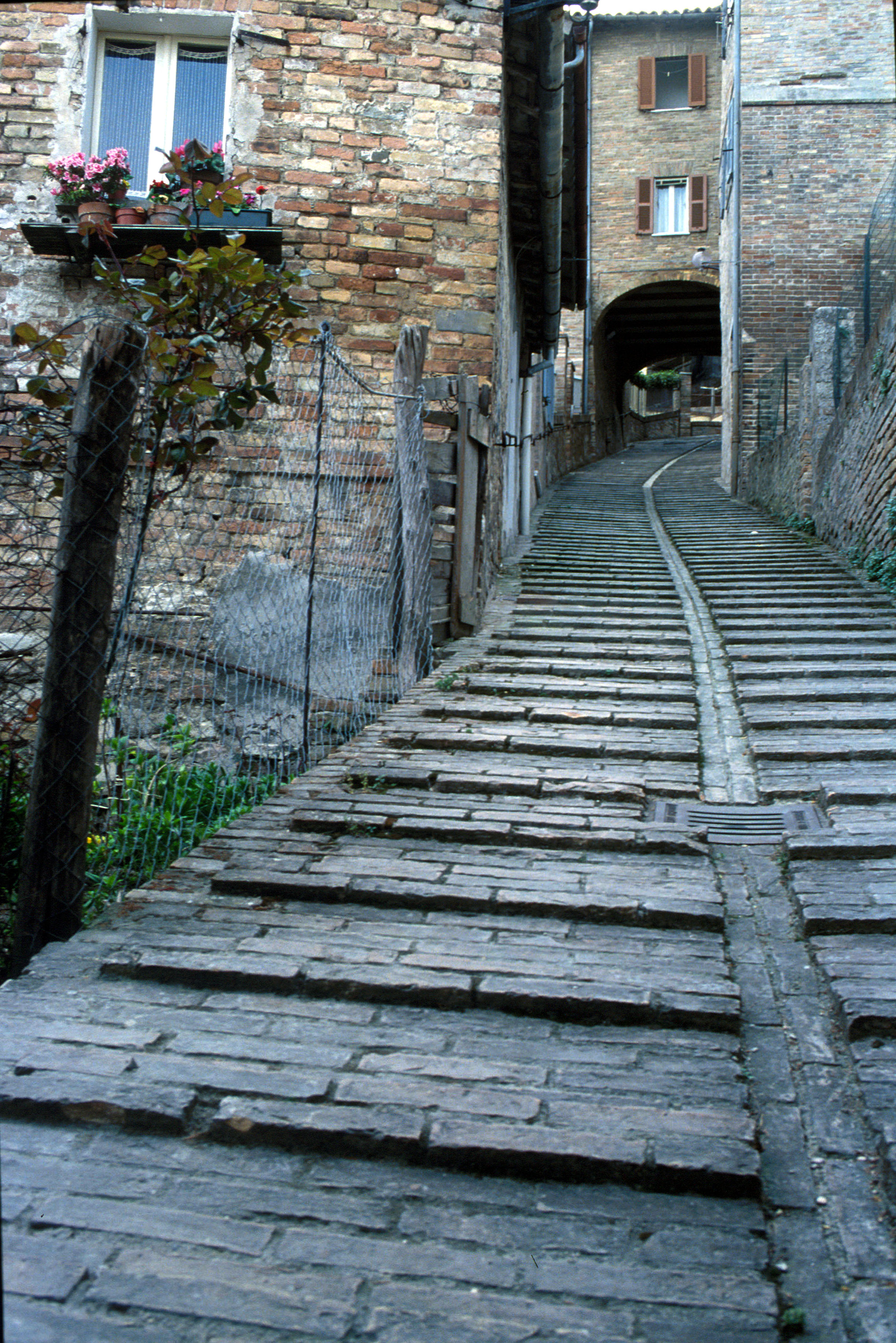
Piola San Bartolo con Volta sullo sfondo

La Piola è un tipico vicolo della città, caratterizzato da rampe particolari, scandite da file di mattoni in rilievo, parallele tra loro e perpendicolari o oblique al canale di scolo dell'acqua piovana, simili a una scala a pioli. Fungono da appoggio per i piedi, soprattutto qualora la pavimentazione risulti particolarmente scivolosa per via delle precipitazioni piovose o nevose. Questa particolare tipologia di rampe si ritrova nei vicoli più stretti, praticabili solo a piedi o troppo ripidi, o sui lati di alcune vie principali, nei punti più ripidi, affiancata da corrimano metallici. La Volta invece è un vicolo in parte o totalmente coperto tra gli edifici, spesso con soffitti a volta di botte (da cui il nome) o anche architravati. In molti casi le Volte hanno la pavimentazione a Piola.

#### Decoro urbano
- Obelisco egizio. Uno dei dodici obelischi egizi originali in Italia, si trova in piazza Rinascimento, di fronte al lato orientale del Palazzo Ducale e davanti alla chiesa di San Domenico. Formato da quattro blocchi sovrapposti e con una croce in bronzo sulla sommità, risale all'epoca di Hofra o Apries. Arrivò a Urbino nel 1737, portato da Annibale Albani, cardinale parente di Clemente XI.
- Il Monumento a Raffaello. Realizzato dallo scultore Luigi Belli tra il 1883 e il 1894. Fu inaugurato il 22 agosto 1897 in piazza Duca Federico, davanti all'ingresso principale del Palazzo Ducale. Nel 1947 venne trasferito in cima a via Raffaello, dove si trova tuttora.[53]
- Statua di San Pietro Celestino (Papa Celestino V). Il monumento si trova in Largo Clemente XI, vicino alla chiesa di Santo Spirito. La statua, opera dell'artista romano Bartolomeo Bincillotti, fu eretta nel 1737. In origine doveva rappresentare il pontefice Alessandro VIII, come omaggio del cardinale Annibale Albani, per ringraziarlo delle opere benemerite compiute in favore della città. Però, durante l'occupazione francese (1797-1801), l'allora arcivescovo Spiridione Berioli per paura che la statua fosse distrutta, dato che rappresentava un pontefice, decise di farla modificare e di dedicarla al compatrono cittadino San Pietro Celestino V.
- Fonte del Leone o Barberina. Rappresenta il terminale di una condotta sotterranea dell'antico acquedotto, di origine romana. Si tratta della principale fontana cittadina, usata verso il XV secolo anche come lavatoio, secondo le ultime ricerche[54]. Il monumentale prospetto fu realizzato agl'inizi del XVIII secolo, per volontà del cardinal Annibale Albani, a ridosso del muro di contenimento dell'Orto Botanico, antico orto del convento francescano. Fu restaurata alla fine degli anni novanta del XX secolo, in quell'occasione venne collocata nella nicchia centrale, una copia della statua popolarmente detta Barberina, donata dalla Società del Soldo, raffigurante una figura allegorica del Metauro o una Ninfa[55]; l'originale di epoca romana, ivi collocato dopo la ristrutturazione voluta dall'Albani, era stato rimosso verso la metà del XX secolo e ora si conserva presso l'Istituto universitario di Archeologia di Palazzo Albani. Il termine Barberina è di origine popolare, probabilmente per le treccine che adornano i capelli della statua e rieccheggianti le capigliature di alcune popolazioni africane[56].
- Monumento a San Crescentino. Situato nell'antica piazza Farina (ora Largo San Crescentino), davanti alla facciata settecentesca del palazzo comunale. Fu eretto nel 1737 e si compone di un'ara e di una colonna in pietra, provenienti dalla chiesa dei Santi Apostoli di Roma, dono del cardinale Annibale Albani. Sulla sommità del monumento, fu collocata una piccola statua bronzea del Santo, realizzata da Camillo Mariani. Tale scultura fu poi rimossa e, per proteggerla meglio dagli agenti atmosferici, spostata all'interno della Galleria nazionale delle Marche. Dal 2009, una copia della statua è stata ricollocata sulla sommità del monumento, che dal 2010 è stato restaurato; nel medesimo anno il luogo nel quale si trova, è stato intitolato all'omonimo santo.
- Fontana di Papa Benedetto XIII. Si trova in via Bramante, davanti all'ingresso principale di palazzo Albani. Fu realizzata nel 1729, da parte della comunità cittadina, come ringraziamento al pontefice per le opere benemerite compiute in favore della città. Attingeva l'acqua dalla condotta sotterranea di Santa Lucia dell'antico acquedotto cittadino[57].
- Fontana di piazza della Repubblica. È situata al centro di piazza della Repubblica. Venne realizzata nel 1908, su progetto di Diomede Catalucci. Fu rimossa nel 1927 e reintrodotta nella seconda metà degli anni novanta.
- Esedra di Corso Garibaldi. Fu costruita in concomitanza con l'erezione del prospiciente Teatro Sanzio, nell'ambito degli interventi architettonico-urbanistici di sistemazione dell'area circostante, su progetto di Vincenzo Ghinelli. L'esedra in particolare fu realizzata per agevolare le manovre delle carrozze delle persone che si recavano a teatro.[58]

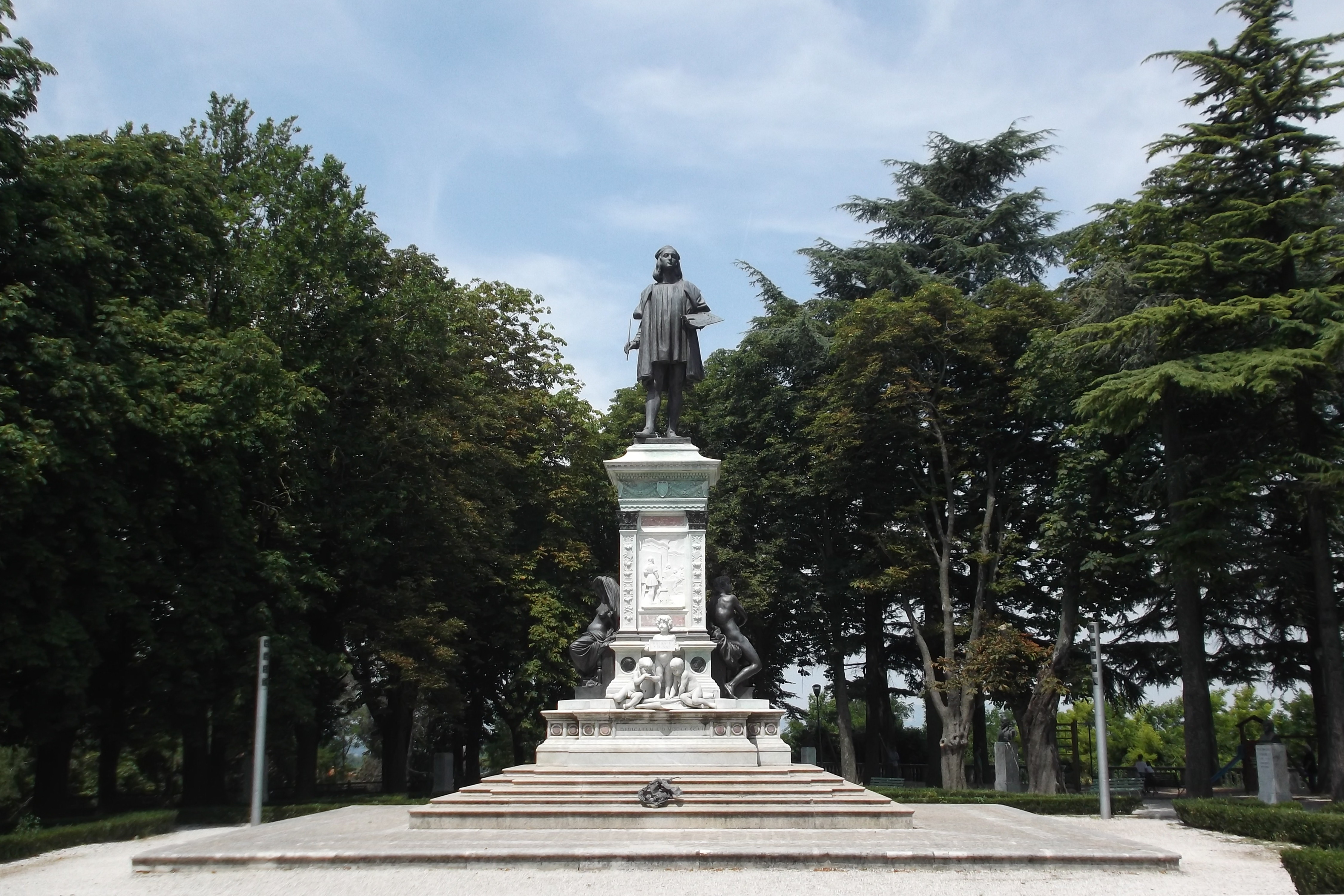
Monumento a Raffaello
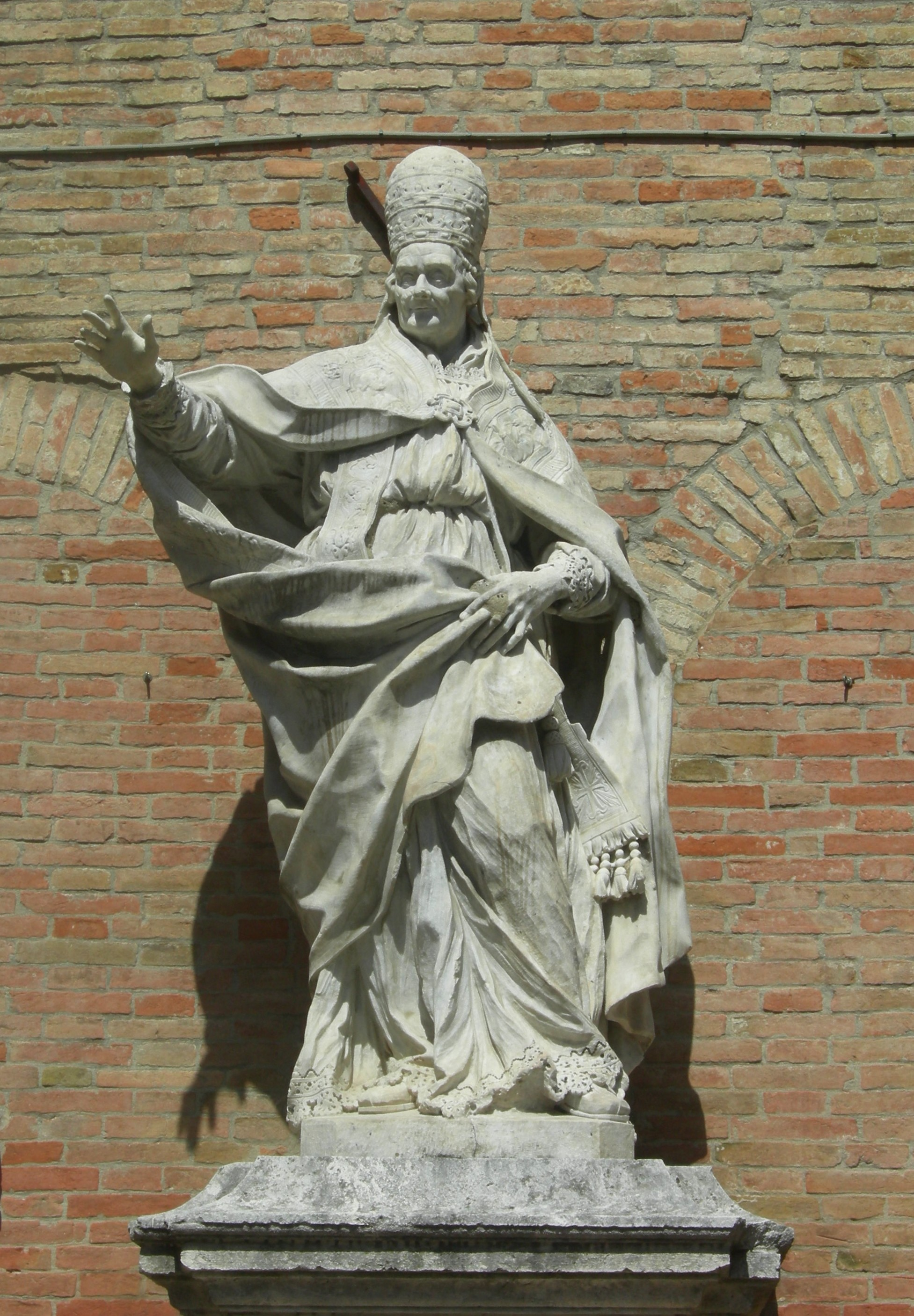
Statua di San Pietro Celestino V Papa
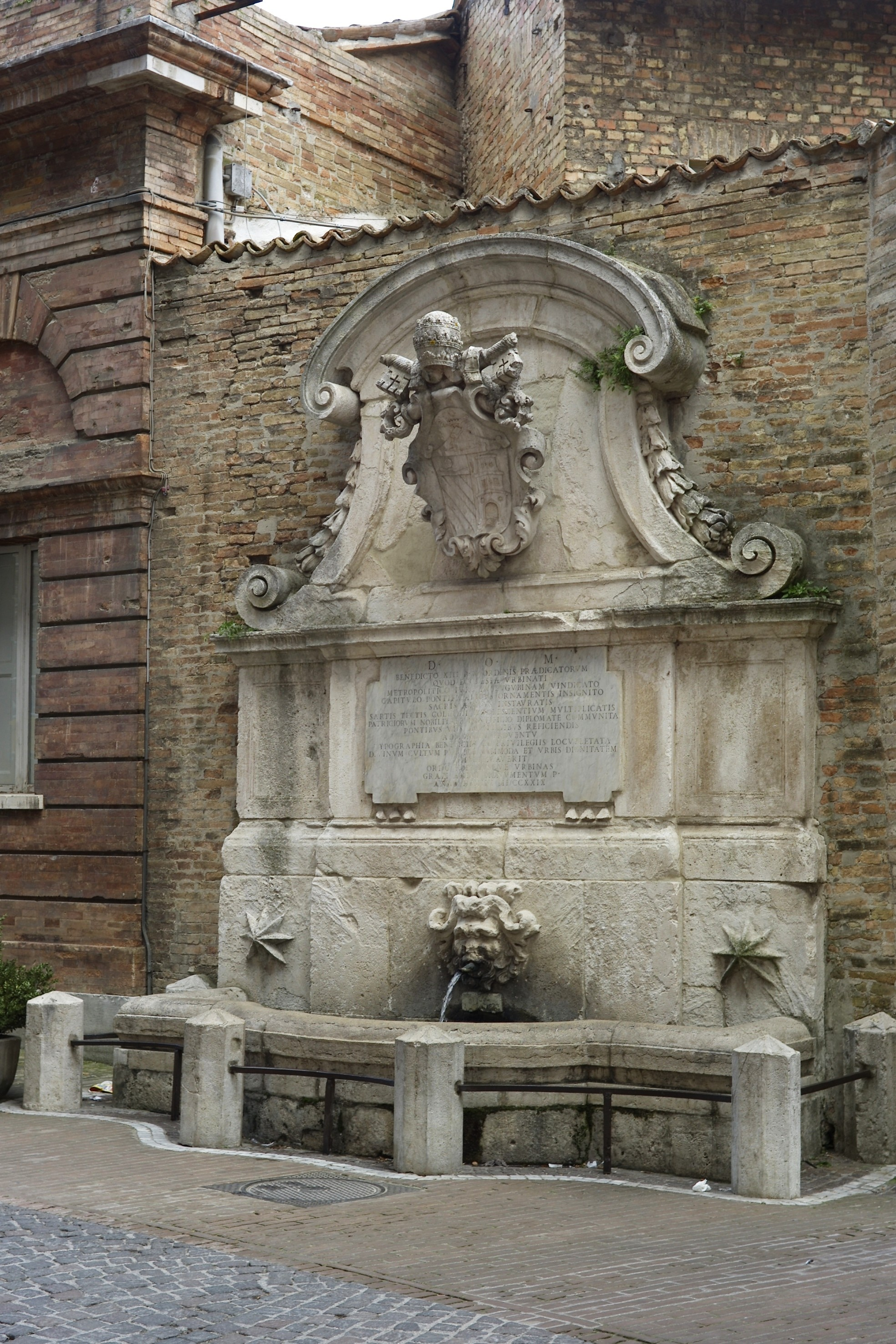
Fontana di Papa Benedetto XIII
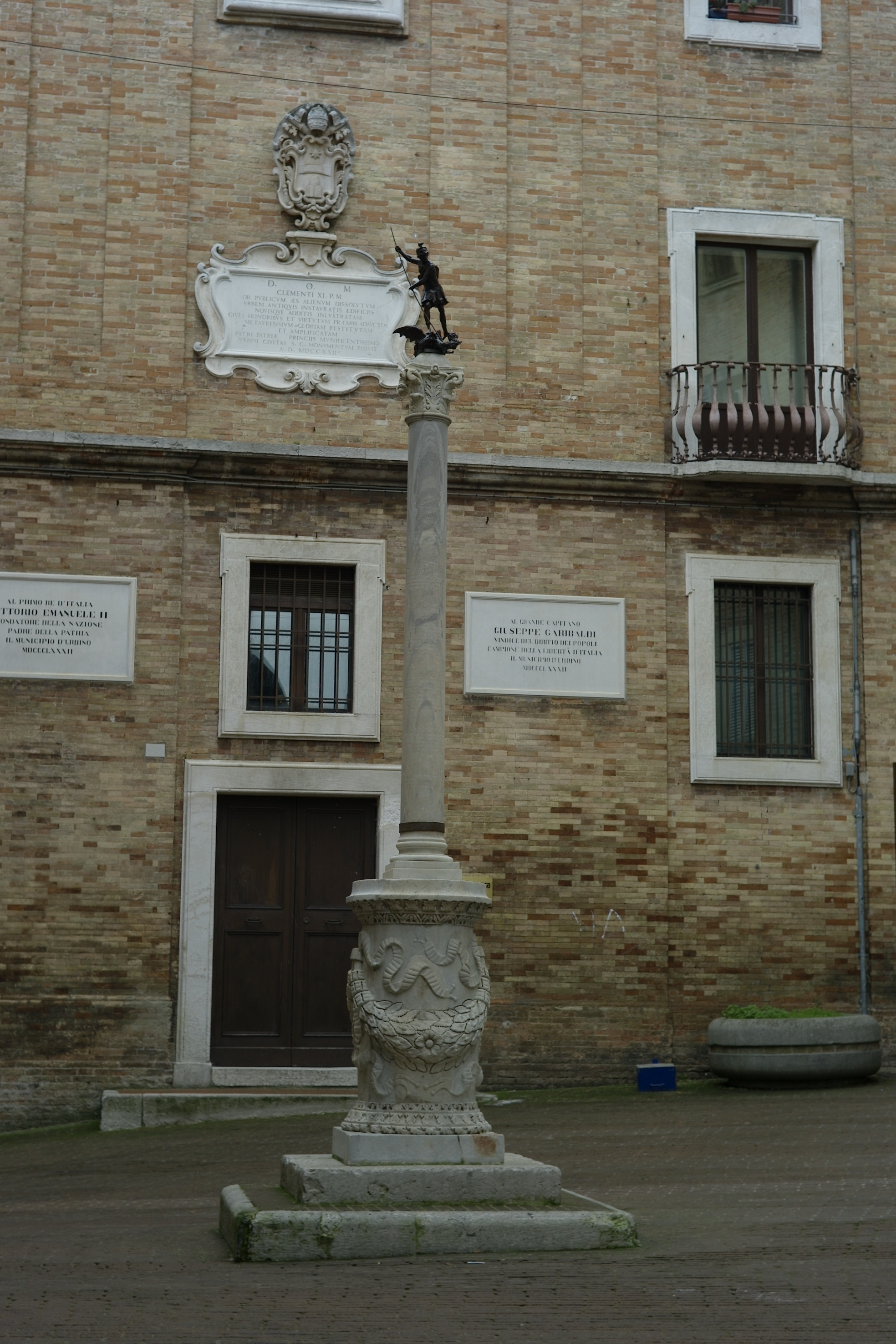
Monumento a San Crescentino
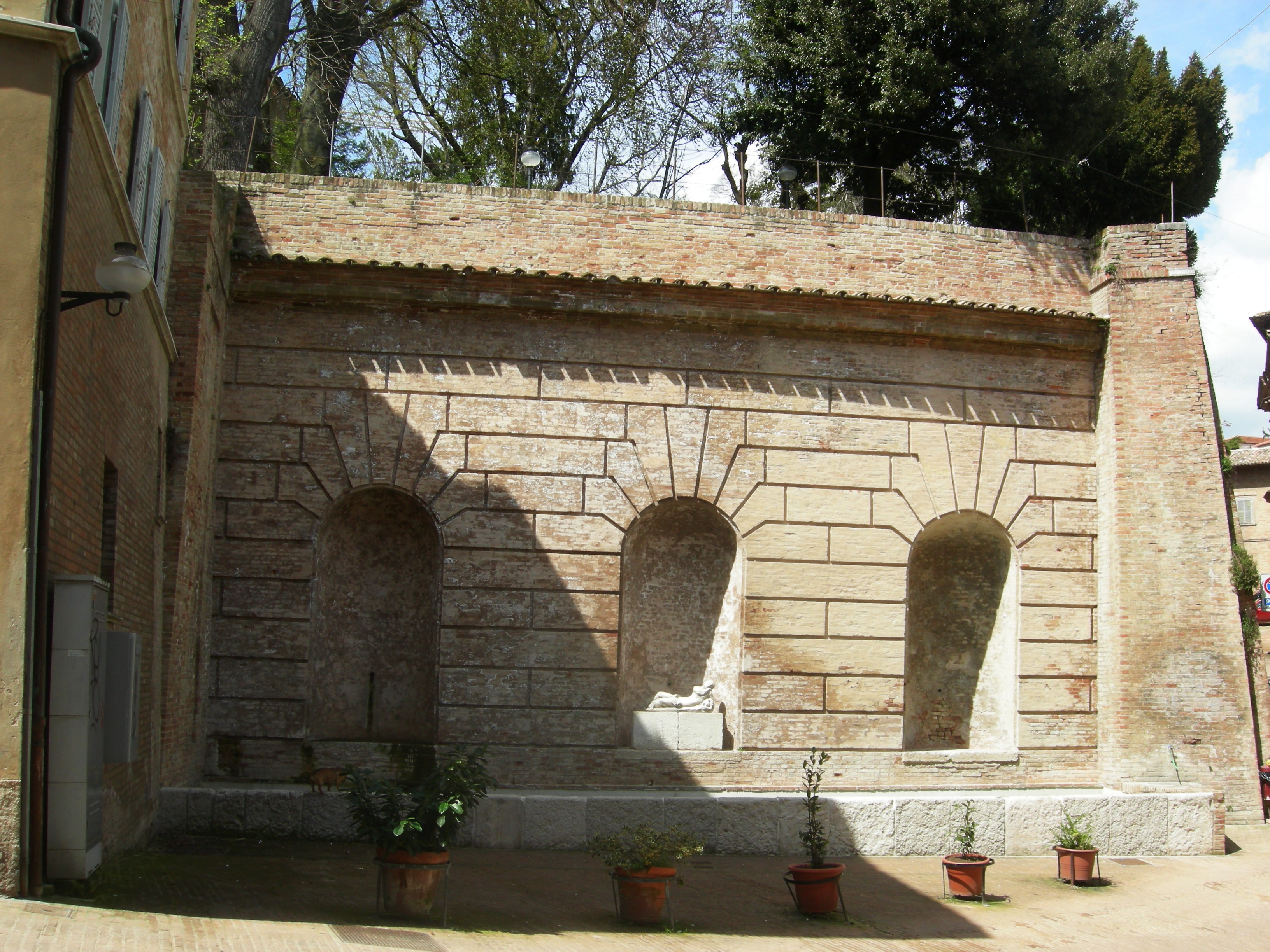
Fonte del Leone o Barberina

### Architetture di De Carlo
- Il nuovo Magistero (Facoltà di Sociologia) e Palazzo Battiferri (Facoltà di Economia)

Sono esempi di interventi architettonici moderni equilibrati in un tessuto urbano antico, senza creare anacronismi o falsi storici. Il progetto viene curato dall'architetto Giancarlo De Carlo, già progettista dei collegi universitari.
- Collegi universitari

Situati sul colle dei Cappuccini e realizzati tra il 1962 e il 1983, sono a livello mondiale considerati capolavori dell'architettura degli anni settanta, per la densità di significati che contengono (architetto Giancarlo De Carlo). Tre collegi universitari portano nomi che li identificano per la forma, "Tridente", "l'Aquilone" (o anche "le Serpentine") e "la Vela", e uno per la posizione ("il Colle"). Il loro aspetto combina in modo ben riconoscibile calcestruzzo a vista e mattone.

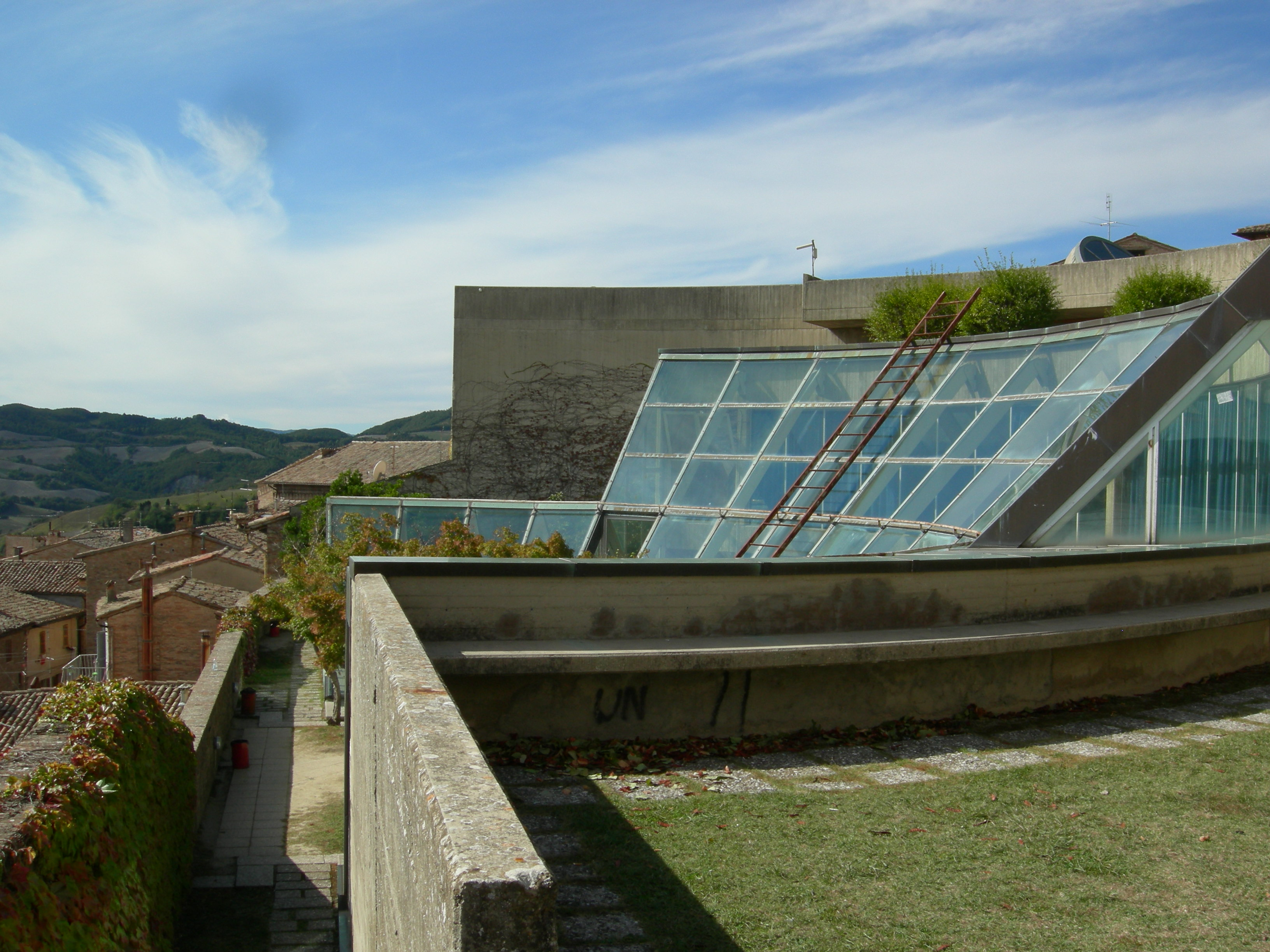
Il nuovo Magistero
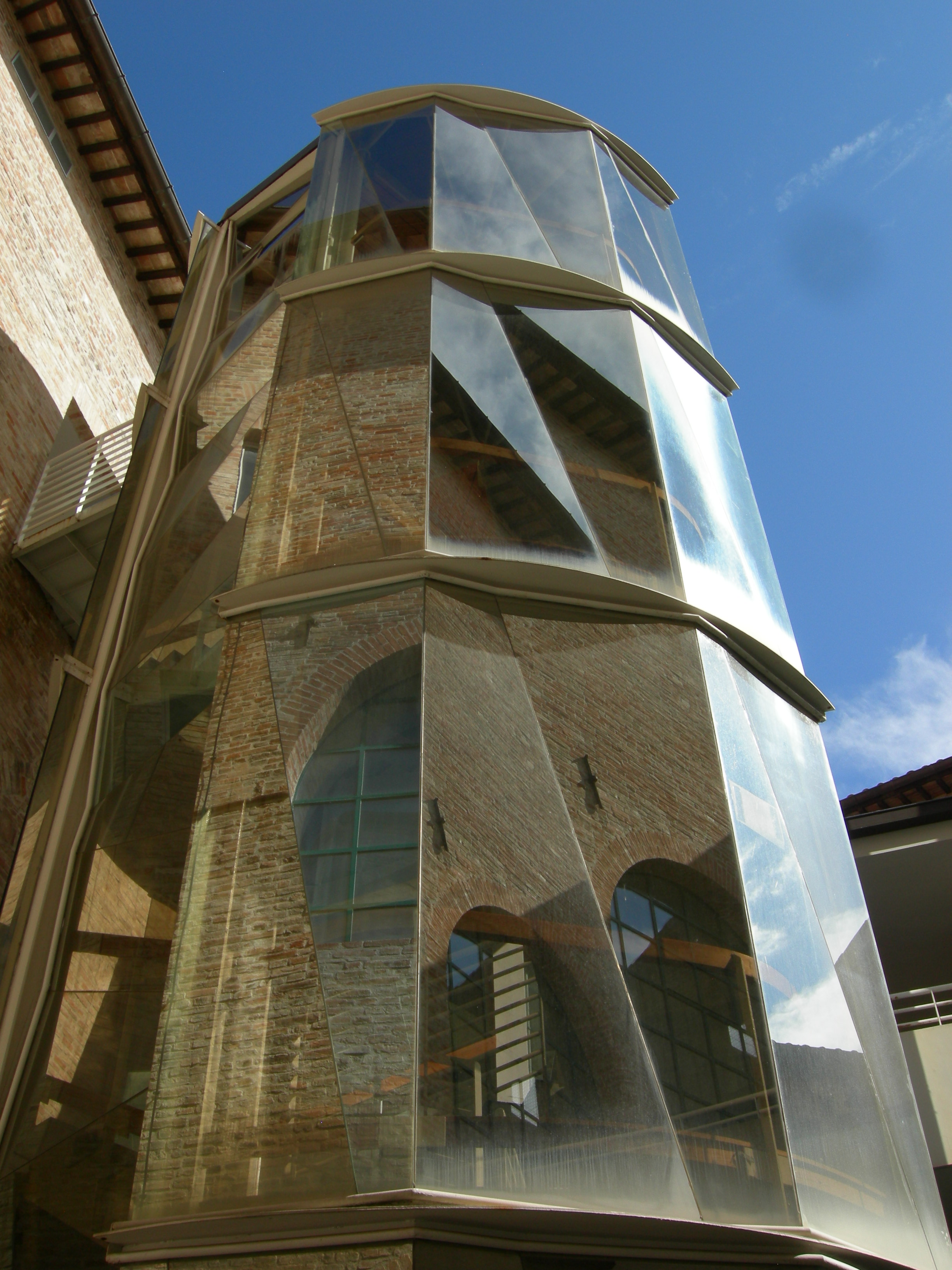
Particolare di Palazzo Battiferri
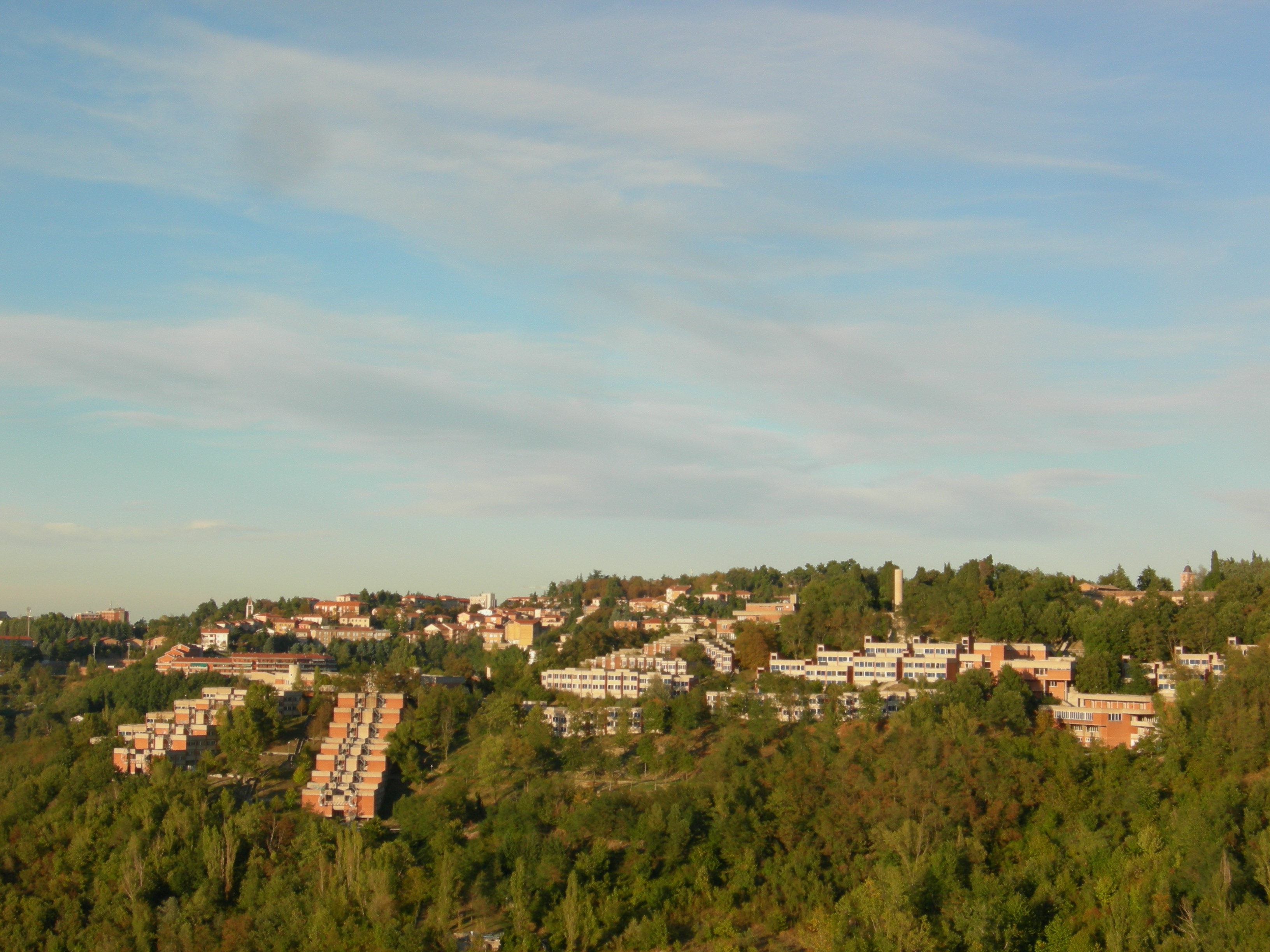
I Collegi universitari

### Siti archeologici
- Teatro romano di Urvinum Mataurense.[59]
- Domus romana di via Santa Chiara.[60][61]

#### Siti di archeologia industriale
- Ex fornace Volponi. Si tratta di una fornace di tipo Hoffmann[62], situata sul fondo della valle tra il versante orientale del centro storico e le colline delle Cesane, lungo la strada che scende verso Fermignano e la valle del Metauro. Fu eretta verso il 1908 e rimase in attività fin verso il 1974, per poi venire abbandonata. In origine fu proprietà della famiglia dello scrittore Paolo Volponi. Nel 2024 i ruderi dell'edificio sono stati acquistati dal Comune[63].

### Aree naturali
- Parco della Resistenza, è situato sulla cima del colle del Monte, sotto alla Fortezza Albornoz, con un ingresso principale in via dei Maceri ed uno, attraverso la cinta muraria, nella sottostante via B. Buozzi. Fu istituito nel 1973; ma per la sua estensione pianeggiante e per la sua posizione vicina al centro e panoramica, ha ospitato, dalla metà del XX secolo, svariate manifestazioni, come la gara principale della Festa dell'aquilone, dalle origini (1955) fino al 1990. In passato l'area fu usata come orto dal vicino convento degli Scalzi, dalla seconda metà del XVII fino alla metà del XX secolo.
- Parco della Rimembranza, si trova sul colle, dietro alla chiesa della Madonna di Loreto, a nord-ovest della città, ad 1 km circa dal centro storico, lungo via F. Comandino. Fu istituito nel 1935, grazie alla donazione di quest'area da parte di Angelo Moscati. Nel parco vi sono dei cippi lapidei con incisi i nomi dei 371 caduti urbinati nella prima guerra mondiale.
- Parco delle Vigne, si tratta di una grande area verde situata sulla cima del colle eponimo, ove predomina un'ampia pineta, come prosecuzione oltre le mura del vicino Parco della Resistenza, tra il piazzale del Mercatale ed i nuovi insediamenti delle vie del Popolo e del Giro dei debitori. Per la sua posizione offre, come l'adiacente Parco della Resistenza, un suggestivo panorama sul centro storico. L'area è attraversata da via Fratelli Rosselli, da una via pedonale eponima e dal sentiero B. Bernardini. Il fulcro dell'area è rappresentato da un'antica casa colonica, che ospita la Biblioteca "Lilliput" per bambini e un centro per anziani.
- Parco delle Cesane

#### Alberi monumentali
Nel territorio comunale si trovano tre alberi inseriti, dal Ministero delle politiche agricole, alimentari e forestali, nell'elenco nazionale degli alberi monumentali secondo quanto stabilito dalla legge 10/2013:
- Un ginco nell'Orto Botanico cittadino, alto 28 metri e con una circonferenza del fusto di 314 centimetri. Inoltre vi è anche un faggio, risalente al 1809.
- Il platano della Scuola dell'Infanzia "Lorenzo Valerio", risalente al 1700 circa, alto 28 metri e con una circonferenza del fusto di 500 centimetri.
- La roverella di Palazzo del Piano.

## Società

### Evoluzione demografica
Abitanti censiti

### Etnie e minoranze straniere
Secondo i dati ISTAT al 1º gennaio 2023 la popolazione straniera residente era di 1.216 persone e rappresentava il 8,8% della popolazione residente. Le comunità straniere più numerose sono:
1. Marocco, 284 (23,36%)
2. Romania, 208 (17,11%)
3. Moldavia, 71 (5,84%)
4. Kosovo, 66 (5,43%)
5. Macedonia del Nord, 58 (4,77%)
6. Albania, 55 (4,52%)
7. Nigeria, 44 (3,62%)
8. Polonia, 39 (3,21%)
9. Ucraina, 36 (2,96%)
10. Cina, 24 (1,97%)

#### La comunità giudaica
Urbino è sede di una delle più antiche comunità ebraiche d'Italia, che prosperò grazie alla protezione accordatale da Federico da Montefeltro. Il ghetto fu stabilito solo agli inizi del XVII secolo quando Urbino passò sotto lo Stato Pontificio. A testimonianza della storia e della vitalità della comunità rimangono le due sinagoghe (di cui una ancora integra) e l'antico cimitero a Gadana.

### Tradizioni e folclore
- Festa patronale di San Crescentino, è una processione per le vie del centro, che si svolge il 1º giugno.[70]
- Festa di Carnevale, consiste in una sfilata, a cura delle contrade cittadine, di gruppi mascherati per le vie del centro storico, che si svolge a febbraio.[71]
- Festa dei Cappuccini, si svolge, dal 1861, nel mese di agosto. È organizzata dalla Società del Soldo[72] e si sviluppa intorno all'ex convento dei Cappuccini, con aree dedicate alla gastronomia, ai concerti ed ai balli ma anche a conferenze culturali. Il ricavato della festa viene devoluto in beneficenza.[73]
- Festa dell'aquilone, è una storica gara tra le contrade cittadine, che si svolge il primo fine settimana di settembre, dal 1955.[74][75]
- Festa della Madonna del Giro, è un'antica usanza popolare diffusa nel territorio della diocesi urbinate, risalente al XV secolo[76]. Consiste nella permanenza in ognuna delle parrocchie della diocesi di un quadro della Vergine per un anno. All'arrivo della tela in una parrocchia, viene accolta naturalmente da una celebrazione e da una processione, ma anche da una vera e propria festa. Inoltre l'itinerario percorso dalla processione viene abbellito da decorazioni, realizzate dalla popolazione locale.

### Istituzioni, enti e associazioni
In quanto capoluogo di provincia, in città hanno sede diverse istituzioni pubbliche, come la sede distaccata della Prefettura, il Tribunale, l'Agenzia delle Entrate e quella del Territorio. Inoltre, data la sua importanza culturale, la città è stata sede, prima della Soprintendenza storico-artistica regionale (1939-2014), e ora della Direzione regionale dei Musei (dal 2014). È sede vescovile, l'istituzione cittadina più antica ancora esistente. Oltre a queste istituzioni, bisogna aggiungere anche il folto numero di istituzioni scolastiche e universitarie, che caratterizzano da secoli la città. Infatti, proprio per la presenza dell'università, la città ospita anche una sede dell'Ente Regionale per il Diritto allo Studio universitario (ERDIS).

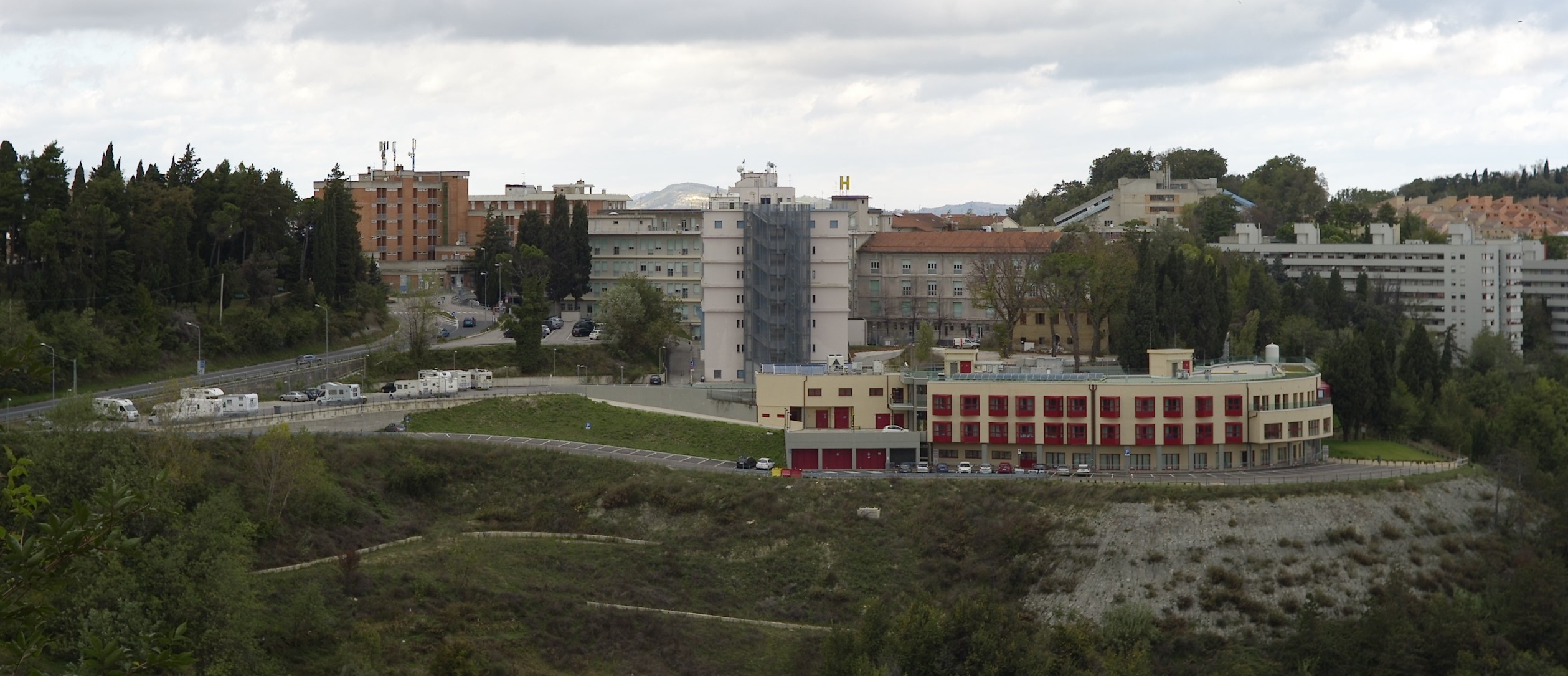
L'Ospedale e la R.S.A. Montefeltro

#### Settore sanitario
In città hanno sede alcuni uffici dell'Azienda Sanitaria Territoriale (A.S.T.) Pesaro - Urbino, una delle cinque della Regione.
Strutture sanitarie:
- Ospedale "Santa Maria della Misericordia"
- R.S.A. "Montefeltro"
- Residenza Protetta "Urbino Solidale"

## Cultura
Candidatura a "Capitale europea della cultura 2019"
La città si è candidata a Capitale europea della cultura per il 2019. Oltre alla città, il progetto avrebbe coinvolto l'intero territorio regionale, infatti il principale ente promotore era la Regione Marche. Il comitato promotore di tale candidatura era presieduto da Jack Lang, ex ministro della cultura francese. Il 12 giugno 2013 venne presentata ufficialmente, a Roma nella sede del Pio Sodalizio dei Piceni, la candidatura della città. In questa occasione fu siglato anche un protocollo d'intesa tra la città di Urbino e quella di Sofia, anch'essa candidata, per la Bulgaria, a capitale europea della cultura 2019. Il 15 novembre 2013 la città è stata esclusa dalla competizione in seguito alla decisione della giuria europea che doveva operare una selezione tra le varie città che avevano presentato la candidatura. Oltre a Urbino, tra le tante, vengono escluse Aosta, Caserta, Palermo, Pisa, Reggio Calabria, Siracusa, Taranto e Venezia.

### Istruzione

#### Archivi e biblioteche
- Sottosezione dell'Archivio di Stato di Pesaro. Situato nel piano seminterrato del Palazzo Scolastico "Giovanni Pascoli" (Istituto Comprensivo "Volponi-Pascoli"), dal 2007, quando fu trasferito dal secondo piano di palazzo Corboli Aquilini. Conserva, oltre ai documenti d'archivio, anche una biblioteca.
- Archivio del comune. È diviso tra due sedi, i documenti antecedenti ai primi anni del XIX secolo sono custoditi presso l'archivio dell'Università cittadina, mentre i documenti successivi a quel periodo sono conservati in alcuni ambienti della Scuola secondaria di primo grado "P. Volponi" (Istituto Comprensivo "Volponi-Pascoli"), nella periferia della città, e fanno parte, assieme all'archivio sanitario, della sottosezione dell'archivio di stato; nell'ottica di costituire un unico polo archivistico territoriale[86]. L'archivio storico del comune possiede anche gli archivi di alcune importanti famiglie nobili urbinati, con l'eccezione delle più importanti, ovvero quelle dei Montefeltro - Della Rovere (suddiviso tra l'Archivio di Stato di Pesaro, quello di Firenze e l'Archivio Vaticano) e degli Albani, trasferito fuori Urbino nel 1915, presso la Villa Imperiale di Pesaro (residenza dei discendenti della famiglia).
- Archivio e biblioteca diocesani. L'archivio si trova al piano terra del palazzo arcivescovile[87]. Invece la biblioteca è suddivisa tra tre sedi, l'ex seminario attiguo alla chiesa di San Sergio[88], l'ex chiesa di San Donato extra muros ed il piano terra di palazzo Petrangolini (lato posteriore, verso via Santa Chiara)[89].
- Archivio della Confraternita del Corpus Domini. È situato nei locali attigui all'oratorio della confraternita, in via G. Mazzini (Valbona)[90].
- Archivio della Confraternita della Morte. È situato nei locali attigui all'oratorio della confraternita, in via Porta Maia[91].
- Archivio della cappella musicale del Santissimo Sacramento.
- Archivi e biblioteche dell'Università. L'archivio si trova nella sede centrale di palazzo Bonaventura, assieme alla biblioteca di area umanistica. Mentre tra le biblioteche bisogna segnalare quella della Fondazione Carlo e Marise Bo, che conserva e gestisce la donazione di libri e oggetti del critico letterario, situata all'interno di palazzo Passionei Paciotti.
- Biblioteca dell'Accademia Raffaello. Situata al piano terra di palazzo Viviani, sede dell'accademia.
- Biblioteca comunale "Lilliput", è una biblioteca per bambini, nata nel 2012 e conserva un patrimonio di 1000 documenti, tra libri e DVD[92]. È ospitata nella Casa delle Vigne[93], sopra il piazzale del Mercatale.

#### Istituzioni culturali
In città sono nate diverse accademie, ma l'unica esistente è l'Accademia Raffaello; eccole elencate in ordine cronologico:
- Accademia degli Assorditi, nata sotto il ducato di Guidobaldo I da Montefeltro, aveva come emblema la nave di Ulisse con le sirene, col motto Canite surdis. Quest'accademia vanta di avere nei suoi registri i nomi di importanti letterati italiani, come Torquato Tasso, Ludovico Ariosto, Pietro Bembo, Pietro Aretino, i sommi pontefici Clemente XI e Benedetto XIV e tanti altri.
- Accademia dei Pascolini, nata nel 1659 per volontà del cardinal legato Scipione Delci; il suo stemma raffigurava un prato, sovrastato dal motto Vernant Pasqua collocato in un cartiglio volante. Lo statuto di tale accademia fu approvato nel 1688. L'Accademia sceglieva le compagnie comiche e di musica per i pubblici festeggiamenti del Carnevale. Inoltre possedeva un proprio teatro all'interno del Palazzo Ducale, che fu anche l'unico della città fino all'inaugurazione dell'ottocentesco Teatro Sanzio. All'interno del teatro, l'accademia metteva in scena commedie e tragedie realizzate da autori urbinati.
- Accademia dei Nascenti, nata nel 1699, tra i suoi fondatori si annoverano Giuseppe e Raffaele Fabretti. Il suo stemma rappresentava un anonimo e ospitale giardino adornato da fiori e fontane, con il motto Favente dilucula.
- Accademia o Colonia Metaurica, fondata nel 1701 dal conte Carlo Silvestro Palma[95]. Legata alla romana Accademia dell'Arcadia[96].
- Accademia di Scienze, Lettere ed Arti, fondata nel 1862 da Francesco Puccinotti. Istituzione dal carattere prevalentemente scientifico, con sede nel Palazzo dell'Università. Ne fece parte anche Alessandro Serpieri, assieme al Puccinotti, i membri più attivi; tant'è che dopo la morte di quest'ultimo e la partenza da Urbino del Serpieri, l'Accademia, stretta da problemi economici, cessò di esistere.[97][98]
- Accademia Raffaello, nacque nel 1869 per iniziativa del conte Pompeo Gherardi. Si tratta di un'istituzione senza scopo di lucro, impegnata nella ricerca e nella divulgazione dell'opera di Raffaello Sanzio e di altri uomini illustri e benemeriti della città; oltre a effettuare e promuovere ricerche sulla storia cittadina.

#### Scuole

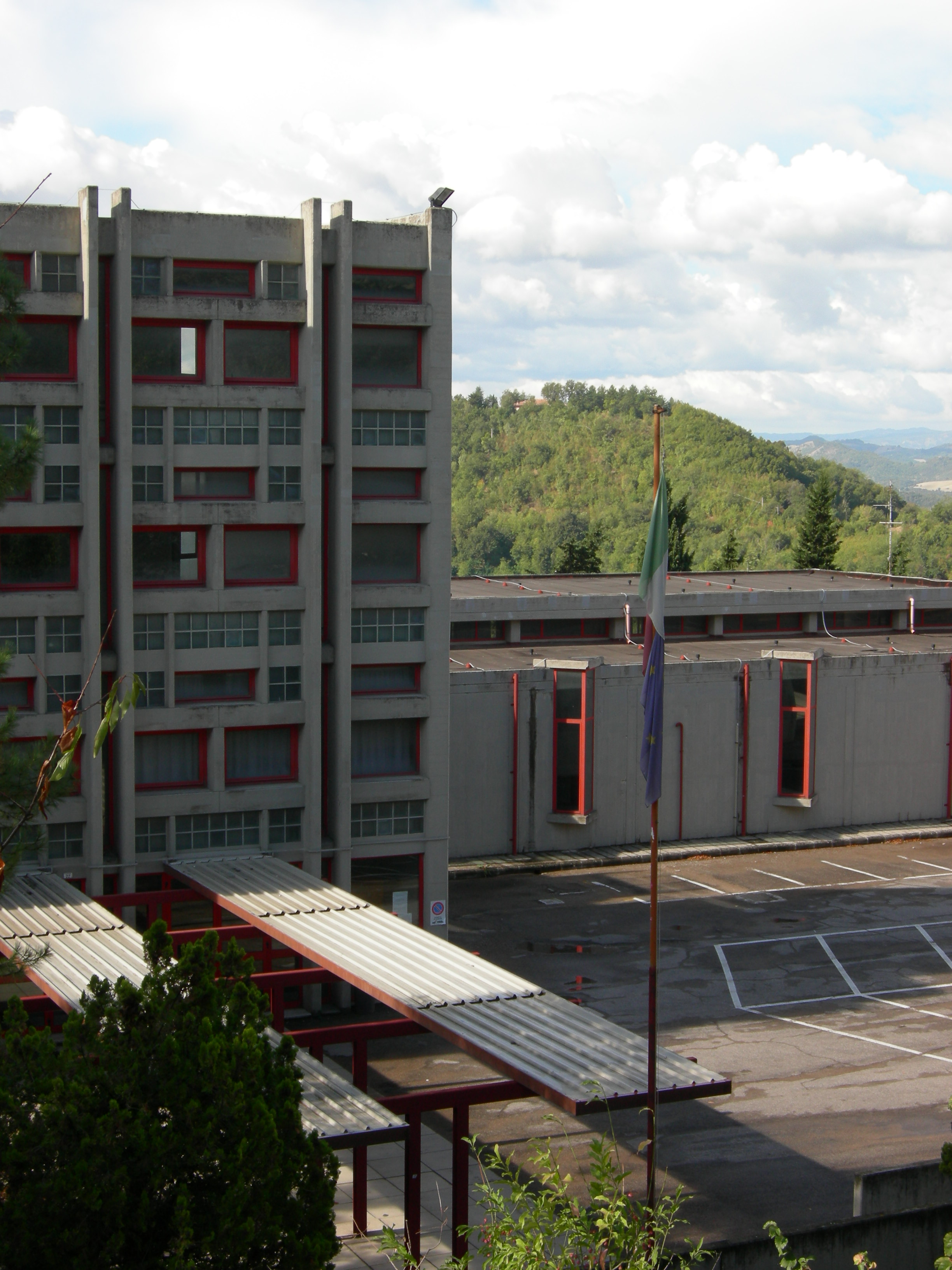
L'I.T.I.S. "Enrico Mattei", opera dell'architetto Edoardo Detti

- Istituto d'Istruzione Superiore "Raffaello". L'istituto, che comprende quattro indirizzi (liceo classico, linguistico, turistico e tecnico-economico), è una delle istituzioni scolastiche più antiche della città. Le sue origini più lontane risalgono a quel "Collegio dei Nobili" fondato in Urbino nel 1699 per volontà dell'urbinate Gianfrancesco Albani diventato poi papa Clemente XI e che, nel 1884, fu trasformato nel Regio Liceo-Ginnasio “Raffaello”, da cui discende direttamente la scuola. Per secoli la scuola è stata punto di riferimento per la gioventù di tutto un territorio al di qua e al di là dell'Appennino, annoverando tra i propri alunni persone che hanno lasciato un segno tangibile nella storia d'Italia. Il poeta Giovanni Pascoli (1855 – 1912) ne è l'esempio più illustre.[99]
- Liceo artistico "Scuola del Libro". Nata nel 1861 come Istituto di Belle Arti delle Marche, dal 1923 ha assunto la denominazione di Istituto per la Decorazione e l'Illustrazione del Libro per poi diventare Istituto d'Arte Scuola del Libro e infine la trasformazione in Liceo Artistico. La scuola è stata molto rinomata nel campo dell'illustrazione e decorazione del libro, verso la prima metà del XX secolo. Dalla seconda metà del secolo si è imposta nel campo delle arti grafiche, soprattutto nell'incisione.

- Istituto Tecnico Industriale Statale "Enrico Mattei"[100]. L'edificio, in cui ha sede la scuola, è stato progettato da Edoardo Detti e realizzato tra il 1961 e il 1981[101]; si tratta del maggior complesso architettonico contemporaneo della città, dopo i Collegi universitari di De Carlo. Conta oltre 1 100 studenti. Si compone di quattro indirizzi, dopo un biennio comune, e sono: chimica, materiali e biotecnologie; elettronica, elettrotecnica e robotica; informatica e telecomunicazioni; meccanica, meccatronica ed energia.
- Liceo scientifico e delle scienze umane "Luciano Laurana - Bernardino Baldi"[102]. Si compone di quattro indirizzi: liceo scientifico nuovo ordinamento, liceo scientifico delle scienze applicate, liceo delle scienze umane, liceo delle scienze umane economico-sociale.
- Istituto Comprensivo "Paolo Volponi - Giovanni Pascoli"[103]. Nel 2024 gli istituti "P. Volponi" e "G. Pascoli" sono stati fusi in un unico istituto. Comprende otto scuole dell'infanzia (due nel comune di Petriano e tre nelle frazioni di Canavaccio, Castelcavallino e Trasanni), sei primarie (una nel comune di Petriano e una nella frazione di Canavaccio) e tre secondarie di primo grado (una nel comune di Petriano). Gli edifici principali dell'Istituto sono la Scuola secondaria di primo grado "Paolo Volponi", in via Muzio Oddi nella zona nuova della città, ed il Palazzo scolastico "Giovanni Pascoli", che ospita sia una scuola primaria che una secondaria di primo grado, situato nel centro storico in via Piano Santa Lucia. Quest'ultimo palazzo fu eretto tra il 1932 ed il '34, sull'antico Giardino di Santa Lucia, in piena epoca fascista come denuncia l'architettura dell'edificio, per ospitare le scuole elementari.

#### Università
- Università degli Studi "Carlo Bo". Si tratta di una delle più antiche (fondata nel 1506) università d'Europa. La città di Urbino conta più iscritti alla sua università che abitanti, infatti gli iscritti erano 17.731 nel 2006. Nel 2006 si sono celebrati i festeggiamenti per il suo cinquecentenario, con l'emissione anche di un francobollo commemorativo speciale.[104]
- Accademia di belle arti. L'istituzione fu fondata nel 1967. La carica di presidente del consiglio di amministrazione è stata ricoperta, dal 2003 al 2013, da Vittorio Sgarbi. L'Accademia ha la sua sede principale all'interno dell'ex convento dei Carmelitani Scalzi, in cima a via Raffaello.
- ISIA. Acronimo di Istituto superiore per le industrie artistiche. È nato negli anni sessanta del XX secolo dal Corso Superiore di Arte Grafica (CSAG) della Scuola del Libro, un corso triennale da frequentare dopo il diploma di Maestro d'Arte. Il diploma che si consegue alla fine ha lo stesso valore della laurea. L'istituto ha sede nell'ex monastero di Santa Chiara, opera di Francesco di Giorgio Martini.

#### Musei
- Galleria nazionale delle Marche. È il principale museo cittadino e uno dei più noti a livello nazionale. Istituito il 7 marzo 1912, negli ambienti del Palazzo Ducale. Conserva un importante patrimonio storico artistico, composto dalle opere d'arte medievale fino a quelle barocche, ma la collezione più consistente è quella rinascimentale.
- Casa di Raffaello.

- Museo archeologico Lapidario. È ospitato all'interno di alcuni ambienti nel pianterreno del Palazzo Ducale. Conserva diversi reperti lapidei di epoca romana, provenienti da Urbino, e il lascito di epigrafi dell'archeologo urbinate Raffaele Fabretti.[105]
- Museo diocesano Albani. È ospitato all'interno di alcuni ambienti al pianterreno dell'Episcopio, tra questi vi sono le antiche sacrestie della cattedrale, una risalente al XVI e l'altra al XVIII secolo. Il museo fu istituito nel 1964, per conservare meglio il tesoro della cattedrale urbinate e raccogliere le opere d'arte della diocesi, soprattutto quelle presenti nelle chiese di campagna più sperdute. Inoltre contiene opere pregevoli (paramenti sacri, arredi liturgici, codici miniati, ecc.) del tesoro della cattedrale cittadina, costituito in gran parte dalle cospicue donazioni di papa Clemente XI, nella prima metà del XVIII secolo, e di altri membri di Casa Albani. Negli ultimi anni è stato sottoposto a una radicale ristrutturazione, terminata con la riapertura del museo il 20 marzo 2010.
- Museo della Città. È stato un museo di recente istituzione, realizzato all'interno delle sale nel piano seminterrato di palazzo Bonaventura Odasi. Il percorso museale era mirato a illustrare la storia e le peculiarità della città attraverso un allestimento moderno e coinvolgente[106]. Dal 2015 è stato sostituito dalla Casa della Poesia, inaugurata ufficialmente il 27 marzo[107].

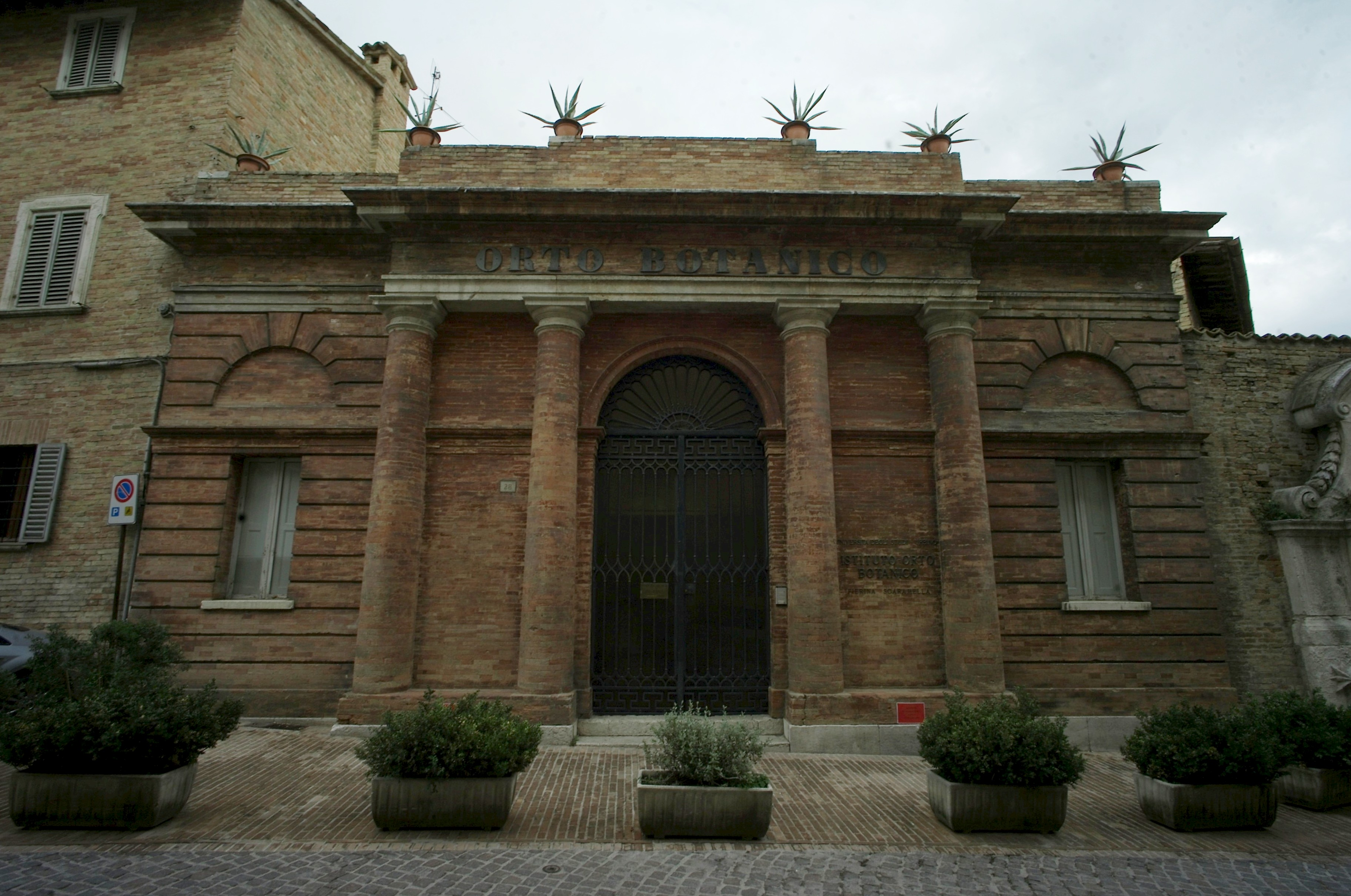
L'Orto Botanico

- Orto botanico "Pierina Scaramella". Ha il suo ingresso principale in via Bramante. L'edificio che contrassegna l'entrata principale è formato da un unico piano ed è di piccole dimensioni, progettato nel 1846 dall'architetto Vincenzo Ghinelli. L'Orto si sviluppa, per la maggior parte, su un grande terrapieno, che in origine era proprietà dell'adiacente convento di San Francesco. Nel 1798, durante l'occupazione francese, il comune confiscò il terzo orto del convento, per istituirvi, nel 1809, un orto botanico; finalizzato agli scopi didattici, legati agli insegnamenti di botanica e agraria, del liceo Convitto (sostituto della soppressa università). A tal fine la sistemazione e l'organizzazione dell'orto fu curata da Giovanni de' Brignoli di Brünnhoff, docente di botanica e agraria. Nel 1813 l'orto fu arricchito da una serra per le piante esotiche. Con la restaurazione del governo pontificio e la rinascita dell'università il De Brignoli lasciò Urbino e la gestione dell'orto tornò ai padri Francescani, ai quali fu imposto da papa Pio VII di mantenere la coltura botanica. Però, nel 1844, per gli eccessivi costi di mantenimento i padri dovettero cedere, in enfiteusi perpetua, l'orto all'università.
- Museo dei Gessi (Gipsoteca). È una testimonianza dell'antico Istituto per l'Illustrazione e la Decorazione del Libro, perché conserva una collezione di calchi in gesso di sculture antiche, utilizzati per gli scopi didattici della Scuola. È allestito all'interno dell'Istituto di Archeologia in alcuni ambienti di palazzo Albani.[108]
- Museo del Gabinetto di Fisica dell'Università. Si tratta di un museo che conserva gli antichi strumenti scientifici dell'Università. È situato all'interno di alcuni ambienti al secondo piano del palazzo dell'ex Collegio Raffaello.[109]
- Aula didattica "Bella Gerit". È stata aperta nel 2010 all'interno della Fortezza Albornoz. In essa sono esposti vari tipi di armi e armature del XV secolo[110].
- Museum Graphía - Museo Internazionale della Stampa[111]
- Lapidario di Urbino[112]
- Collezioni mineralogiche e raccolte naturalistiche del'univeristà[113]

## Media

#### Stampa
- Il Ducato, giornale a cura dell'Istituto per la formazione al Giornalismo, della locale Università[114].
- Redazione locale de Il Nuovo Amico, settimanale interdiocesano di Pesaro, Urbino e Fano e relativo territorio diocesano[115].

#### Televisione
Nel territorio comunale ha sede l'emittente privata TELE 2000; che trasmette, fin dal 1981, su tutto il territorio della provincia di Pesaro e Urbino, diffondendo le notizie relative a quest'area.

### Cinema
Film girati in Urbino
- Due selvaggi a corte (1958), con Leonora Ruffo.
- La mandragola, nel 1965 vennero girate all'interno di un convento alcune scene del film, in clandestinità e molto velocemente, in quanto l'arcivescovo Anacleto Cazzaniga, appena saputo delle riprese del film, aveva intimato alla produzione di stare alla larga dal convento e di limitare il loro campo di azione alla città e alla campagna.
- Una vergine per il principe (1965).
- Rossini! Rossini! (1991), una scena nel parco della Fortezza Albornoz.
- Raffaello - Il principe delle arti in 3D (2017).
- La banda Grossi - Una storia vera quasi dimenticata[117][118] (2018).
- A Chiara (2021)[119].

Film TV girati in Urbino
- Un amore americano (1994)
- Qualcuno da amare[120] (2000), miniserie Rai con Veronica Pivetti.
- Datteri Dolci (süße Datteln), film tedesco del 2010 prodotto da TVfilm60 per il canale pubblico ARD.
- Il giallo di Urbino (Der Urbino krimi), miniserie tedesca di due puntate, girata in città nell'estate del 2015 e trasmessa per la prima volta il 17 marzo 2016 (prima puntata) sul canale Das Erste[121].
- Io ci sono (2016).

### Musica
Urbino è sede da più di 40 anni del Festival internazionale di musica antica, che raccoglie ogni anno d'estate appassionati da tutto il mondo. Inoltre la città ospita, nella prima settimana di agosto di ogni anno, il festival Urbino Plays Jazz, organizzato dall'associazione Urbino Jazz Club e promosso dal Comune di Urbino. La città è attiva anche per ciò che concerne la musica contemporanea e la nuova scena musicale internazionale, avendo ospitato per diversi anni il Festival internazionale di musica indipendente Frequenze Disturbate.
Il 30 gennaio 2014 è stato girato presso il teatro cittadino, il video della canzone Trattengo il fiato di Emma.

#### Cappella Musicale del Santissimo Sacramento
La Cappella nacque nel 1507 ed è sede di scuole di musica, dove è possibile frequentare corsi di canto e di vari strumenti musicali. Inoltre organizza stagioni concertistiche in autunno e in primavera. Ha la sua sede in via Lorenzo Valerio 7, all'interno dell'antico palazzo Cerioni, in cui vi risiede fin dal 1867; ma lo ha acquistato dal Comune solo nel 1936..

### Cucina
Prodotto gastronomico tipico della zona è la casciotta d'Urbino, antica varietà di formaggio che vanta l'inserimento del prodotto nell'Atlante dei prodotti tipici e la denominazione di origine, nonché il riconoscimento della DOP (Denominazione di origine protetta) da parte dell'Unione europea. Un'altra specialità tipica è la crescia sfogliata di Urbino, specie di piadina dalla quale però si differenzia perché arricchita con strutto, uova e latte.
Altra specialità, propria delle festività pasquali, è la crescia di Pasqua, prodotto da forno che ricorda per la forma il panettone, ma è salata, con la presenza di formaggio e un po' di pepe; esiste anche nella versione dolce, con canditi e uvetta sultanina.

### Eventi
- Luglio: Festival Internazionale di Musica Antica[125], si compone di una serie di concerti e di corsi in vari luoghi del centro storico, dal 1969.[126]
- Agosto: Conversazioni d'Agosto a Palazzo Petrangolini, ciclo di conferenze e seminari, dal 1985.
- Metà di agosto: Festa del Duca[127], rievocazione storica rinascimentale, dal 1982.[128]
- Primo fine settimana di ottobre: Biosalus - Festival Nazionale del Biologico e del Benessere Olistico[129], organizzato dall'Istituto di Medicina Naturale in collaborazione con il Comune di Urbino, dal 2007.[130]
- Primo fine settimana di ottobre: Festival del Giornalismo Culturale[131], organizzato dall'Istituto per la Formazione al Giornalismo dell'Università cittadina, nelle sale del Palazzo Ducale e in altri luoghi del centro storico, dal 2013.[132][133][134]
- Tra dicembre e gennaio: Le Vie dei Presepi, prevede l'esposizione in varie parti della città di svariati tipi di presepi, opera sia di artisti locali che stranieri, dal 2001.[135][136]
- 28 marzo - 6 aprile: Settimana Raffaellesca, incontri, conferenze, mostre per celebrare il concittadino Raffaello a cura dell'omonima Accademia.[137][138]

## Geografia antropica

### Suddivisioni storiche
A cominciare dall'età medievale, la città ed il contado furono suddivisi, seguendo le delimitazioni topografiche del municipio romano, in quattro settori denominati Quadre:
- Quadra del Vescovado, delimitata a est dall'estremità settentrionale del Cardo massimo, a sud dal tratto occidentale del Decumano massimo e sui lati ovest e nord dalla cinta muraria. La denominazione risaliva alla presenza in tale quartiere dell'episcopio.
- Quadra di Porta Nuova, confinante a nord con l'estremità occidentale del Decumano massimo, a est con l'estremità meridionale del Cardo massimo mentre sui lati occidentale e meridionale con le mura cittadine. La quadra era così denominata per la presenza di uno degli accessi nella cinta muraria, Porta Nuova; in età romana e tardoromana corrispondeva alla Porta decumana occidentale, posta probabilmente tra le odierne moli del Palazzo Ducale e della Cattedrale. In età medievale la Porta urbica fu spostata più a sud, posta approssimativamente all'imbocco dell'odierna via Ferdinando Salvalai da piazza Rinascimento.
- Quadra di Posterula, delimitata tra l'estremità settentrionale del Cardo massimo, il tratto orientale del Decumano massimo e la cerchia muraria.
- Quadra di Santa Croce, situata tra il tratto meridionale del Cardo massimo, l'estremità orientale del Decumano massimo e le mura urbiche. Deriva il proprio nome dall'Oratorio di Santa Croce, ovviamente posto in questo quartiere, ancora oggi esistente e posto in via Santa Chiara.

La divisione in Quadre si è mantenuta per tutta l'età moderna, soprattutto in ambito amministrativo; ma progressivamente, soprattutto in ambito socio-culturale, si è affermata la divisione in contrade della città, maggiormente rispondente all'espansione urbana, anche durante il XX secolo, con la costruzione dei nuovi quartieri extra moenia.
Le contrade della città antica corrispondono alle vie principali e ai vicoli vicini, risalenti in buona parte ai borghi sorti nel Medioevo fuori dalla cinta muraria romano-medievale, soprattutto a ridosso dei quattro accessi alla città presenti sulla cinta muraria. Le contrade del centro storico sono le seguenti:
- Duomo, circoscrive in gran parte l'area dell'antica città romano-medievale, attualmente definibile anche come area monumentale, dal momento che in essa si trovano i principali edifici cittadini (il Palazzo Ducale, la Cattedrale, la chiesa di San Domenico, il monastero di Santa Chiara), oltre alle sedi dei principali enti civici (Comune, Università, Arcivescovado, Polo Museale).
- Valbona, situata sul lato sud-occidentale della città, in un terreno discendente dal pianoro di piazza della Repubblica, stretto tra i colli del Poggio e del Monte. L'assetto definitivo della contrada risale al XVI secolo, con la realizzazione del terrapieno del Mercatale, con il quale la contrada confina a sud e a cui è collegata tramite una porta urbica.
- Il Monte (Monte di San Sergio o delle Vigne), si tratta della contrada che comprende gran parte dell'abitato situato sul colle omonimo, a nord-ovest del centro storico. Questa contrada si sviluppò a partire dall'età medievale, ma già in epoca romana vi erano delle strutture, come una cisterna sotterranea per la raccolta delle acque e alcuni canali ipogei dell'acquedotto; inoltre proprio in tale contrada sorse la prima cattedrale cittadina.
- Santa Lucia, si tratta di una contrada situata sul versante sud-orientale del colle del Monte. Caratterizzata da una via principale (via Bramante), dalle vie adiacenti ad essa e dalla porta urbica omonima che delimita l'estremità settentrionale della via principale.
- Lavagine, è situata sul versante orientale, discendente dal pianoro di piazza della Repubblica, sulle pendici dei colli del Poggio e del Monte. La contrada è definita dalla via principale (via Cesare Battisti), dalle vie ad essa adiacenti e dalla porta urbica che delimita l'estremità orientale di via Battisti.
- San Paolo o Polo, si trova sul versante meridionale e sulla cima del colle del Poggio, su quest'ultima parte comprende una porzione dell'antica città romano-medievale. Anch'essa si caratterizza per la presenza di una strada principale (via Aurelio Saffi), delle vie adiacenti e dalla cinta muraria, che tramite il bastione omonimo ne delimita il confine meridionale. La contrada prende nome dall'ex chiesa di San Paolo, oggi laboratorio di restauro dell'Università.
- San Bartolo, è una piccola contrada, originata dal borgo medievale sorto fuori dalle mura di allora, ma lungo la strada che discendeva dall'antica porta decumana orientale. Sorge su una piccola parte delle pendici orientali del colle del Poggio. Viene identificata dalla via omonima, da alcuni vicoli confluenti e nella parte bassa dalla chiesa e dal bastione omonimi.
- Borgo Mercatale, si tratta di una contrada fuori ma vicina alle mura di Porta Valbona. È costituita da un piccolo nucleo di case nate a ridosso della base del colle delle Vigne, davanti al grande piazzale omonimo, da cui la contrada prende nome, e ad un tratto della Strada Nazionale 73bis.

La suddivisione in contrade permane ancora, ma solo con valore culturale e in occasione della Festa dell'aquilone, estendendosi anche agl'insediamenti nati al di fuori dell'antica cinta muraria. Alle contrade del centro storico, alcune non più esistenti (San Bartolo, Santa Lucia, Borgo Mercatale), in seguito allo spopolamento che ha interessato la zona dalla seconda metà del XX secolo, si sono aggiunte: Piansevero, San Bernardino, Hong Kong, Mazzaferro e la Piantata.

### Frazioni
Il territorio comunale è suddiviso in 14 frazioni: Urbino, Canavaccio, Ca' Mazzasette, Cavallino, Pieve di Cagna, La Torre, Trasanni, Schieti, Forcuini, La Marcella, Pozzuolo, Paganico, Coldelce, Repuglie e Scotaneto.

#### Schieti e Ca'Mazzasette
Sono due frazioni, tra loro molto vicine (4,2 km), che si trovano in una pianura nella media valle del Foglia. Tra le due, Schieti è la più popolosa.

#### Canavaccio
Situata in una pianura circondata dalle colline tipiche dei dipinti di Raffaello, confina a sud con il Furlo, a ovest con Fermignano, e a nord con Urbino. È la più grande frazione del comune di Urbino e si trova lungo la valle del Metauro. Sede archeologica di valore, con tracce di insediamenti piceni. Inoltre in questa frazione, precisamente in località Pian di Lodovico, si trovano i resti di una villa (cappella, portale e viale alberato), demolita nel 1926, appartenuta alla nobile famiglia urbinate dei Mauruzi della Stacciola.
Canavaccio è ricca di aziende produttive, ma anche ristorantini tipici, locande, bed and breakfast. Numerosissimi i sentieri che si inerpicano dal paese per le colline circostanti fino a raggiungere Urbino. È sede ogni anno di una gara nazionale di mountain bike che richiama centinaia di atleti da tutta Italia.
Sulle colline soprastanti questa frazione, si trova un'antica torre di guardia, denominata "Brombolona"; tale toponimo deriva dai ghiaccioli (bromboli nel dialetto locale) che si formavano, nei mesi invernali, sulla campana posta un tempo sulla cima della torre. Da molti anni versa in condizioni di totale abbandono.

### Località
Tutte le frazioni sono anche località secondo il Sistema Informativo Territoriale di Urbino (SIT), con l'eccezione di Paganico, Coldelce, La Marcella, Repuglie e Scotaneto. Ogni frazione infatti è suddivisa in più località e tra esse vi è la località che attribuisce il nome alla frazione. Per una migliore comprensione si riportano di seguito le frazioni e tra parentesi le relative località:
Urbino (Capoluogo, Gadana, Sasso, SS. Annunziata, Maciolla, Tufo, Montesoffio, Ghiaiolo, San Marino, Crocicchia, San Donato); Ca' Mazzasette (Ca' Mazzasette, Fornace); Canavaccio (Canavaccio, Monte Polo, Cavaticci, Villa Croce); Cavallino (Cavallino, Montecalende); Pieve di Cagna (Pieve di Cagna, Cerqueto bono, Girfalco, Miniera, Rancitella); La Torre (Torre, Viapiana, Palazzo del Piano, Santa Maria delle Selve); Trasanni (Trasanni, Castelboccione, Colonna); Schieti (Schieti, Pallino); Scotaneto; Forcuini (Forcuini, Pantiere); Pozzuolo (Pozzuolo, Monte Avorio, Monte Olivo);

#### San Marino di Urbino
È una piccolissima località situata a sud-est di Urbino. Si sviluppa totalmente sulla Strada statale 73 Bis (E78), a metà strada tra Fermignano e Canavaccio, ai piedi di una serie di colline e ai margini di un'area pianeggiante, attraversata dal fiume Metauro. In posizione più elevata, rispetto all'abitato, e più internamente tra le colline, si trova la chiesa omonima. La località dista 7 km da Urbino.

## Economia

### Agricoltura
Questo settore è stato quello prevalente fino agli anni cinquanta del XX secolo, poi con lo spopolamento delle campagne si è determinata una crisi del settore. Tuttavia, tra la fine degli anni novanta e i primi anni duemila, le campagne sono tornate a ripopolarsi grazie alla nascita di aziende e cooperative di agricoltura biologica.

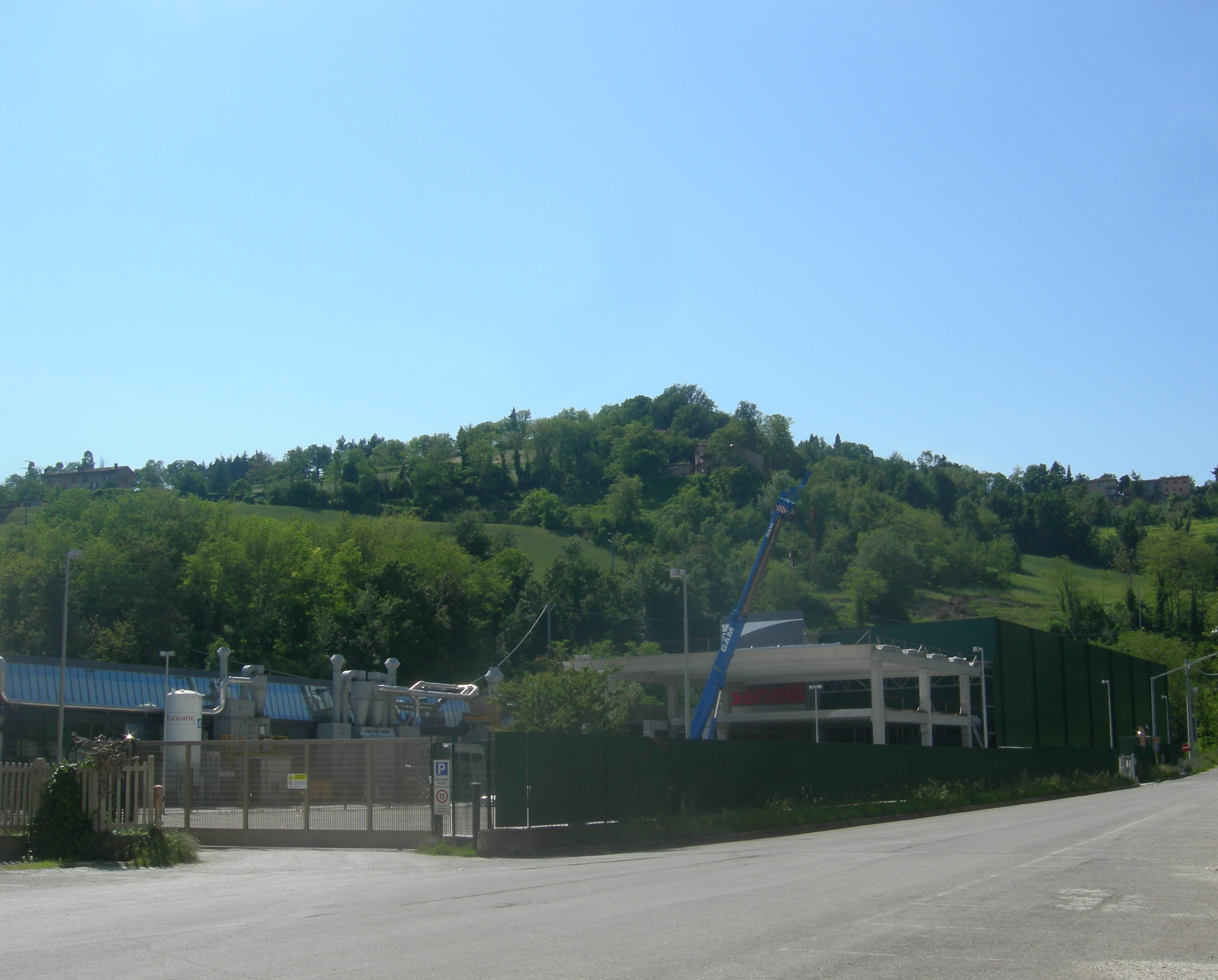
La fabbrica della Benelli Armi

### Industria
Tra XIX secolo e prima metà del XX, nel capoluogo comunale furono presenti piccole attività, come la filanda, le varie attività connesse al Consorzio Agrario (come la lavorazione dei bachi da seta) e una fornace (proprietà della famiglia dello scrittore Paolo Volponi). Mentre nel territorio della frazione di Pieve di Cagna vi erano impiantate attività estrattive (miniere) dello zolfo.
Si tratta di un settore non particolarmente diffuso nel capoluogo del comune, eccetto per la presenza della Benelli Armi (metalmeccanica di precisione). Mentre le frazioni con un'alta concentrazione industriale sono quelle di Canavaccio e Schieti - Ca' Mazzasette. Invece Urbino è circondata da molti comuni a vocazione artigianale e industriale, e in particolare Fermignano, che, insieme alla frazione di Canavaccio, costituisce la "zona industriale" della città feltresca e che – pur separata sul piano amministrativo – è piuttosto integrata su quello economico, al punto che la Banca d'Italia identifica un'unica "piazza" quella formata dalle agenzie bancarie dei due comuni limitrofi.

### Artigianato

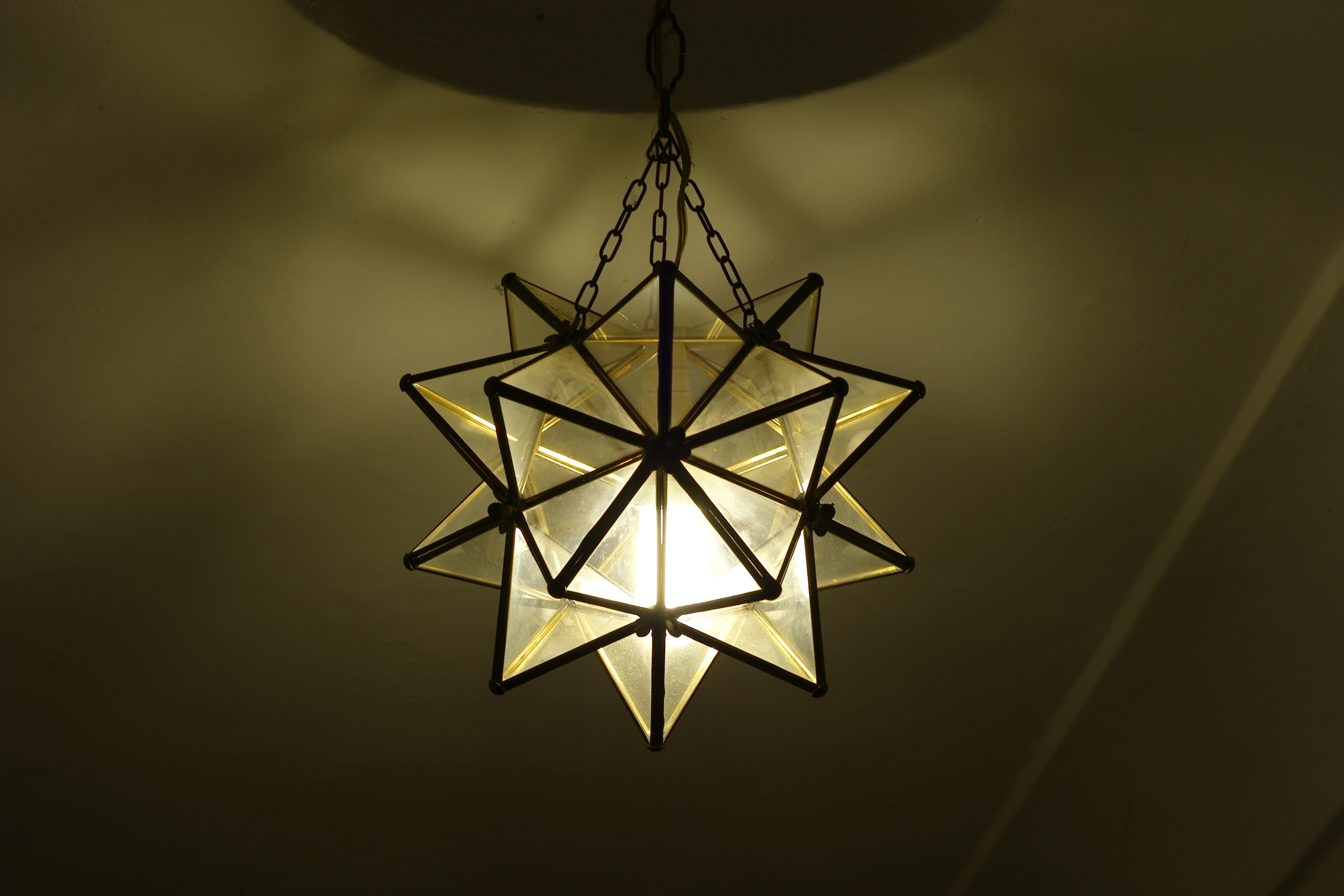
La Stella Ducale di Urbino

Questo è stato un settore abbastanza fiorente, nel capoluogo comunale, fino alla prima metà del XX secolo; grazie a piccole attività con una solida tradizione.
Dal XV, fino al XVII secolo, in città prosperarono importanti botteghe dedite alla lavorazione della ceramica; facendo di Urbino, assieme a Casteldurante e a Pesaro, uno dei principali centri di produzione della maiolica dell'antico ducato, ed uno dei più noti a livello nazionale.
Nel XVIII secolo, grazie alla munificenza di Papa Albani, nacque in Urbino la fabbrica delle Spille, le cui produzioni furono di notevole qualità.
Infine, con la nascita della Scuola del Libro (1861) e della Scuola d'Arte e Mestieri (anni venti del XX secolo), si ebbe un miglioramento e un rafforzamento di alcune attività artigiane, portandole ad avere un'ultima grande stagione di splendore e di rinomanza internazionale. Queste attività, connesse con l'attività delle due scuole, sono: la legatoria, la lavorazione dei metalli, la ceramica, la lavorazione del legno, l'illustrazione e la decorazione dei libri. Molto importante infine la Stella Ducale di Urbino, un oggetto divenuto vero e proprio simbolo della città, realizzata artigianalmente su disegno di Leonardo unicamente nella Bottega d'Arte Vittoria Gulini Sorini della città.
Permangono alcune di quest'ultime attività, con l'aggiunta del restauro di opere d'arte (quadri, libri, ecc.); ma il settore è in forte declino per la mancanza di un ricambio generazionale.
Inoltre, sono ancora diffuse e attive le antiche arti del ricamo e della tessitura, finalizzate alla realizzazione di tappeti e di coperte di lana, che sono impreziositi da temi e da motivi richiamanti il mondo pastorale.

### Servizi

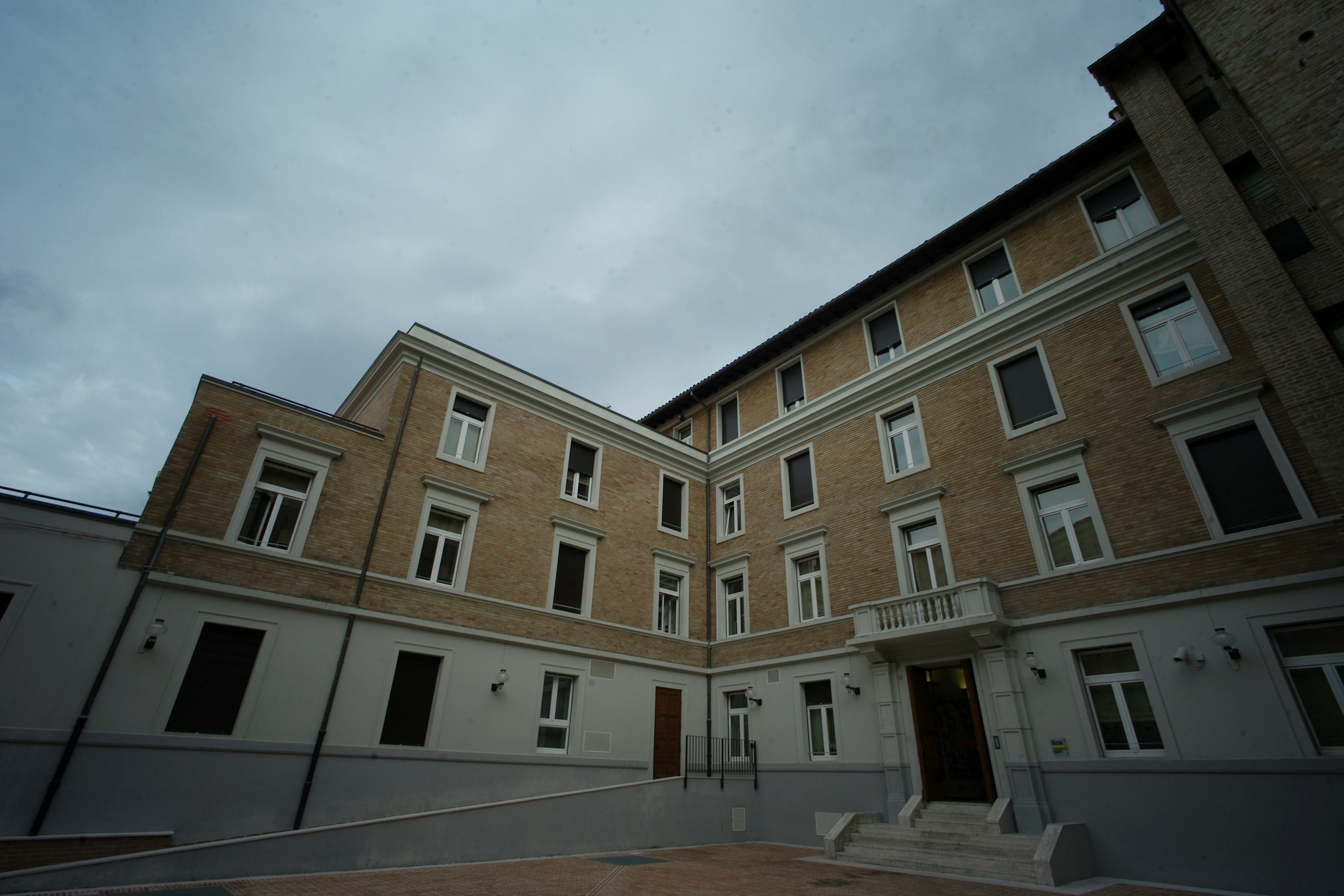
Il Collegio Internazionale (ex Casa dello Studente)

Questo è divenuto, soprattutto nella seconda metà del XX secolo, il principale settore della città, con la crescita quantitativa dell'Università e del turismo di massa. Urbino è fortemente caratterizzata dalle pubbliche amministrazioni e non solo. Sono presenti anche diverse attività commerciali legate all'esigenze ed ai bisogni della popolazione universitaria (affittacamere, copisterie, abbigliamento, bar, pub, agenzie immobiliari, ecc.), maggioritaria rispetto alla popolazione dell'intero Comune. Inoltre in città sono presenti i servizi erogati, per la popolazione universitaria, dall'ERDIS; come gli alloggi e la mensa, sia nel centro storico (Collegio Internazionale e Casa della Studentessa) che fuori (Collegi universitari). Nel centro storico vi sono anche due pensionati universitari, retti da ordini religiosi, ovvero l'Istituto Maestre pie Venerini e l'Istituto "Santa Felicita". Nella periferia vi sono tre supermercati. Tra il 2012 ed il 2014 sono stati aperti, in prossimità del centro storico, due centri commerciali; prima il Consorzio poi Porta Santa Lucia, entrambi dotati di un supermercato e di altre attività commerciali legate alla grande distribuzione.

### Turismo
Urbino, essendo una città d'arte, si rivolge a un turismo culturale.

## Infrastrutture e trasporti
Le infrastrutture e i trasporti sono sempre state questioni molto problematiche e complesse per Urbino. Le cause sono determinate dalle asperità del territorio e dalla mancanza di arterie stradali e ferroviarie che rendano il collegamento con la città più comodo e veloce.

### Strade
Anticamente la strada più agevole per raggiungere Urbino era la via Flaminia, che passa a poca distanza dalla città, costruita dai Romani per collegare Roma con l'antica Ariminum (l'attuale Rimini) il cui tracciato è perdurato nei secoli, con necessarie modifiche, fino ai giorni nostri. Le strade migliori per raggiungere la città sono: la SS 423 da Pesaro o la Superstrada E78 da Fano. Altrimenti si può arrivare ad Urbino da sud (Roma) seguendo la SS n.3 Flaminia (E78) e da ovest (Firenze) passando per la E45 fino all'uscita di San Giustino per continuare sulla SS 73 bis
attraversando il passo appenninico di Bocca Trabaria.

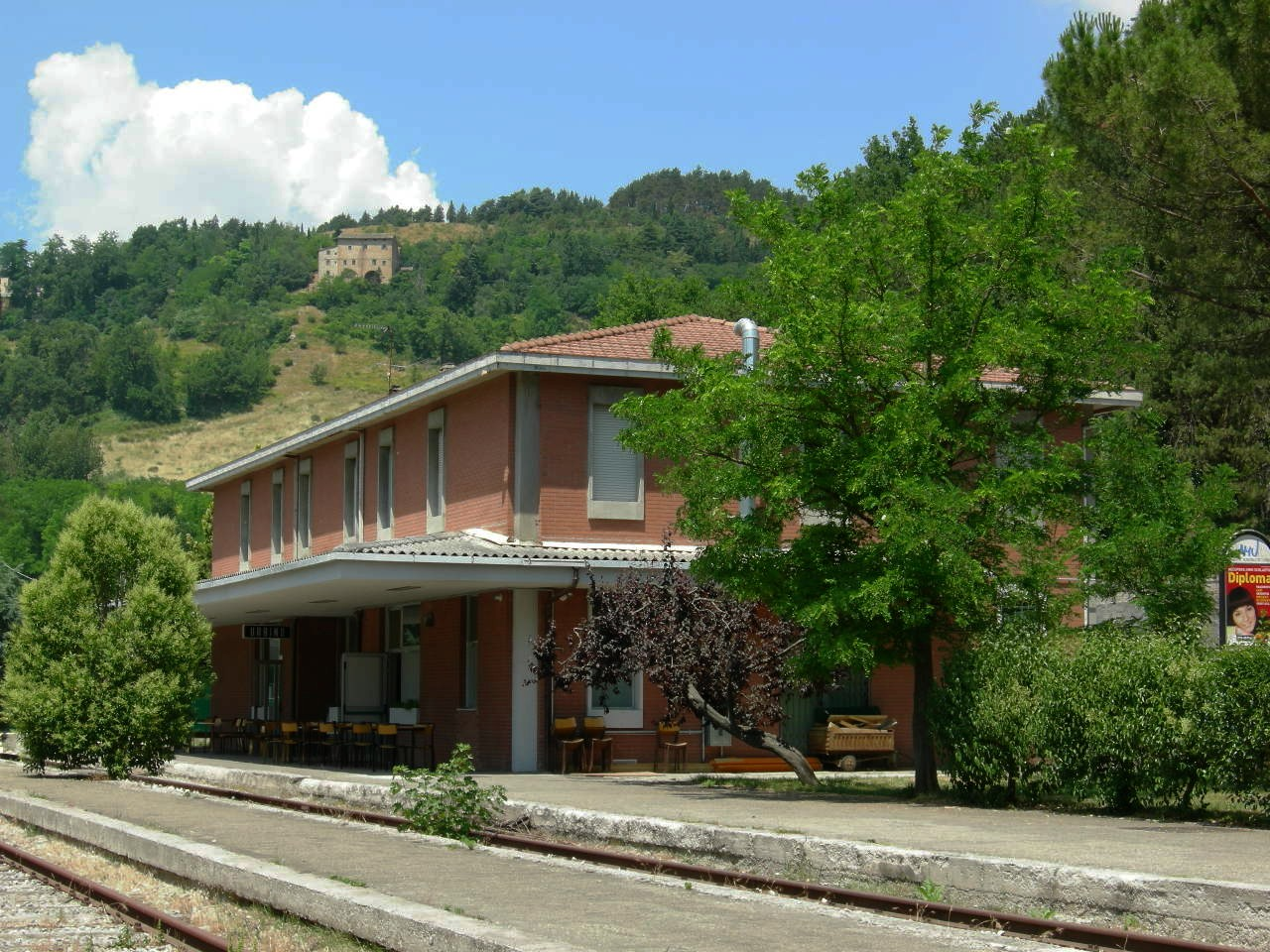
L'ex stazione ferroviaria

Il casello autostradale più vicino, quello di Pesaro-Urbino sull'A14, dista 31 km dalla città di Urbino.

### Ferrovie
La città è stata raggiunta da una linea ferroviaria diretta nel 1898, mediante il prolungamento del tratto Fabriano - Pergola; successivamente, il tratto ferroviario sarebbe dovuto proseguire fino a Santarcangelo di Romagna, ma i lavori rimasero incompiuti. Nel 1915 venne realizzato il collegamento con Fano. Nel 1944 fu chiuso il collegamento con Pergola. La tratta ferroviaria Urbino - Fano rimase in funzione fino al 1987.

### Mobilità urbana
Il servizio di trasporto pubblico nel Comune è espletato tramite autobus e taxi. È presente anche un ascensore pubblico dal Piazzale del Mercatale a Via Giacomo Matteotti, all'interno dell'edificio della Rampa elicoidale.

## Amministrazione
Fa parte dell'Unione montana Alta valle del Metauro.
Il 30 novembre 2010, ha aderito al Patto dei sindaci.

### Gemellaggi
Urbino è gemellata con:
- Blois, protocollo d'amicizia, dal 1999[142]
- Locarno, dal 1976[143]

## Sport

### Calcio

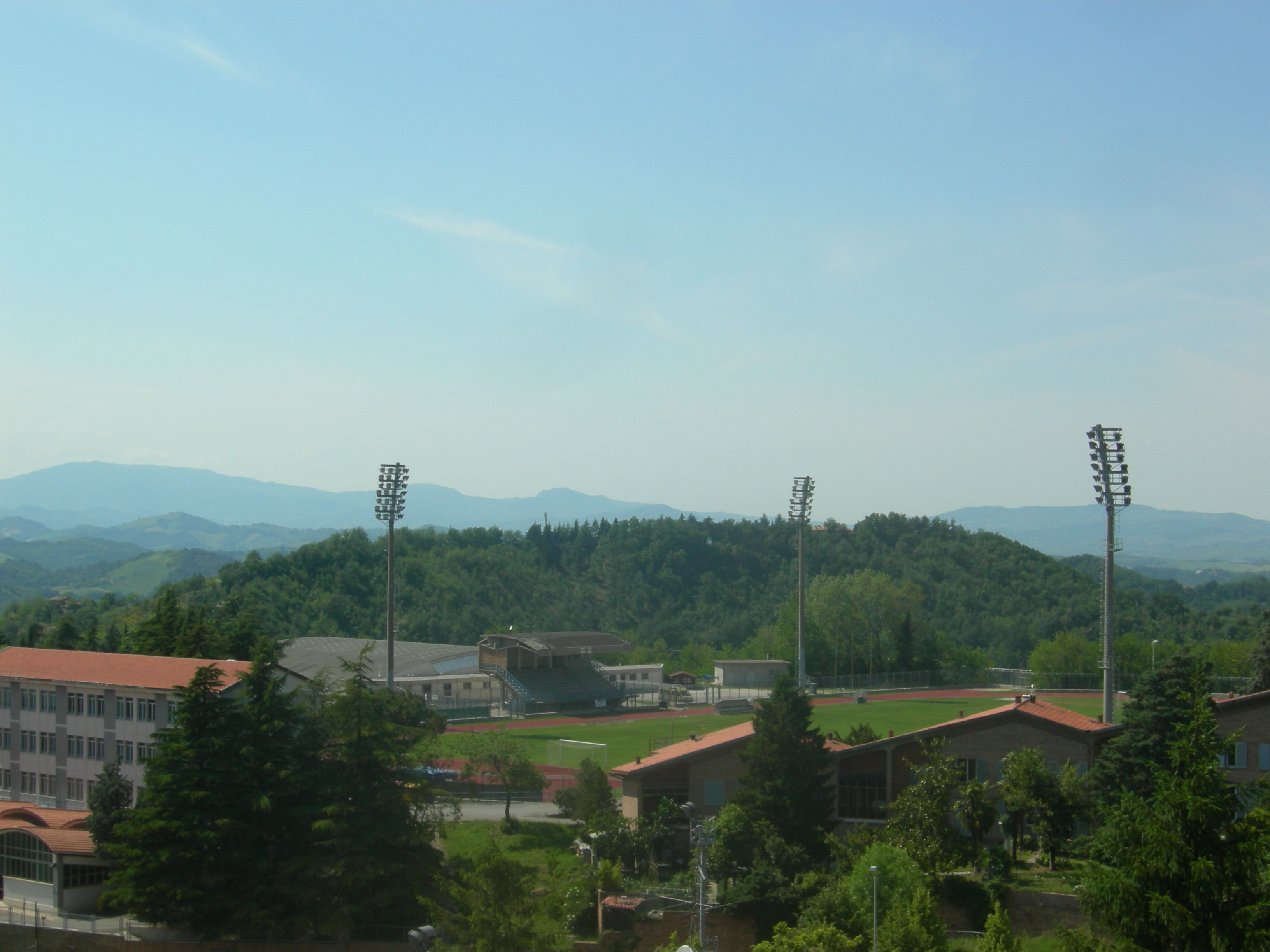
Lo stadio "Montefeltro"

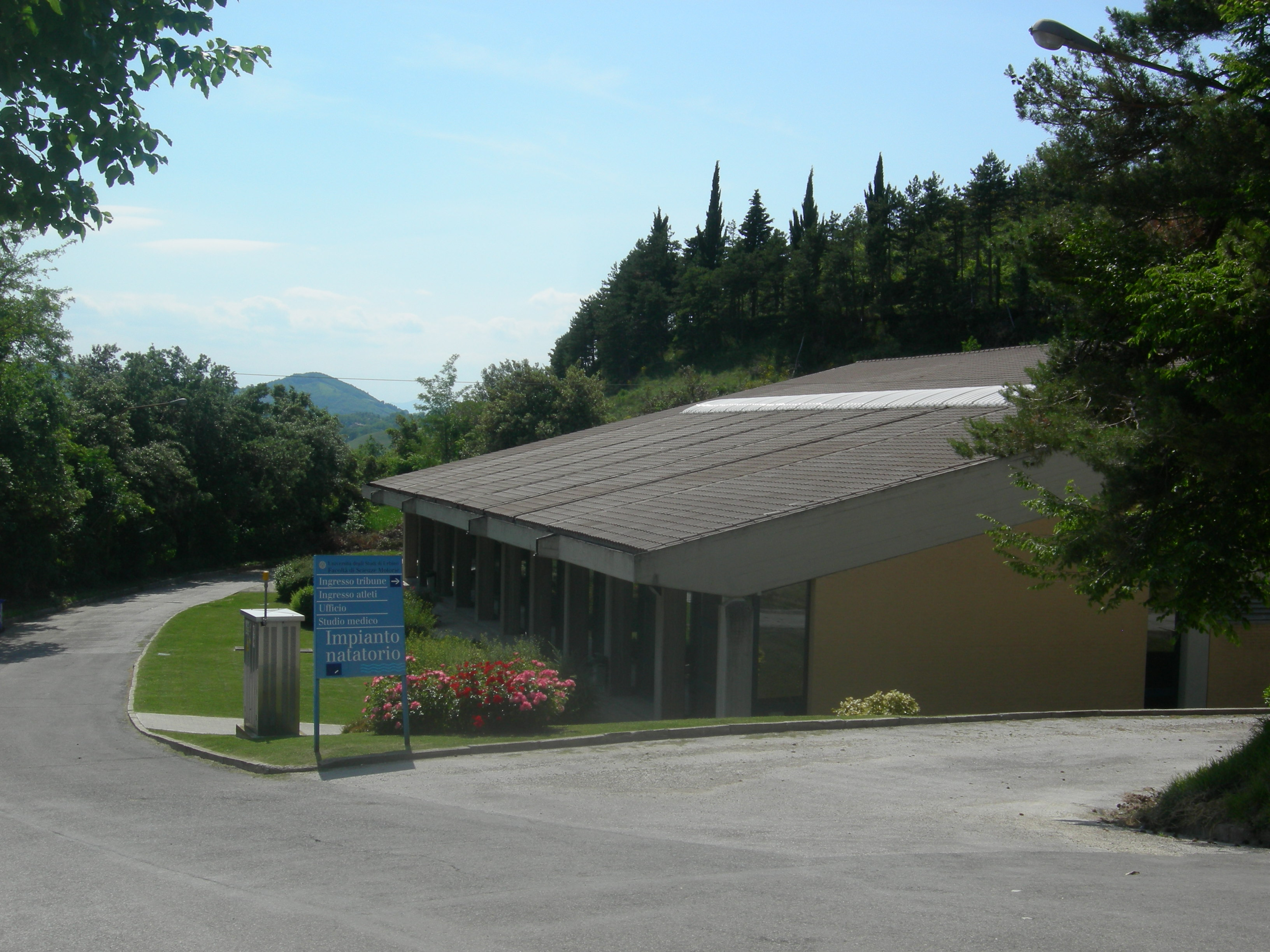
La piscina "Mondolce"

Già nel XVI secolo si praticava il calcio fiorentino nell'attuale piazza Rinascimento. Per quanto riguarda il calcio moderno, la principale squadra di calcio della città è l'A.S.D. LMV Urbino 1921, nata nel 1921, che milita in Eccellenza.
Diverse sono le realtà minori: Schieti e Vis Canavaccio militano in Seconda Categoria mentre Pieve di Cagna e Torre disputano la Terza Categoria.
Nel calcio a 5 è presente la squadra Urbino calcio a 5, che milita nel campionato di serie D.

### Ciclismo
Giro d'Italia
Urbino è stata sede della cosiddetta "Grande Partenza" del Giro d'Italia nell'edizione del 1988, con il via ufficiale della corsa dato il 23 maggio da corso Garibaldi per effettuare un prologo tra le strade cittadine, che si concluse con la vittoria del francese Jean-François Bernard. In totale, la città è stata sede di tappa della "Corsa Rosa" in sette occasioni (quattro partenze e tre arrivi).
Tappe con arrivo ad Urbino:
- 1982 14ª tappa Pescara → Urbino, vinta da Guido Bontempi;
- 1988 1ª tappa Urbino (cron. individuale), vinta da Jean-François Bernard
- 2008 10ª tappa Pesaro → Urbino (cron. individuale), vinta da Marzio Bruseghin

Tappe con partenza da Urbino:
- 1982 15ª tappa Urbino → Comacchio, vinta da Silvestro Milani;
- 1988 1ª tappa Urbino (cron. individuale), vinta da Jean-François Bernard
- 1988 2ª tappa Urbino → Ascoli Piceno, vinta da Guido Bontempi;
- 2012 6ª tappa Urbino → Porto Sant'Elpidio, vinta da Miguel Ángel Rubiano.

Giro d'Italia Women
Inoltre nel 2024 ha ospitato l'arrivo della 4ª tappa, da Imola, dell'Giro d'Italia femminile, vinta dalla canadese Clara Emond.

### Pallavolo

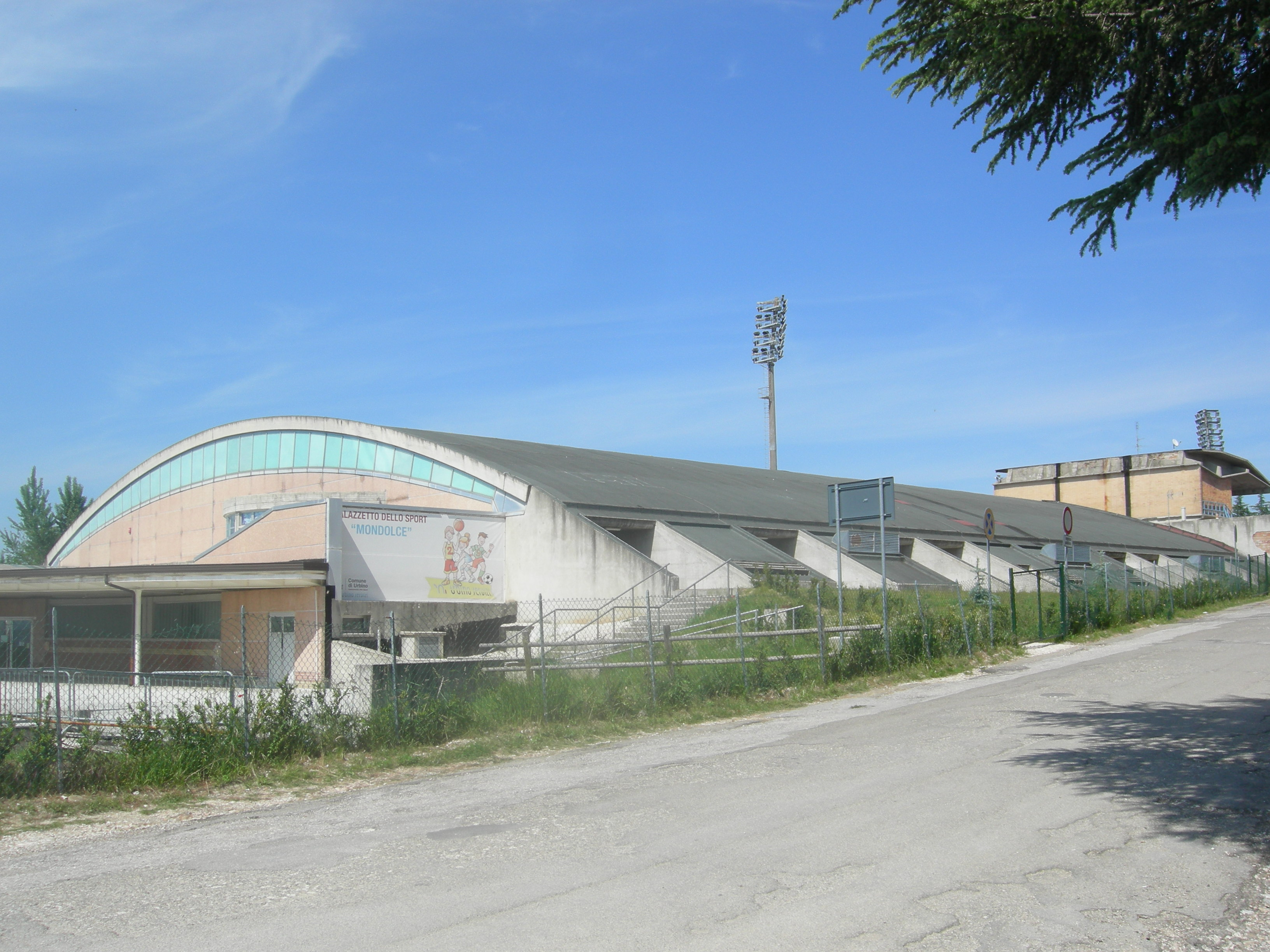
Il "PalaCarneroli"

Aveva sede nel Comune la Robur Tiboni Urbino Volley, era una società pallavolistica femminile che militava nel campionato di Serie A1.
Fra i maggiori risultati ottenuti si cita la Coppa CEV.
Nella stagione 2014-15, a seguito dell'ultimo posto in classifica, retrocede in Serie A2; in seguito la società cessa di esistere.

### Impianti sportivi
- Stadio comunale "Montefeltro"
- Piscina comunale "Fratelli Cervi" (con annesso un campo coperto da pallavolo)
- Piscina "Mondolce" (di proprietà dell'Università)
- Palazzetto dello sport "Alberto Carneroli"
- Campi da tennis in località Varea
- Campi da tennis in località Mondolce
- Bocciodromo comunale "Raffaele Zampolini"
- Campo da tiro a volo in località Mondolce
- Campo di calcio "Sandro De Crescentini"[145] (in sintetico)
- Campo di calcio "La Buca".
- Palestra "Palaferro"
- Palestra "PalaGadana"

Nelle frazioni:
- Campo sportivo di Canavaccio
- Campo sportivo di Trasanni
- Campo sportivo di Pieve di Cagna
- Campo sportivo di Schieti
- Campo sportivo di Ca' Mazzasette
- Campo sportivo di Torre San Tommaso
- Campo sportivo di Castel Cavallino[146]